# Списак епизода серије Мердокове мистерије
Мердокове мистерије су канадска драмска телевизијска серија с одликама мистерије, комедије и научне фантастике чије је приказивање почело 20. јануара 2008. Серија се темељи на романима Детектив Мердок Морине Џенингс. Радња је смјештена у Торонту крајем 19. и почетком 20. вијека. У средишту дешавања је Вилијам Мердок (Јаник Бисон), детектив Четврте полицијске станице, који рјешава злочине користећи се научним методама и проналасцима који су веома напредни за то вријеме (попут отисака прстију). У рјешавању случајева помажу му полицајац Џорџ Кребтри (Џони Харис), градски патолог доктор Џулија Огден (Хелен Џој) и инспектор Томас Бракенрид (Томас Крејг). Р. Б. Карни, Кал Кунс и Александра Заровни творци су серије, а продуцирао ју је Shaftesbury Films. Занимљиво је да је Морина Џенингс лик детектива Мердока засновала на стварној личности детектива из Торонта Џона Вилсона Мареја (1840—1906). Док је 1894. шеф Четврте полицијске станице заиста био инспектор Томас Бракенрид (1847—1919) који је рођен у Ирској.
Серији су претходила три телевизијска филма који су се приказивали на канадском каналу Bravo! од 2004. до 2005. За разлику од серије глумачка постава је потпуно другачија. У филму су глумили: Питер Аутербриџ као Мердок, Кили Хоз као доктор Огден, Метју Макфадзин као полицајац Кребтри и Колм Мини као инспектор Бракенрид.
Мердокове мистерије су на Citytv емитоване пет сезона прије него што су отказане. Серију је тад преузео CBC, који је емитује од шесте сезоне. У Уједињеном Краљевству серија је приказивана на ТВ каналу Alibi у копродукцији с Alibi-јевом матичном компанијом UKTV. Приказивана је и у САД на Ovation под називом Умешни детектив (The Artful Detective), али јој је од 12. сезоне враћен првобитни назив. Премијера 14. сезоне у САД почела је 20. фебруара 2021. на Ovation-у. У Србији се серија приказује на каналу Епик драма. Серија се приказује у 110 земаља свијета.

## Преглед серије
| Сезона | Сезона | Епизоде | Епизоде | Оригинално емитовање | Оригинално емитовање | Оригинално емитовање |
| Сезона | Сезона | Епизоде | Епизоде | Премијера            | Финале               | Мрежа                |
| ------ | ------ | ------- | ------- | -------------------- | -------------------- | -------------------- |
|        | 0S.    | 3       | 3       | 13. мај 2004.        | 8. септембар 2005.   |                      |
|        | 1.     | 13      | 13      | 20. јануар 2008.     | 13. април 2008.      |                      |
|        | 2.     | 13      | 13      | 10. фебруар 2009.    | 27. мај 2009.        |                      |
|        | 3.     | 13      | 13      | 14. март 2010.       | 13. јун 2010.        |                      |
|        | 4.     | 13      | 13      | 7. јун 2011.         | 31. август 2011.     |                      |
|        | 5.     | 13      | 13      | 6. јун 2012.         | 28. август 2012.     |                      |
|        | 6.     | 13      | 13      | 7. јануар 2013.      | 15. април 2013.      |                      |
|        | 7.     | 18      | 18      | 30. септембар 2013.  | 7. април 2014.       |                      |
|        | 8.     | 18      | 18      | 6. октобар 2014.     | 30. март 2015.       |                      |
|        | 9.     | 18      | 18      | 5. октобар 2015.     | 21. март 2016.       |                      |
|        | 10.    | 19      | 19      | 10. октобар 2016.    | 20. март 2017.       |                      |
|        | 11.    | 19      | 19      | 25. септембар 2017.  | 19. март 2018.       |                      |
|        | 12.    | 18      | 18      | 24. септембар 2018.  | 4. март 2019.        |                      |
|        | 13.    | 18      | 18      | 16. септембар 2019.  | 2. март 2020.        |                      |
|        | 14.    | 11      | 11      | 4. јануар 2021.      | 15. март 2021.       |                      |
|        | 15.    | 24      | 24      | 13. септембар 2021.  | 11. април 2022.      |                      |
|        | 16.    | 24      | 24      | 22. септембар 2022.  | 13. фебруар 2023.    |                      |
|        | 17.    | 24      | 24      | 2. октобар 2023.     | 8. април 2024.       |                      |
|        | 18.    | 22      | 22      | 30. септембар 2024.  | април 2025.}         |                      |

## Епизоде

### Телевизијски филмови (2004–05)
| Бр. еп. | Наслов                | Редитељ       | Сценариста                         | Премијера           |
| --- | --------------------- | ------------- | ---------------------------------- | ------------------- |
| 1 | Осим умирања          | Мајкл Декарло | Џенет Маклејн                      | 13. мај 2004.       |
| Жена је пронађена убијена и гола у задњој уличици познатој по проституцији. Детектив Мердок открива да је жена заправо била кућна помоћница угледне породице. Након што га је др Огден обавијестила да је жртва била трудна и дрогирана, детектив Мердок је све увјеренији да смрт дјевојчице није случајна. |                       |               |                                    |                     |
| 2 | Јадном Тому је хладно | Мајкл Декарло | Кал Кунс, Жан Григ и Џенет Маклејн | 12. септембар 2004. |
| Када је пријатељ и штићеник детектива Мердока, полицајац Оливер Викен, пронађен убијен у подруму напуштене куће, полиција је одлучила да је то самоубиство. Мердок је одлучан да докаже да је то убиство и очисти Викеново име.                                                                              |                       |               |                                    |                     |
| 3 | Под змајевим репом    | Џон Лекјуе    | Џенет Маклејн                      | 8. септембар 2005.  |
| Доли Кепшов, средовјечна жена, је убијена. Случај постаје сложенији када се сазна да је имала абортус. |                       |               |                                    |                     |

### Сезона 1 (2008)
У јулу 2007. године Shaftesbury Films објавили су да је започело снимање серије од 13 епизода заснованих на романима Морин Џенингс и ТВ филмовима Мердокове мистерије. Најављено је да ће серија бити емитована на Bravo! каналу од 2008. Међутим, након промјена 2007. у вези власништва канадских медија имало је за резултат да је Bravo! у власништву CTVglobemedia, док су Мердокове мистерије припале Rogers Communications, који је одлучио да их емитује на њиховој недавно стеченој мрежи CityTV.
Снимање прве сезоне Мердокових Мистерија одвијало се између 11. јуна и 17. октобра 2007, највише у Торонту и Хамлитону, Онтарио.
Као чланови глумачке поставе појављују се Тамара Хоуп као Една Гарисон, Димитри Чеповетски као Никола Тесла, Лаклан Мердок као полицајац Хенри Хигинс, Арвен Хамфриз као Маргарет Бракенрид, Алан Ројал као шеф полиције Стоктон, Герајнт Вин Дејвис као Артур Конан Дојл, Марија дел Мар као Сара Пенсел, Стивен Макхати као Хари Мердок, и Питер Келеган као Теренс Мајерс.
| Бр. еп. (укупно) | Бр. еп. (у сезони) | Наслов                         | Редитељ       | Сценариста                 | Премијера         |
| --- | ------------------ | ------------------------------ | ------------- | -------------------------- | ----------------- |
| 1 | 1                  | Струја                         | Ферхад Ман    | Р. Б. Карни                | 20. јануар 2008.  |
| Данијел Прат, власник компаније Торонто Електрик & Лајт, обогатио се освјетљавајући улице једносмјерном струјом, али сад градска управа разматра увођење наизмјеничне струје. Зато Прат и група његових моћних пријатеља одлучују направити представу како би доказали да је наизмјенична струја опасна. Али кад у неуспјешној демонстрацији струја убије мис Торонто Електрик & Лајт Алис Хаувард, открије се да је прекидач који је повукла намјерно био покварен. У истрази коју додатно компликују мито, скандали и прљави тајни договори Мердок мора открити ко је убио Алису и зашто. Он позива у помоћ Николу Теслу да помогне у рјешавању случаја. Кребтри започиње романтичну везу са једном од осумњичених Едном Гарисон. |                    |                                |               |                            |                   |
| 2 | 2                  | Стаклени плафон                | Шон Томпсон   | Жан Григ i Кал Кунс        | 27. јануар 2008.  |
| Убица се изругује Бракенриду шаљући му тела адвоката и судије, заједно са поруком у којој тврди да је он сљедећи. Мердокове импресивне вјештине примјетио је шеф полиције Стоктон. У жељи да га постави за инспектора у новој станици позива Мердока на разговор. Сазнавши да је Мердок католик, Стоктон повлачи своју понуду јер је Торонто претежно протестантски град. |                    |                                |               |                            |                   |
| 3 | 3                  | Пад                            | Шон Томпсон   | Александра Заровни         | 3. фебруар 2008.  |
| Након што је афроамерички боксер Ејмос Робинсон убијен након меча, сви докази упућују на његову жену Фени Робинсон (Марија Ингер), која је затечена како стоји изнад супруговог леша држећи пиштољ са којим је убиство извршено. Међутим Мердок је убјерен у њену невиност, и креће у проналажење правог убице усред растућих расних тензија. |                    |                                |               |                            |                   |
| 4 | 4                  | Елементарно, драги мој Мердоче | Дон Макбрирти | Џејсон Шерман              | 10. фебруар 2008. |
| Скептични Мердок прати свог узора Артур Конан Дојла на сеансу. Када медијум, Сара Пенсел, призове жртву убиства и открије локацију њеног тијела, Мердок мора пронаћи рационално објашњење. Мердоков скептицизам је додатно пољуљан након што му Сара открије приватне информације о његовој преминулој вјереници Лизи. |                    |                                |               |                            |                   |
| 5 | 5                  | Док нас смрт не растави        | Дон Макбрирти | Џенет Маклејн              | 17. фебруар 2008. |
| Непосредно прије вјенчања, Вендел Мерик је убијен у цркви. Након што се открије да је Мерику брак био само параван да би добио насљедство и да је у ствари хомосексуалац, Мердок се нађе у сукобу са својим вјерским увјерењима и схватањем да је хомосексуалност гријех. |                    |                                |               |                            |                   |
| 6 | 6                  | Одвежи псе                     | Дон Макбрирти | Жан Григ и Кал Кунс        | 24. фебруар 2008. |
| Након што се пијан упустио у пијану тучу због резултата борбе пса и пацова, Џон Делајни је убијен. Сумња одмах пада на човека са којим се борио - Мердоковог отуђеног оца који је пијан пронађен у близини мјеста убиства. Мердок сумња у своју објективност јер није у могућности да раздвоји своја лична осјећања према оцу (којег криви за мајчину смрт) и случаја. |                    |                                |               |                            |                   |
| 7 | 7                  | Дублер                         | Шон Томпсон   | Р. Б. Карни                | 2. март 2008.     |
| Распадајуће тијело бившег власника Великог позоришта (Кингстон) пада на сцену током представе Магбет. Након што је приликом ексхумације његовог наводног гроба пронађено још једно тијело, Мердок сумња да глумачка група зна више него што каже. Мердок открива не само план за убиство него и Бракенридову љубав према позоришту. |                    |                                |               |                            |                   |
| 8 | 8                  | Мирна вода                     | Дон Макбрирти | Дерек Шрајер               | 9. март 2008.     |
| Члан Олимпијског тима Краљевског веслачког клуба Ричард Хартли је убијен. Убрзо је осумњичен Хорас Бригс који је уклоњен из тима након што се Хартли придружио. Међутим, Мердок сумња да неко можда покушава да намјести Бригсу, и мора открити истину усред лажи и погрешних упута других веслача. Паралелно са истраживањем случаја Мердок открива и скривену страну др. Огден |                    |                                |               |                            |                   |
| 9 | 9                  | Трбухозборац                   | Ферхад Ман    | Лари Лалонд и Филип Бедард | 16. март 2008.    |
| Артур Конан Дојл враћа се у Торонто пратећи Мердока као сијенка, надајући се да ће пронаћи инспирацију за нови детективски роман. Мердок невољно пристаје и скреће пажњу на брутално убиство Рода Гримсбија. Мердок сумња у признање лудог вентрилоквисте који тврди да је убио свог оца алкохоличара због своје дрвене лутке Мајкрофта. |                    |                                |               |                            |                   |
| 10 | 10                 | Дјечија игра                   | Шон Томпсон   | Александра Заровни         | 23. март 2008.    |
| Омиљени филантроп Хаувард Роквуд је убијен, осумњичена је група Домаће дјеце из куће Бејкер, институције коју је Роквуд подржавао. |                    |                                |               |                            |                   |
| 11 | 11                 | Лоши лијекови                  | Џон Лекјуе    | Дерек Шрајер               | 31. март 2008.    |
| Убица прерушен у Сабласног косача почиње да убија људе из Института Грејсон, најсавременијег истраживачког центра за мозак. Након што је започео истрагу Мердока контактира медиј Сара Пенсел која му каже да је предвидјела посљедњу жртву убице - самог Мердока. |                    |                                |               |                            |                   |
| 12 | 12                 | Бунтовник и принц              | Џон Лекјуе    | Александра Заровни         | 6. април 2008.    |
| Кребтрију је додељен тежак задатак да заштити унука краљице Викторије, принца Алфреда, који је у посјети Торонту. У међувремену, Мердок и Хигинс истражују убиство жене која је повезана са Ирским републиканским братством, које можда планира атентат на принца. |                    |                                |               |                            |                   |
| 13 | 13                 | Иритантна црвена планета       | Шон Томпсон   | Пол Ејткен                 | 13. април 2008.   |
| Мердок мора да ријеши збуњујућу смрт Хенрија Гастона у Роуџ Велију. Његово тијело је пронађено објешено о дрво у центру недавно ораног поља без отисака стопала или трагова на околном тлу. Откриће оближњих кругова у житу наводе Кребтрија на мисао да су Марсовски свемирски бродови криви, али откриће недавног спора око власништва над земљом који је укључивао Гастона наводи Мердока да сумња на становнике Земље. Истрага Мердока доводи до сучељавања са немилосрдним агентом канадске владе - Теренсом Мајерсом. |                    |                                |               |                            |                   |

### Сезона 2 (2009)
Другу сезону Мердокових мистерија CityTV је наручио априлу 2008.
Друга сезона је снимана на локацијама у Торонту, Кембриџу и Сент Џорџу. Додатно снимање одвијало се у Драмхелеру и у близини Ванкувера, гдје је коришћен сет серије Bordertown из 1989. године.
Као чланови глумачке поставе појављују се Лаклан Мердок као полицајац Хенри Хигинс, Арвен Хамфриз као Маргарет Бракенрид, Пол Ејмос као доктор Робертс, Сара Гадон као Руби Огден, Мајкл Ситер као Џејмс Гилис, Питер Келеган као Теренс Мајерс, Сара Ален као Енид Џоунс, Дакота Гојо као Елвин Џоунс, и Стивен Макхати као Хари Мердок.
| Бр. еп. (укупно) | Бр. еп. (у сезони) | Наслов                    | Редитељ        | Сценариста         | Премијера         |
| --- | ------------------ | ------------------------- | -------------- | ------------------ | ----------------- |
| 14 | 1                  | Мирни запад               | Пол Фокс       | Дерек Шрајер       | 10. фебруар 2009. |
| У град с Дивљег запада долази циркус Буфало Била (Николас Кембл) са злогласним ликовима међу којима су стрелац Ени Оукли и ловац на уцјене Џон Вортон, као и Чељуст Макроулинс и Муња Вилкокс, опасни момци који су својевремено пронашли легендарног убицу Честера Макгија. У неуспјешном наступу "Чељуст" убије залутали метак и ускоро су сви у циркусу под присмотром, али узалуд. Прича добива гнусни обрт кад глава убијеног нестане из мртвачнице. У томе Мердок препознаје потпис ловца на уцјене. Вортон је први на удару, али иако признаје да је узео главу ради финанцијске користи, није убио "Чељуст". Ствари се закомпликују када и "Муњу" пронађу мртвог. Његово убиство наликује на убиство Честера Макгија па Мердок мисли да Макгијева смрт није била баш као што легенда каже. |                    |                           |                |                    |                   |
| 15 | 2                  | Змије и мердевине         | Ферхад Ман     | Кал Кунс           | 10. фебруар 2009. |
| Више од годину дана жилави детектив Скотланд Јарда Едвард Скенлон по свијету лови серијског убицу Харлана Оргила, а сад предвиђа да ће Оргил напасти у Торонту. И заиста, у кратком размаку су убијене двије жене. Крај њихових тијела крвљу су нажврљане ријечи "покушајте ме спријечити", али детаљни преглед мјеста злочина упућује на то да су жене убијене на другом мјесту. Мердок открива да су жртве намамљене у украдену кочију коју је возио незнанац. Кад радника у клаоници Мориса Бејлија открију како посматра жене у оближњој четврти, Скенлон је увјерен да су нашли убицу. Али Мердок вјерује да је убица још на слободи и да треба наћи везу између жртава прије него што се догоди ново убиство. Мердок позива психијатра др Робертса, да помогне у профилисању убице. |                    |                           |                |                    |                   |
| 16 | 3                  | Узбуђење због диносауруса | Пол Фокс       | Жан Григ           | 17. фебруар 2009. |
| Тијело Лукаса Девита, теренског асистента славног палеонтолога Баркелеја Блејка, нађено је у раљама дивовског костура диносаура. Обдукција је одгођена у ишчекивању доктора из САД, али Мердок и др Огден успијевају открити да је Девит упуцан у логору у Алберти, а његово тијело запаковано, превезено возом и стављено у диносаурове раље да би изгледало да је убијен у Торонту. Девитова дјевојка Мери Ен Маконел, амбициозна помоћница која је надзирала постављање Блејкове изложбе, баца сумњу на двојицу могућих криваца: професора Сутона, Блејковог вјечног критичара, и самог Блејка који је, како она каже, био љубоморан на њену везу с Девитом. Али кад помни преглед диносаурове бедрене кости докаже да је Блејково откриће превара, Мердок мисли да је Девит намјеравао открити превару и Блејк га је зато убио, иако нема смисла да би се Блејк толико намучио да уништи најсвјетлији тренутак своје каријере. Кад амерички доктор не дође, др Огден изврши обдукцију, а њен налаз баца сумњу на госпођицу Маконел.                                   |                    |                           |                |                    |                   |
| 17 | 4                  | Худинијева мистерија      | Ферхад Ман     | Александра Заровни | 24. фебруар 2009. |
| Умјетник у бјежању Хари Худини припрема се за славну тачку бијега из сефа, али представу прекида неки мушкарац који тврди да је управо видио пљачку и убиство у оближњој банци и за злочин оптужује Худинија. На дан када у банку стиже највећи полог у години и неко је провалио у нови сеф и убио ноћног портира Џона Декера. Могуће је да је Худини стигао побјећи из сефа на позорници и починити злочин прије него што се вратио пред публику или да је Худинијев партнер Леополд опљачкао банку јер је представа браће Худини пословала с губитком. Али Декерова обдукција показује да је убиство било испланирано, а провјера прошлости жртве открива да је можда био партнер у пљачки - заједно с директором банке, г. Симсом. Можда се Симс полакомио, обукао као Хоудини да збуни евентуалне очевице, убио Декера и однио цијели плијен. Али кад и Симса нађу мртвог, Мердок схвати да у загонетки постоји и трећа особа. Након што је испитао сва логична објашњења, Мердок сада вјерује да се ради о трику, а Худини му можда може дати одговор.              |                    |                           |                |                    |                   |
| 18 | 5                  | Зелена муза               | Дон Макбрирти  | Боби Теодор        | 3. март 2009.     |
| Након пожара у борделу Ети Вестон налазе мртву Кору Деверо. Али је није убила ватра, него жица омотана око врата. Кора је била омиљена међу Етиним муштеријама, али њено је срце потајно припадало судији Мичелу Вилсону. Иако је судија признао да је запросио Кору, можда је схватио да јој је стало само до новца и убио је у бијесу. Или је убица можда сликар Артур Вебстер. Вебстер је склон насиљу, што би могло објаснити жицу око врата. Али он тврди да му је Кора била муза и никад је не би убио. Док се крепосни заговорник Трезвењачке лиге г. Бичер бори за затварање бордела, детективи напокон открију особу којој Корина смрт доноси највећу корист. |                    |                           |                |                    |                   |
| 19 | 6                  | Нијансе сиве              | Дон Макбрирти  | Лаура Филипс       | 10. март 2009.    |
| Голо тијело Лилиан Дун пронађено је у одводном каналу. Открије се да је била трудна и искрварила је након абортуса. Али у викторијанском Торонту поставља се питање да ли је абортус био спонтан или намјеран. Није познато ко су били Лилианини удварачи, али у преметачини њене собе полиција је нашла таблете грофице Фаусте које наводно изазивају побачај. Можда таблете нису дјеловале; Лилијан је потражила помоћ доктора којег јој је, уз провизију, нашла грофица Фауста - заправо Сали Смут. Сали признаје да је Лилиан упутила Ралфу Фичу, доктору који радећи абортусе жели отплатити коцкарске дугове. Фич то пориче, али тврди да је чуо гласине о др Таху, Лилианином доктору и старом пријатељу др Огден. Како оптужбе падају, Мердок напокон ријеши компликован и осјетљив случај. Али баш кад је њихов однос кренуо у добром смјеру, Мердок и др Огден нашли су се на супротним странама неугодне теме абортуса. |                    |                           |                |                    |                   |
| 20 | 7                  | Велико убиство у кампусу  | Лори Линд      | Керол Хај          | 17. март 2009.    |
| Професор физике Самуел Бенет погођен је из дворишта испод свог прозора на универзитету. Убијен је док је разговарао на телефон, а добро постављени телескоп открива да га је убица намамио на прозор. Иако студенти Роберт Пери и Џејмс Гилис тврде да је Бенет био омиљен међу студентима и наставницима, главни осумњичени је проф. Годфри којем је Бенет наводно украо мјесто шефа катедре. И, наравно, тако генијалан план може измислити и извести само физичар. Годфри тврди да је невин, али нови га докази упорно оптужују, све док Крабтри на прозору с друге стране дворишта не примјети нешто што случају даје нови и неочекивани преокрет. |                    |                           |                |                    |                   |
| 21 | 8                  | Ја, Мердок                | Лори Линд      | Лори Спринг        | 24. март 2009.    |
| Кад млади Алвин Џонс пријави необичне призоре и звукове крај ријеке, нико се не обазире, већ мисле да дијете има бујну машту. Али нови догађаји натјерају Мердока да пожали што дјечака није озбиљније схватио. Кад Езру Доломора, математичара који води истраживање за Хамертонову фабрику, нађу мртвог на улици, владин агент Теренс Мајерс за убиство оптужује пруског агента Каспера Бомгартс. Након неколико заплета и преокрета истрага води Мердока на обалу ријеке гдје је Алвин нешто видио, али сада је дјечак пријављен као нестао. Претрагом обале нађен је мртви патуљак, опушак Мајерсове специфичне цигаре и Каспер Бомгартс, који сада Мердоку пријети пиштољем и захтијева да му каже ко је убио Доломора. Мердок је увјерен да Мајерс зна више о том необичном случају него што показује. Без обзира на имунитет вријеме је да каже све што зна или да сноси посљедице. Мајка дјечака Енида Џонс заокупља Мердокову пажњу који почиње да јој се удвара.                                                                                                |                    |                           |                |                    |                   |
| 22 | 9                  | Опоравак                  | Еленаора Линдо | Пол Ејткен         | 31. март 2009.    |
| Прогонећи осумњиченог за убиство, Мердок добије потрес мозга и два напукла ребра. Пошаљу га кући, у пансион гђе Китчен, гдје се о њему брину зараћене др Одген и Енида. Док се опоравља, Мердок мисли да чује необичне звукове из зидова и плафона. Све чешће визије наводе га на сумњу да његова газдарица нешто смјера. Колеге мисле да му се привиђа од температуре све док Мердок замало не изгуби главу у дивљачком нападу. За то вријеме Кребтри истражује убиство кувара Пијера ЛаРуеа, а једини су му трагови прст у жртвину стомаку и папига поганог језика која можда чува кључ тајне. |                    |                           |                |                    |                   |
| 23 | 10                 | Murdoк.com                | Еленаора Линдо | Александра Заровни | 7. април 2009.    |
| Откриће тела у распадању води Мердока у невероватан свијет телеграфа. То је еквивалент интернету из 1895. године Кад Мердок сазна да је жртва убиства Вероника Вилијамс телеграфом комуницирала с неким мушкарцем, позове у помоћ своју дјевојку Енид, бившу телефонисткињу, како би превела Морзеов код којим се служе у дописивању. Сумња брзо пада на Кингслија Адамса који је отпуштен четири недеље раније због дружења преко жице. Чини се да Вероника није била Адамсова једина љубав преко жице. Штавише, завео је неколико жена и покупио им уштеђевину. Да би сазнали како је Адамс с преваре прешао на убиство, намами ће га новом жртвом "Моли" коју глуми Енида. Али онда нађу Адамсово тијело. Мртав је већ три недјеље па није могао убити Веронику, а још мање дописивати се с Енидом. Док Мердок жури да одгонетне идентитет убице, Енид је разоткривена и сада је њен живот у опасности. Бракенридова употреба кокаина "златног лијека" од алкохолизма доводи до тога да постаје све ратоборнији, што додатно заоштрава његов брак и однос са колегама. |                    |                           |                |                    |                   |
| 24 | 11                 | Упитајмо дјевојку         | Харви Кросленд | Џејсон Шерман      | 14. април 2009.   |
| Истрага смрти младог Јевреја води Мердока до јеврејског гета познатог под именом Одјељење. Нејтан Сиболд волио је Дебру, ћерку богатог пословног човјека Исака Бегелмана. Али Дебра је била заручена за Сајмона Голдберга. Кад Нејтан умре од тровања арсеном, сви знакови упућују на љубавни троугао. Након неколико погрешних почетака детективи сазнају да Бегелман купује некретнине са Голдберговом финансијском подршком. Можда је запечатио договор нудећи ћеркину руку, али након што је Дебра упознала Нејтана, договор је био пољуљан. Кад и Бегелмановог запосленика Сема Фајнмена пронађу мртвог, истрага креће у новом и неочекиваном смјеру. Чини се да убица није хтио убити Нејтана, а ни љубав му није била мотив. Мердоково откриће да жртвин пријатељ покушава да створи синдикат наводи га на сумњу на злокобније мотиве. Однос Мердока и Енид се и даље компликује и он све више осјећа да га поново привлачи др Огден. |                    |                           |                |                    |                   |
| 25 | 12                 | Вукодлаци                 | Кели Макин     | Пол Ејткен         | 21. април 2009.   |
| Инспектор Бракенрид не бира средства у истрази чети убиства, у помоћ зове чак и индијанског трагача Џимија Маклоуда. Сви убијени су стручњаци; сви су страдали за вријеме пуног мјесеца и сви су били жртве дивљачких напада који упућују на вукодлака - луђака жељног људске крви. Кад пети мушкарац једва побјегне жив, његово признање гнусног чина баци ново свјетло на случај и пошаље истражитеље у градску канализацију да нађу убицу. Веза Мердока и Енид престаје када обоје схвате да је још увек заљубљен у Џулију. |                    |                           |                |                    |                   |
| 26 | 13                 | Све што ти умијеш...      | Кели Макин     | Лаура Филипс       | 28. април 2009.   |
| Вилијам Мердок као да је нашао једнако педантног сарадника кад је у истрази упознао наредника Џаспера Линеја, припадника Краљевске канадске коњичке полиције. Линеј вјерује да је недавно убиство у Торонту повезано с оним које он истражује на другом крају земље. И, заиста, покаже се да је мотив оба убистава опасна превара с рудником, а професионални убица Случајни Ал ангажован је да елиминише све који се нађу на путу. Случај води Мердока и Линеја у руднике у Британској Колумбији, а у напуштеном селу пронађу само Вилијамовог оца, Харија Мердока, и шокантно откриће које ниједан од њих није очекивао - њих двојица су полубраћа! Мердок и његов отац се мире са својом проблематичном прошлошћу. По Џасперовом наговору, Мердок обнавља везу са Џулијом. |                    |                           |                |                    |                   |

### Сезона 3 (2010)
Трећу сезону Мердокових мистерија CityTV је наручио у јуну 2009. Као дио продуцентског договора, све епизоде су премијерно приказане у Великој Британији на мрежи Alibi прије премијере у Канади; овај аранжман настављен је до краја пете сезоне.
Прва епизода треће сезоне дјеломично је снимана у Бристолу, Енглеска. Додатно снимање одвијало се у Онтарију, на водопадима Балс и на националном историјском мјесту Гленмур
Као чланови глумачке поставе појављују се Лаклан Мердок као полицајац Хенри Хигинс, Лиза Фокнер као Ана Фалфорд, Алан Ројал као шеф полиције Стоктон, Ричард Кларкин као начелник Дејвис, Арвен Хамфриз као Маргарет Бракенрид, Пол Ејмос као доктор Робертс, Питер Стебингс као Џејмс Пендрик, Кејт Гринхаус као Сели Пендрик, Сара Гадон као Руби Огден, Димитри Чеповетски као Никола Тесла, и Питер Келеган као Теренс Мајерс.
У трећој сезони детектив Мердок, патолог Џулиј Огден и полицајац Џорџ Кребтри, као и њихов шеф, инспектор Бракенрид рјешаваће 13 нових напетих и посебних случајева. Мердок ће се на свој неконвенционални начин ухватити у коштац с тешким убиствима чије га истраге воде кроз разне слојеве викторијанског друштва. Међу осталим, рјешаваће убиство у Кинеској четврти Торонта, смрт у масонском храму, отмицу дјечака, окрутно убиство фармера, случај убиства и крађе непроцјењиве Рембрантове слике, убиство у циркусу, у наводно уклетој кући и у једном затвору, те још неколико бизарних случаја. Иако његов приступ изазива подсмјех колега и сумњичавост шефа, Мердок је често једини који може ријешити случај.
| Бр. еп. (укупно) | Бр. еп. (у сезони) | Наслов                          | Редитељ          | Сценариста                      | Премијера         |
| --- | ------------------ | ------------------------------- | ---------------- | ------------------------------- | ----------------- |
| 27 | 1                  | Мердоков идентитет              | Лори Линд        | Жан Григ                        | 16. фебруар 2010. |
| У Бристолу у Енглеској детектив Вилијам Мердок спашава живу главу бјежећи од двојице агената британске тајне службе. Сакривши се у гостионицу лијепе Ане Фалфорд, признаје да би заиста могао бити убица као што га агенти оптужују. Није сигуран јер не зна тко је ни одакле је. За то вријеме у Торонту инспектор Бракенрид, полицајац Кребтри и др. Огден немају појма што се догодило с Мердоком, којег нема већ седмицу дана, док не нађу доказ да је био на мјесту убиства неидентификованог мушкарца. У Бристолу, Мердоку се свиђа лијепа Ана и уз њену помоћ покушава се сјетити ко је, је ли убица и зашто га британски агенти покушавају убити. Будућност британског царства зависи о томе хоће ли Мердок и Ана успјети одговорити на та питања. |                    |                                 |                  |                                 |                   |
| 28 | 2                  | Велики зид                      | Харви Кросленд   | Александра Заровни              | 23. фебруар 2010. |
| Мердока позивају да истражи убиство полицајца Феликса Купера, из Пете полицијске станице, које се десило у кинеској четврти Торонта. Из освете, предвођени начелником Дејвисом, полицајци из Пете полицијске станице започињу малтретирање кинеског становништва са великом дозом расне нетрпељивости. Мердок има задатак да пронађе убицу и брзо се сукоби са Дејвисом и његовим полицајцима, од којих један можда крије мрачну тајну. Налаз обдукције др Огден води Мердока и Куперовог партнера полицајца Рендал Товнсенда до травара Фенга Чујиа који је Куперу давао мито. Али Мердок сумња да је Чуји жртва намјештаљке и да неке везе с убиством има његова ћерка тинејџерица. Мердокова упорна истрага свијета престрашених и неповјерљивих кинеских досељеника довешће до откривања корупције у полицији које могу угрозити каријеру и живот. |                    |                                 |                  |                                 |                   |
| 29 | 3                  | Виктор, Викторија               | Лори Линд        | Александра Заровни              | 2. март 2010.     |
| Виктор Бернард умре у масонском храму током обреда иницијације. Сумњивој смрти свједоче браћа масони Бракенрид и Кребтри. Морају уложити сав свој ауторитет како би наговорили чланове да допусте католику Мердоку и жени др Огден да у храму спроведу истрагу затвореног и тајног друштва чији су припадници многи градски угледници. Др Огден, на Мердокову молбу, одлази на тајни задатак како би сазнала још детаља о жртвиној тајни и открила убицу. Током истраге др Огден открива невјероватну тајну коју је Виктор Бернард скривао и због које је можда убијен. Мердок на крају открије идентитет убице и трагичну иронију која је довела до Бернардове смрти. |                    |                                 |                  |                                 |                   |
| 30 | 4                  | Богати дјечак, сиромашни дјечак | Харви Кросленд   | Керол Хај                       | 9. март 2010.     |
| Док је његовој мајци пажњу одвраћала пљачка у парку, син инспектора Бракенрида Боби је отет. Мердок истражује случај бавећи се успут узрујаним Бракенридом и схвата да су отмичари уграбили погрешног дјечака, а права је мета био Бобијев пријатељ, син пивског магната Хенрија Сантона, човјека са много непријатеља. Бракенрид и Мердок знају да су шансе да се Боби врати жив и здрав мале: ако отмичари открију да су забуном отели сина слабо плаћеног полицајца, вјероватно ће убити Бобија. Али Мердок открива да отмичарима није важан само новац. |                    |                                 |                  |                                 |                   |
| 31 | 5                  | Ја, ја и Мердок                 | Дон Макачен      | Пол Ејткен                      | 16. март 2010.    |
| Фармер је окрутно убијен сјекиром, а злочин је признала његова кћи Шарлоте. Мердок мисли да ипак није све тако једноставно јер примјећује да је са обично мирном и обзирном Шалотом нешто веома чудно. Испитујући Шарлотину мајку и брата Мердок схвата да треба стручњака у младој науци психологији који ће разговарати са све непредвидљивијом Шалотом. Мердок доведе познатог судског вјештака др Робертса да му помогне докучити што се са дјевојком догађа. Тек тада успије открити страшне породичне тајне које су узрок њених проблема. |                    |                                 |                  |                                 |                   |
| 32 | 6                  | Ово иде до једанаест            | Кал Кунс         | Керол Хај                       | 23. март 2010.    |
| Истрага убиства чувара и крађе непроцјењиве Рембрантове слике увлачи Мердока у живописан свијет моћног пара Џејмса и Сели Пендрик. Он мора објаснити како је оригинална Рембрантова слика Витсавеја са Давидовим писмом успјела да нестане у ваздуху док је била под јаком стражом у покретном лифту. Збуњујућа мистерија наводи га да сумња у власника слике, ексцентричног Џејмса Пендрика, који можда врши превару. Џејмс као и Мердок воли науку и технику и чини се да не примјећује или га не занима што слободоумна и лијепа Сели очијука с Мердоком. Као власница украденог Рембранта Сели упознаје Мердока са фасцинантним свијетом крађе и фалсификовања умјетничких дјела. Током истраге Мердок посумња да су крађа и убиство дјело некога у Селином боемском кругу умјетника и теоретичара умјетности. Открије кривца, али то замало не плати главом. Срећом, Џејмс Пендрицк појави се у прави час и убије Мердоковог нападача, али Мердок не може престати размишљати је ли Џејмс заиста наишао случајно. Како било, Мердок и брачни пар Пендрик још ће се сретати. |                    |                                 |                  |                                 |                   |
| 33 | 7                  | Крв и циркуси                   | Саџ Саделенд     | Пол Ејткен и Александра Заровни | 30. март 2010.    |
| Циркус је дошао у град и, као што је чест случај, с њиме и хаос. Али овај пут хаос води у трагедију кад тигар поједе свог дресера, лијепу Кити Волкер. Мердок сумња да је у питању само трагична несрећа па приведе цијелу живописну дружину, међу којима су бахати Леолајн, човјек лављег лица, лукави и наочит мађионичар Џејк, лијепа али унакажена Ајви, друге наказе и варалице и мала мајмуница Атина која скрива тајну и освоји строгог Бракенрида. Кад др Огден потврди Мердокову сумњу да Китина смрт није била несрећа, Мердок се концентрише на љубавни троугао извођача и открије да постоји велика разлика између наказа и варалица. |                    |                                 |                  |                                 |                   |
| 34 | 8                  | Несавршена будућност            | Кал Кунс         | Кал Кунс                        | 6. април 2010.    |
| Сели Пендрцк позове Мердока и др Огден на састанак Еугеничког друштва Торонта, групе градских интелектуалаца предвођених Џејмсом Пендрика чији је сан створити напреднију људску расу. Гост предавач на састанку је главом и брадом славни писац научне фантастике, Херберт Џорџ Велс. У његовој је пратњи Руби Огден, Џулијна млађа сестра. Џулијно изненађење и Велсов говор падају у други план у тренутку ужасног открића одсјечене руке. Мердокова истрага открива да је покојник жестоки заговорник еугенике Лајнус Малинг. Сестре Огден свађају се јер се Руби дружи с ожењеним Велсом, а Џулија мора трпити и Велсове смјеле насртаје. Мердок дотле сумња да је Лајнус Малинг својим необјашњивим одрицањем од еугенике изазвао Џејмс Пендрика да га убије. Кребтри истражује нестанак неколико паса, на велико незадовољство Бракенрида. |                    |                                 |                  |                                 |                   |
| 35 | 9                  | Љубав и људски остаци           | Дејвид Садерленд | Лори Спринг                     | 13. април 2010.   |
| Радници који подижу потпорањ моста на ријеци Дон открили су готово савршено очувана тијела мушкарца и жене. Проналазак мумифицираних дијелова тијела води Мердока на форензичку одисеју до старе приче о убиству и љубави. Мердок и др Огден закључују да је пар отрован, али кад се појави треће, дјечје тијело, Мердок мора промијенити свој суд о злочину. Тек након додатних тестова др Огден открива истину: кисела, анаеробна мочвара уз стару ријеку Дон конзервисала је тијела. Али колико дуго? Годинама? Деценијама? Чини се да потенцијални сумњивци морају већ одавно бити мртви, али испостави се да их је шачица још живих. Ко је од њих одговоран за три смрти које су се догодиле прије готово 65 година? Мердок мора да преиспита своју посвећеност према др Огден. Кребтријева нећака Пени долази у град и њено лудо понашање одвлачи пажњу полицајцу. |                    |                                 |                  |                                 |                   |
| 36 | 10                 | Клетва Битона Манора            | Џон Лекије       | Пол Ејткен                      | 20. април 2010.   |
| Једне мрачне, олујне ноћи величанствена кућа Битон Манор постаје мјесто злочина. Да ли је убица с овога свијета? Чонси Битон је пао и погинуо. Је ли то било самоубиство или убиство? Или је, како вјерује послуга, на дјелу клетва Битона Манора повезана с хаићанским мистицизмом, вудуом, зомбијима и духовима? Мердокову истрагу компликују упорне тврдње да кућу походи дух Тимотија Битона који се убио годину раније. Тимоти је био мијешане крви, рођен из везе главе обитељи Битон и слушкиње Хаићанке. Браћа га никад нису у потпуности прихватила. Је ли Тимотијев дух из освете гурнуо Чонсија кроз прозор? Мердок је одлучан да докаже своје тврдње проводећи ноћ у кући и пазећи на преостале наследнике. Проучавајући прошлост породице Битон, Мердок открива траг који нема везе с духовима, него с грамзивошћу и изненађујућом завјером. |                    |                                 |                  |                                 |                   |
| 37 | 11                 | Џелат                           | Дон Макачен      | Филип Бедард и Лари Лалонд      | 27. април 2010.   |
| У злогласном затвору Дон у Торонту дошао је дан погубљења Сесила Фокса, осуђеног за убиство судије. Када вјешање пође по злу, Мердок мора истражити доброг пријатеља инспектора Бракенрида, џелата Теодора Плезента. Бракенрид категорички одбија могућност да је Плеасант имао неке везе с неуспјелим вјешањем док Мердок не открије доказ. Што је још горе, пронађени доказ, отисак прста, повезује Плезента и с убиством за које је Сесил Фокс објешен. Моћни државни тужитељ Херши Дилард пожурује Мердока да ухапси осумњиченог и чини се да ће Мердок инспекторовог доброг пријатеља морати послати на вјешала све док не открије прави идентитет кључног свједока против Фокса и неочекиваног осумњиченог за убиство судије. |                    |                                 |                  |                                 |                   |
| 38 | 12                 | До голе коже                    | Стив Рајт        | Жан Григ                        | 4. мај 2010.      |
| Мердок се нађе у свијету викторијанске еротике кад мора истражити убиство младе жене која је позирала за еротске фотографије. Главни осумњичени је фотограф Маркус Еванс, али кад Мердок открије да је жена са другим фотографом Колином Мактавишем уцјењивала угледне грађане, Мердок мора признати да убица може бити било која жртва уцјене. Ускоро Мердок открије да је једна од Мактавишевих модела била Сели Пендрик, разуздана супруга старог Мердоковог непријатеља, индустријалца Џејмса Пендрика. Је ли Пендрик убио Мактавиша? Мердок ухапси Пендрика за Мактавишово убиство и покушај убиства Сели. Пендрик се куне да је невин, што Мердок одмах одбаци. Послије ће се због тога покајати. |                    |                                 |                  |                                 |                   |
| 39 | 13                 | Теслин ефекат                   | Стив Рајт        | Кал Кунс                        | 11. мај 2010.     |
| Мердок истражује бизарну смрт: чини се да је тијело Мориса Гарбута, бившег научног сарадника Николе Тесле, "скувано" изнутра. У случај се укључује и сам Тесла. Уз Теслину помоћ Мердок закључи да је Гарбут жртва језивог новог оружја базираног на Теслиним теоријама - зраке смрти. Мердок је увјерен да је Џејмс Пендрик у то уплетен, иако је он у затвору и чека смртну казну вјешањем. Низ невјероватних догађаја открива ко је прави мозак у позадини оружја, крађе Рембрантове слике и убиства фотографа Мактавиша. Завршни обрачун поновно активира зраку смрти, али је овај пут Мердок спреман. За то вријеме др Огден прихвата радно мјесто у Бафалу, у америчкој држави Њујорк и открива болну тајну. |                    |                                 |                  |                                 |                   |

### Сезона 4 (2011)
Августа 2010, Shaftesbury Films објавио је почетак снимања четврте сезоне који би требао да се заврши до новембра 2010. на локацијама у Торонту и Хамлитону.
Гостујући глумци у четвртој сезони су Виктор Гарбер, Лиза Фокнер, Сајмон Вилијамс, Питер Келеган, Крејг Олејник, и Лиза Реј. Канадски премијер Стивен Харпер и његова ћерка посјетили су сет Мердокове мистерије 15. октобра 2010. У склопу посјете премијер је имао малу камео улогу играјући полицајца који није препознао Вилфрида Лорија, тадашњег премијера Канаде. Ова епизода емитована је крајем јула 2011.
| Бр. еп. (укупно) | Бр. еп. (у сезони) | Наслов              | Редитељ        | Сценариста                                          | Премијера         |
| --- | ------------------ | ------------------- | -------------- | --------------------------------------------------- | ----------------- |
| 40 | 1                  | Помоћ искуснијег    | Дон Макачен    | Филип Бедард и Лари Лалонд                          | 15. фебруар 2011. |
| Замјена др Огден, др Френсис, не воли навику детектива Мердока да позива патолога на мјесто злочина. То остаје непромјењено и када детектив Мердок добије случај након што је дио тијела у бетонском блоку пронађен дуж ријеке Дон, у близини куће Мердоковог претходника, пензионисаног детектива Малкома Ламба. Након што је пронађено још блокова са другим дијеловима тијела, др Френсис инсистира да је то једна особа, али детектив Мердок није толико убијеђен и шаље неке узорке др Огден у Бафалу. Љут што се Мердок савјетовао са другим патологом без његовог знања мораће да се сложи да постоји више жртава и један убица. |                    |                     |                |                                                     |                   |
| 41 | 2                  | Командос            | Харви Кросленд | Грахам Клег                                         | 22. фебруар 2011. |
| Том Микс, војник у Форт Јорку, пронађен је објешен о дрво, са главом окренутом за 180 степени у долини ријеке Дон. Након што је пронађен још један убијени војник, детектив Мердок вјерује да се неко обрушио на посебну групу војника и започиње истрагу војске, и наилази на велико противљење. Детектив Мердок открива да војници не болују од болести стечене у Јужној Африци, већ од послиједица коришћења метамфетамина у циљу стварања бољег војника. Такође, открива и неке недозвољене операције против Бура. |                    |                     |                |                                                     |                   |
| 42 | 3                  | Злочин у Бафалу     | Јаник Бисон    | Филип Бедард и Лари Лалонд                          | 1. март 2011.     |
| Неко је преко ноћи упао у Четврту полицијску станицу. Детектив Мердок касни на посао; по доласку обавјештава инспектора Бракенрида да одмах одлази на годишњи одмор. Детектив Мердок одлази у Бафало, у почетку тајно, на захтјев др Огден да јој помогне у истрази сумњивих смрти пацијента над којима је забрањена обдукција. Полицајац Кребтри има задатак да реши случај провале, док репортер пријети да ће разоткрити збуњеног инспектора Бракенрида. |                    |                     |                |                                                     |                   |
| 43 | 4                  | Доле, горе          | Харви Кросленд | Пол Ејткен и Лори Спринг                            | 8. март 2011.     |
| Персивал Џенкинс је пронађен убијен за доручком. Сви сумњају да је то била госпођа Џенкинс или неко од њихове деце, али детектив Мердок вјерује да у овом случају постоји још нешто. Док испитује послугу, детектив Мердок открива да су сви у кући имали проблема са покојником, а да су многе слушкиње током година пуштене због свог лабавог морала. Даље збуњујућа је изјава покојникове мајке да је Алма, која је била собарица прије 20 година, убица. Међутим, Алма је умрла прије неколико година. |                    |                     |                |                                                     |                   |
| 44 | 5                  | Месје Мердок        | Џон Лекије     | Пол Ејткен и Грахам Клег                            | 15. март 2011.    |
| Моник, млада дјевојка из Француске, нестаје док је посјећивала сестру Софију и дјевера у њиховом хотелу у Торонту. Кључеви соба 409 и 212 налазе се у Моникиној торбици заједно са филмом, али недостаје камера. Софијин супруг усмјерава пажњу детектива Мердока на човјека којег је Моник срела у возу из Монтреала и који се представио као Давид Делетран. Полицајац Хигинс упозорава детектива Мердока на мушкарца који је ушао у собу 212, испоставиће се да је ријеч о француском полицајцу који је у посјети Канади поводом конференције и који је унајмљен од стране Моникиног и Софијног оца. Вјерујући да би фотографија Монике помогла у њеном проналажењу, Мердок осмишљава начин за пренос фотографије телеграфом. |                    |                     |                |                                                     |                   |
| 45 | 6                  | Слијепа улица       | Лори Линд      | Керол Хај                                           | 22. март 2011.    |
| На сеоском сајму у граду, детектив Мердок је очаран детаљима минијатуре уличног пејзажа. Док се диви дјелу, детектив Мердок примећује да је на прозору једне од кућа човек са пушком. Вјерујући да је то приказ мјеста злочина, минијатура се односи у Четврту полицијску станицу. Испитује и умјетницу Лидија Хауланд (Лиза Репо-Мартел), аутистичну жену и њеног брата чувара. Није пријављено ниједно убиство или нестала особа, али уз помоћ Лидије, невољног учешћа људи из комшилука, фотографије у новинама и неконвенционалне обдукције др Огден, детектив Мердок је у стању да утврди ко је убијен и зашто. |                    |                     |                |                                                     |                   |
| 46 | 7                  | Благо Конфедерације | Џон Лекије     | Пол Ејткен                                          | 29. март 2011.    |
| Грађевинска екипа која ради дуж луке у Торонту, у подручју које је некада било мјесто пристаништа за путничке бродове, а однедавно и депонија, на око 15 ft (4,6 m) испод површине проналази тијело. На тијелу је пиштољ из 1862. године, пљоска и ланац како би се осигурало да остане под водом. Унутар лажног дна пљоске налази се поцепани папир са два имена као и кључ умотан у писмо Џона А. Макдоналда, првог канадског премијера, који одобрава превоз терета. Када полицајац Кребтри открије да се ради о тијелу министра милиције и одбране Канаде, који је нестао 1864. године, ствар долази у жижу интересовања премијера Вилфрида Лорија. Случај постаје питање националне безбједности јер укључује потенцијалне посљедице због канадског уплитања у Амерички грађански рат. |                    |                     |                |                                                     |                   |
| 47 | 8                  | Позови М за Мердока | Лесли Хоуп     | Керол Хај                                           | 5. април 2011.    |
| Када оператерка у централи телефонским путем чује очигледно убиство, Мердок открива разрађено дјеловање вјероватно лоповске банде. Кребтри почиње да гаји симпатије према врцкавој телефонској оператерки, Тес Мофат (Рејчел Вилсон). Након што је чула преко телефона дављење младе жене почиње да задаје главобољу Мердоку умишљајући да је детектив и стално нудећи своју помоћ коју нико није тражио. Инспектор Бракенрид, који је у процесу политичког "дотјеривања" под контролом његовог савјетника Ајзака Лова, опире се Мердоковој жељи да настави радити на случају сматрајући да Тес измишља. Кребтри и Тес се зближавају док раде на рјешавању убиства. Након што је откривена жртва убиства, која је потврдила Тесину причу, ускоро је пронађено и друго тијело на којем су били видљиви трагови мучења до смрти. Мердок усавршава технике прислушкивања и прислушкујући телефоне открива разрађени злочиначки план и психотичног убицу који не преза ни од чега.         |                    |                     |                |                                                     |                   |
| 48 | 9                  | Црна рука           | Дон Макачен    | Кал Кунс                                            | 12. април 2011.   |
| Истражујући дрско убиство човјека у трамвају, Мердок са ужасом открива да је убиство можда повезано са Аном Фалфорд, његовом потенцијалном љубави из Бристола. Ана Фалфорд, прелијепа конобарица на коју је детектив Мердок "пао" у претходној сезони у Енглеској, зауставила се у Торонту на путу за Нијагарине водопаде... да би се удала. Њен вјереник, бизнисмен из Њујорка је нестао. Мердок сумња да је његов нестанак можда повезан са бизарним убиством у трамвају, гдје нико није чуо пуцањ. Након што је Анин вјереник пронађен мртав, Мердок претпоставља да иза оба убиства стоји "Црна рука" која је претеча мафије. Свјестан је да ће "Црна рука" покушати да убије сваког ко је повезан са убијеним вјереником, чак и невину дјевојку попут Ане. У међувремену, инспектор Бракенрид суочава се са притиском својих гласача у трци против Олдермана који покушава да постигне политичке поене малтретирањем групе Рома и њихове мистериозне вође Миреле (Лиза Реј).      |                    |                     |                |                                                     |                   |
| 49 | 10                 | Гласови             | Гејл Харви     | Жан Григ                                            | 19. април 2011.   |
| Истражујући убиство свештеника у самостану, детектив Мердок проналази своју давно изгубљену сестру Сузану, сада часну мајку самостана. Њихов сусрет бива оптерећен чињеницом да је сумња пала на две сестре. Сузана тврди да су часне сестре невине, тврдећи да сестра Катарина комуницира са анђелима и да су анђели рекли сестри Катарини да је демон одговоран за убиство свештеника. Мердоково оклијевање да прихвати ово доводи до сукоба са Сузаном која му се супротставља и доводи у питања његова вјерска увјерења. Након што Мердок установи да жртва убиства није свештеник него варалица и да има криминалну прошлост случај се опет враћа на овоземаљске основе. Откривањем извора анђеоских порука сестре Катарине открива се и љубавни троугао обмане и освете. Животни шок Мердок доживљава након што Сузана призна своје убиство. То није једина тајна коју му је тајила. Након дирљиве завршне сцене Мердоков живот се заувијек промјенио.                           |                    |                     |                |                                                     |                   |
| 50 | 11                 | Пожуда за крвљу     | Гејл Харви     | Пол Ејткен, Грахам Клег, Филип Бедард и Лари Лалонд | 26. април 2011.   |
| Када младу школарку пронађу чија је смрт настала услијед утапања и губитка крви, детектив Мердок нађе се усред фаме за вампирима која је крајем 19. вијека створена након објављивања књиге "Дракула" Брена Стокера. Кребтри је убијеђен да је вампир одговоран за убиства, што изазива гнијев инспектора Бракенрида. Након што Мердок открије да су се још три ученице сусреле са мистериозним човјеком и да имају угризе на врату, Кребтри је још више убијеђен у своју теорију. Педи Глин, репортер Торонто Газете, својим писањима додатно узнемирује јавност и чини да се прича о вампирима прошири ван града. Чак је и др Огден обузета Стокеровом причом о забрањеној сексуалности. Она се бори да контролише своју чежњу за Мердоком успркос зарукама са Дарсијем. Мердок открива идентитет мистериозног човјека и мотив који стоји иза његове смртоносне потраге за крвљу. Да ли је овај човјек убица? одговор на то питање налазимо у царству тинејџерске пожуде и љубоморе. |                    |                     |                |                                                     |                   |
| 51 | 12                 | Бандит који љуби    | Кал Кунс       | Александра Заровни                                  | 3. мај 2011.      |
| Серија пљачки банака у сред бијела дана, како би лопов узео од богатих и дао сиромашнима, ставља детектива Мердока у незгодну ситуацију. Лопов је постао својеврсни херој првенствено захваљујући Педију Глину, репортеру Торонто Газете, чији га текстови изједначују са Робином Худом. Заштитни знак му је да након сваке пљачке пољуби једну од дјевојака које су се затекле у банци. У међувремену, Руби Огден изненађује др Огден својим доласком у град да јој помогне - и потом преузме - Џулијино планирање вјенчања. Руби све више обузима сумња да ли се њена сестра удаје за правог мушкарца. Истовремено Мердок се бори, не само са чињеницом да се др Огден удаје за другога, него и да лопов има одговор на сваки његов потез. Али након што је службеница банке убијена приликом пљачке Мердок мора да преиспита свој приступ прије него што још неко буде убијен. |                    |                     |                |                                                     |                   |
| 52 | 13                 | Мердок у Земљи чуда | Кал Кунс       | Пол Ејткен и Грахам Клег                            | 10. мај 2011.     |
| Мердок се буди на мјесту злочина и схвата да је главни осумњичени у случају убиства почасног госта на маскенбалу "Алиса у земљи чуда", који је организован претходне ноћи. Након рјешавања случаја Мердок не одлази на вјенчање др Огден и предаје своју значку. |                    |                     |                |                                                     |                   |

### Сезона 5 (2012)
Пета сезона најављена 31. маја 2011. је током "Љета на тргу" у оквиру CityTV . Дио свечаности обухватао је такмичење у костимима из викторијанске ере, награда је била главна улога у серији Мердокове мистерије. Снимање пете сезоне почело је у јулу 2011. и обухватало је посјету Давсон Ситију у Јукону.
| Бр. еп. (укупно) | Бр. еп. (у сезони) | Наслов                         | Редитељ        | Сценариста                                      | Премијера         |
| --- | ------------------ | ------------------------------ | -------------- | ----------------------------------------------- | ----------------- |
| 53 | 1                  | Мердок на Клондајку            | Лори Линд      | Питер Мичел                                     | 28. фебруар 2012. |
| Детектив Вилијам Мердок напушта Торонто да би кренуо пут Златне грознице у Клондајку, у Јукону. Међутим, убрзо схвата да његова каријера детектива још увек није завршена.                                                                                      |                    |                                |                |                                                 |                   |
| 54 | 2                  | Назад и лијево                 | Дон Макачен    | Пол Ејткен и Грахам Клег                        | 6. март 2012.     |
| Детектив Мердок мора веома пажљиво да води истрагу против осумњиченог католика, у случају убиства вијећника Олдермана, током Наранџасте параде, који је страдао у покушају атентата на протестантског градоначелника.                                           |                    |                                |                |                                                 |                   |
| 55 | 3                  | Зло око Египта                 | Дон Макачен    | Мишел Ричи                                      | 13. март 2012.    |
| Детектив Мердок истражује низ смртних случајева под бизарним околностима. Жртве су археолози који су повезани са изложбом египатских антиквитета. Неки вјерују у то да је за све криво проклетство мумије.                                                      |                    |                                |                |                                                 |                   |
| 56 | 4                  | Рат против терора              | Лори Линд      | Питер Мичел                                     | 20. март 2012.    |
| Истражујући случај експлозије, детектив Мердок се прикључује групи анархиста, коју предводи Ема Голдман, вођа америчких радничких активиста. |                    |                                |                |                                                 |                   |
| 57 | 5                  | Мердок у опери                 | Јаник Бисон    | Керол Хај                                       | 27. март 2012.    |
| Уз помоћ инспектора Бракенрида, који обожава оперу, детектив Мердок истражује убиство младе оперске певачице, која је била замена великој оперској диви. |                    |                                |                |                                                 |                   |
| 58 | 6                  | Ко је убио електронску кочију? | Харви Кросленд | Пол Ејткен и Грахам Клег                        | 3. април 2012.    |
| Џејмс Пендрик се вратио у Торонто у потрази за инвеститорима за његов задњи проналазак - електрично ауто. Када је Пендриков асистент пронађен мртав, Мердок још једном сумња да би амбициозни проналазач, који се такмичи са Хенријем Фордом, могао бити убица. |                    |                                |                |                                                 |                   |
| 59 | 7                  | Ход по ивици (I дио)           | Мајкл Декарло  | Дафни Балон                                     | 10. април 2012.   |
| Истрага детектива Мердока поводом нестанка повученог библиотекара води га до поновног сусрета са бившом љубављу, Аном Фалфорд, и открића једног скривеног света.                                                                                                |                    |                                |                |                                                 |                   |
| 60 | 8                  | Ход по ивици (II дио)          | Мајкл Декарло  | Керол Хај                                       | 17. април 2012.   |
| Након спашавања Ане Фалфорд од "Црне руке", Мердок преговара за њен живот. У току истраге убиства библиотекара, долази у контакт са заводљивом младом женом. |                    |                                |                |                                                 |                   |
| 61 | 9                  | Конвенција проналазача         | Кал Кунс       | Пол Ејткен                                      | 24. април 2012.   |
| Након што омраженог проналазача убије комплексна механичка машина током конвенције, Мердоку у рјешавању случаја помаже његов помаже његов идол, Александер Грејам Бел (Џон Тенч).                                                                               |                    |                                |                |                                                 |                   |
| 62 | 10                 | Степенице до раја              | Харви Кросленд | Морин Џенингс и Питер Мичел                     | 1. мај 2012.      |
| Карташка игра са високим улогом у којој учествује и др Грејс завршава се смрћу играча. Мердок са ужасом сазнаје да је ултимативни улог играча њихов живот. |                    |                                |                |                                                 |                   |
| 63 | 11                 | Мердок у Земљи играчака        | Кал Кунс       | Грахам Клег                                     | 8. мај 2012.      |
| Детектив Мердок озбиљно је уздрман дјелима поремећеног убице, који оставља лутке и персонализоване поруке на сваком месту злочина. |                    |                                |                |                                                 |                   |
| 64 | 12                 | Мердокова ноћ у Канади         | Гејл Харви     | Лори Спринг                                     | 15. мај 2012.     |
| Мердок истражује смрт капитена хокејашког тима Торонто Велингтонси у свлачионици убрзо након свађе са другим играчем. Када аутопсија др Грејс укаже на то да се сумња на убиство, Мердок задире у мрачни свет који прети да уништи хокеј заувек.                |                    |                                |                |                                                 |                   |
| 65 | 13                 | Мердок 20. вијека              | Гејл Харви     | Пол Ејткен, Керол Хај, Питер Мичел и Мишел Ричи | 22. мај 2012.     |
| Човек тврди да му његова временска машина пружа информације које му помажу да спречи злочине. Новогодишњи полицијски бал отвара нове могућности за 20. век. |                    |                                |                |                                                 |                   |

### Сезона 6 (2013)
Роџерс медија су, 27. септембра 2011. најавили да неће наставити серију након пете сезоне. Убрзо је, 15. новембра 2007. објављено да је CBC Television преузела серију и да ће емитовати шесту сезону Мердокових мистерија. Снимање шесте сезоне одржано је између 22. маја и 28. септембра 2012. Премијера која је требала бити у септембру 2012, помјерена је за јануар 2013. Сцене за епизоду "Дух из краљичиног парка" снимљене су на локацији 13. јула 2012. Дејвид Онли, тадашњи Гувернер Онтарија, имао је камео улогу у шестој сезони глумећи осмог гувернера Онтарија Оливера Мовата. Као гост се појавио и глумац Томас Хоус у улози Винстона Черчила, који од Мердока тражи помоћ након што је оптужен за убиство. Премијера шесте сезоне била је 7. јануара 2013.
Џорџина Рајли (др Емили Грејс) је у шестој сезони постала стандардни дио глумачке поставе.
| Бр. еп. (укупно) | Бр. еп. (у сезони) | Наслов                         | Редитељ        | Сценариста                  | Премијера         | Гледаност у Канади (милиони) |
| --- | ------------------ | ------------------------------ | -------------- | --------------------------- | ----------------- | ---------------------------- |
| 66 | 1                  | Ер Мердок                      | Дон Макачен    | Питер Мичел                 | 7. јануар 2013.   | 1.18                         |
| Мердок истражује након што се прототип авиона срушио и убио невиног посматрача. Ускоро ће бити увучен у трку за наоружањем између влада Канаде и САД. |                    |                                |                |                             |                   |                              |
| 67 | 2                  | Винстонова изгубљена ноћ       | Дон Макачен    | Пол Ејткен                  | 14. јануар 2013.  | 0.97                         |
| После вишесатног опијања, Винстон Черчил се буди на мјесту убиства не сјећајући се ничега од претходне ноћи. Мердок мора реконструистаи шта се догодило да би доказао његову невиност. |                    |                                |                |                             |                   |                              |
| 68 | 3                  | Мердок на углу                 | Кал Кунс       | Пол Ејткен                  | 21. јануар 2013.  | 0.96                         |
| Након низа наизглед насумичних убистава, Мердок сумња да има посла са серијским убицом. Једина очигледна веза између жртава је улични угао које су жртве посјетиле непосредно прије смрти. Због тога Мердок поставља камеру на углу улице са циљем да сними и ухвати убицу.                                                                                                   |                    |                                |                |                             |                   |                              |
| 69 | 4                  | Шерлокова студија              | Дон Макачен    | Грахам Клег                 | 28. јануар 2013.  | 1.15                         |
| Након што је наоружани пљачкаш убијен од стране саучесника током пљачке, Мердоков први осумњичени је невјероватно проницљив човјек који за себе тврди да је Шерлок Холмс. Герајнт Вин Дејвис прави кратки повратак у серију поново глумећи Артур Конан Дојла. |                    |                                |                |                             |                   |                              |
| 70 | 5                  | Природно                       | Харви Кросленд | Мишел Ричи                  | 4. фебруар 2013.  | 1.05                         |
| Скелет пронађен у шуми води Мердока до имања гдје група људи проводи сасвим обичан дан - али без одеће. Џулија саопштава Мердоку да јој њихова уверења нису страна. |                    |                                |                |                             |                   |                              |
| 71 | 6                  | Мердок и облак пропасти        | Јаник Бисон    | Дерек Шрајер                | 11. фебруар 2013. | 1.17                         |
| Мердок је шокиран филмом који је послат градоначелнику Кларксону, на коме је снимљено дављење пса гасом. Мајор сумња да је снимак истинит, а Мердок у њему види претњу за грађане Торонта. Након што непознати луђак почне да терорише град пријетећи смртоносним гасом, Мердок улази у трку са временом чинећи све да га заустави.                                           |                    |                                |                |                             |                   |                              |
| 72 | 7                  | Дух из Краљичиног парка        | Харви Кросленд | Лори Спринг                 | 25. фебруар 2013. | 0.90                         |
| Истражујући смрт политичара, за кога се прича да га је убио осветољубиви дух, Кребтријеве теорије о паранормалном сукобљавају се са Мердоковим научним теоријама. |                    |                                |                |                             |                   |                              |
| 73 | 8                  | Мердок у женском вешу          | Кал Кунс       | Керол Хај                   | 4. март 2013.     | 1.06                         |
| Мердок и Кребтри позвани су да истраже смрт менаџера продаје у робној кући Итонс, у Торонту која није била омиљена међу продавачицама. |                    |                                |                |                             |                   |                              |
| 74 | 9                  | Викторијин крст                | Питер Мичел    | Морин Џенингс и Питер Мичел | 11. март 2013.    | 1.07                         |
| Сведок који не жели да сарађује омета Мердокову истрагу убиства. Бракенрид наилази на отпор истражујући смрт свог друга из војске, који је умро у затвору. |                    |                                |                |                             |                   |                              |
| 75 | 10                 | Уврнуте сестре                 | Еленаора Линдо | Мишел Ричи                  | 18. март 2013.    | 1.22                         |
| Мердок, Кребтри и др Грејс посећују место на коме се жена удавила. Др Грејс испитује њено тело и проналази велики рез на њеној глави, што указује на то да њена смрт није случајна. Ускоро утврђују да је ријеч о серији насилних смрти дављењем у води. Жртве су неудате жене са универзитетским образовањем што Мердока наводи да сумња на сексистичке и расистичке мотиве. |                    |                                |                |                             |                   |                              |
| 76 | 11                 | Љубавници у убиственом времену | Даун Вилкинсон | Керол Хај                   | 25. март 2013.    | 0.99                         |
| Детектив Мердок и др Огден нађу се у сукобу након што суманута жена (Шејла Макарти), постаје главни осумњичени за убиство њеног вереника који је волио да се коцка. |                    |                                |                |                             |                   |                              |
| 77 | 12                 | Злочин и казна                 | Лори Линд      | Питер Мичел                 | 8. април 2013.    | 1.00                         |
| Детектив Мердок и његове методе су компромитоване, након што је др Огден умјешана у сумњиво убиство њеног отуђеног супруга. |                    |                                |                |                             |                   |                              |
| 78 | 13                 | Замка за Мердока               | Лори Линд      | Пол Ејткен                  | 15. април 2013.   | 1.10                         |
| Док је др. Огден осуђена на смрт вјешањем због убиства, детектив Мердок се утркује са временом да је ослободи и упада у замку коју је поставио прави убица. |                    |                                |                |                             |                   |                              |

### Сезона 7 (2013–2014)
CBC Television је 2. априла 2013. је најавила седму сезону Мердокових мистерија и нових 18 епизода умјесто уобичајених 13 епизода. Седма сезона имала је премијеру 30. септембра 2013.
| Бр. еп. (укупно) | Бр. еп. (у сезони) | Наслов                                      | Редитељ        | Сценариста                                                 | Премијера           | Гледаност у Канади (милиони) |
| --- | ------------------ | ------------------------------------------- | -------------- | ---------------------------------------------------------- | ------------------- | ---------------------------- |
| 79 | 1                  | Ахој Мердок                                 | Лори Линд      | Пол Ејткен                                                 | 30. септембар 2013. | 1.39                         |
| Мердок истражује нестанак ћерке бродарског магната и откриће тела на броду, током његове прве пловидбе, на Дан краљице Викторије. |                    |                                             |                |                                                            |                     |                              |
| 80 | 2                  | Тур де Мердок                               | Лори Линд      | Џордан Кристијансон                                        | 7. октобар 2013.    | 1.25                         |
| Мердок се такмичи у професионалној бициклистичкој трци, али када један од такмичара умире током трке, он почиње да сумња да је бициклиста убијен мистериозним стимулантом. |                    |                                             |                |                                                            |                     |                              |
| 81 | 3                  | Филмска авантура детектива Вилијама Мердока | Гејл Харви     | Питер Мичел                                                | 14. октобар 2013.   | 1.00                         |
| Бизнисмен Џејмс Пендрик позива Мердока да присуствује првом приказивању играног филма са звуком. Пројекцији присуствује и чувени проналазач Томас Едисон. |                    |                                             |                |                                                            |                     |                              |
| 82 | 4                  | Повратак Шерлока Повратак Шерлока Холмса    | Гејл Харви     | Керол Хај                                                  | 21. октобар 2013.   | 1.08                         |
| Човјека проналазе мртвог у хотелу, а када Мердок долази на мјесто злочина, Дејвид Кингсли/Шерлок Холмс је већ тамо. Детективи сазнају да је он унајмљен од стране покојника да пронађе Нору Веб. |                    |                                             |                |                                                            |                     |                              |
| 83 | 5                  | Мердок живих мртваца                        | Јаник Бисон    | Мишел Ричи                                                 | 28. октобар 2013.   | 1.17                         |
| Мердок истражује бизаран случај у коме насилник Џеремаја Фулер, главни осумњичени за убиство своје жене, показује чудне знаке понашања. |                    |                                             |                |                                                            |                     |                              |
| 84 | 6                  | Мердокофобија                               | Кал Кунс       | Морин Џенингс и Питер Мичел                                | 4. новембар 2013.   | N/A                          |
| Мердок сумња да се нешто чудно дешава, када један од пацијената др Огден бива пронађен мртав у санаторијуму. Изгледа да је у позадини свега жртвин страх од паукова. |                    |                                             |                |                                                            |                     |                              |
| 85 | 7                  | Лох Нес Мердок                              | Кал Кунс       | Мишел Ричи                                                 | 18. новембар 2013.  | 1.39                         |
| Док инспектор Бракенрид, током врелог љетног дана, одмара на плажи пронађено је тијело Кетрине Бјуканан. Доктор Огден, која је такође на плажи, врши на лицу мјеста прелиминарни преглед тијела и проналази трагове угриза велике животиње на тијелу жртве. Инспектор Бракенрид је убијеђен да су трагови дошли од великог створења за које вјерује да га је видјео у језеру Онтарио непосредно прије него што је откривено Кетринино тијело. Иако у почетку сумњичав, детектив Мердок све више вјерује да то створење постоји, након што га је и сам угледао. Необичније је, да успркос многим виђењима, полицајац Џорџ Кребтри који вјерује у постојање свега од ванземаљаца до зомбија остаје дубоко скептичан по питању постојања створења. Његов став се није промијенио ни након што је пронађено и друго тијело Мари Николсон са сличним траговима угриза по тијелу. Обе жртве биле су се такмичиле у избору Мис чедности. Поред тога, Мари је у вријеме своје смрти била вјерена са Кетриним бившим момком. Кребтри слиједи све везе између двије жене који би били потенцијални мотиви за њихову смрт. Са друге стране Мердок покушава да утврди која врста животиње живи у језеру и да ли је умијешана у смрт двије жене. |                    |                                             |                |                                                            |                     |                              |
| 86 | 8                  | Република Мердок                            | Дон Макачен    | Пол Ејткен и Питер Мичел                                   | 25. новембар 2013.  | 1.40                         |
| Када путника из Њуфаундланда пронађу мртвог, Кребтри и Мердок истражују случај. Одлазе у Њуфаундланд и нађу се ухваћени између породичних односа и мапе са скривеним благом. |                    |                                             |                |                                                            |                     |                              |
| 87 | 9                  | Поноћни воз за Кингстон                     | Дон Макачен    | Пол Ејткен и Питер Мичел                                   | 2. децембар 2013.   | 1.41                         |
| Мердок и његове колеге транспортују возом Џејмса Гилиса у Кингстон на извршење смртне казне. Међутим, човјек је убијен у возу и Мердок са колегама проналази везу између жртве и два путника који носе исту затворску тетоважу. Гилис успијева да побјегне из воза и бјежећи од Мердока скаче са моста у дубоку воду. Сви осим Мердока га сматрају мртвим. |                    |                                             |                |                                                            |                     |                              |
| 88 | 10                 | Мердок у рагтајму                           | Харви Кросленд | Керол Хај                                                  | 6. јануар 2014.     | 1.43                         |
| Нејтана Питерсам оснивача црначке пјевачке групе Канадски јубилејни пјевачи (Canadian Jubilee Singers) пронађу мртвог на доковима. Мердок мотив за убиство тражи међу члановима његове групе, у "Слијепом прасету" гдје је био познати коцкар и међу ирским радницима на доковима који једва да скривају презир према жртви због његове боје коже. На крају, претходни ангажман пјевачке групе у Буфалу, гдје је такође пронађен мушкарац који је испребијан на смрт је можда кључ за рјешавање Нејтановог убиства. |                    |                                             |                |                                                            |                     |                              |
| 89 | 11                 | Пут у средиште Торонта                      | Харви Кросленд | Сајмон Макнаб                                              | 13. јануар 2014.    | 1.32                         |
| Серија крађа дијаманата у којима је лопов прокопао тунеле до разних локација наводи Мердока на сумњу да постоји нека машина за прављење тунела, док Кребтри сумња да је то дјело људи-кртица. |                    |                                             |                |                                                            |                     |                              |
| 90 | 12                 | Недовршени посао                            | Давн Вилкинсон | Питер Мохан                                                | 20. јануар 2014.    | 1.35                         |
| Мердок слуша признање човјека на самрти који тврди да је убио своју супругу и даје локацију гдје се тијело налази. Међутим, докази оповргавају његову тврдњу. Мердок истрагом утврђује везу са једним давно затвореним случајем који се односи на смрт друге жене, наводећи га да посумња да су се мужеви удружили да један другом убију супругу. |                    |                                             |                |                                                            |                     |                              |
| 91 | 13                 | Мердокова жаока                             | Саџ Саделенд   | Џеки Меј                                                   | 27. јануар 2014.    | 1.48                         |
| Предсједник банке нестаје на почетку прославе своје вјеридбе. Мердок открива да је његова вјереница скривала под лажним именом што га доводи до познатог преваранта и он покреће операцију за његово хватање. У међувремену, Џулија добија информације да је Џејмс Гилис жив и креће да га пронађе. |                    |                                             |                |                                                            |                     |                              |
| 92 | 14                 | Петак тринести, 1901.                       | Мајкл Декарло  | Лори Спринг                                                | 3. март 2014.       | 1.38                         |
| Тим Четврте полицијске станице се такмичи у керлингу против тима Леслија Гарланда. У међувремену др Огден и др Грејс присуствују дјевојачкој забави на можда опсједнутом острву. |                    |                                             |                |                                                            |                     |                              |
| 93 | 15                 | Велики случај                               | Саџ Саделенд   | Адам Баркен                                                | 10. март 2014.      | 1.33                         |
| Убиство америчког предсједника Вилијама Макинлија у Буфалу потреса Канаду. Специјални агент Мајерс предводи Четврту полицијску станицу, са циљем да се обрачуна са свима који имају неке везе са анархистима, док се Мердок мора позабавити са шпијунима и њиховим плановима у Торонту. |                    |                                             |                |                                                            |                     |                              |
| 94 | 16                 | Кунг фу Кребтри                             | Мајкл Макгауан | Пол Ејткен                                                 | 24. март 2014.      | 1.38                         |
| Кинески великодостојник је отрован. Сви трагају за осумњиченим по имену Ву, али када Кребтри сазнаје да је Ву невин, он се удружује са осумњиченим како би пронашли правог убицу. Мердок и Џулија коначно добијају доказ да је Џејмс Гилис мртав. |                    |                                             |                |                                                            |                     |                              |
| 95 | 17                 | Експлозија тишине                           | Питер Мичел    | Питер Мичел                                                | 31. март 2014.      | 1.34                         |
| Човек је повезан на шипку од телеграфа, а на њему је бомба која ће експлодирати чим се бука појача. Мердок мора да сазна ко је починилац и да га заустави прије него што буде прекасно. |                    |                                             |                |                                                            |                     |                              |
| 96 | 18                 | Смрт др Огден                               | Мајкл Макгауан | Џордан Кристијансон, Керол Хај, Сајмон Макнаб и Мишел Ричи | 7. април 2014.      | 1.35                         |
| Након што је Џулијин отац неочекивано умро, она сазнаје истину о њему и стварном узроку његове смрти и позива Мердока да јој помогне. Иако изгледа да се др Огден предозирао хероином, поставља се питање да ли је то било намјерно или случајно? Истрагу о убиству у групи генијалаца коју је започео Мердок преузима инспектор Бракенрид. |                    |                                             |                |                                                            |                     |                              |

### Сезона 8 (2014–2015)
CBC Television је 4. априла 2014. је најавила осму сезону Мердокових мистерија
У овој сезони детектив Мердок и његове колеге суочавају се са посљедицама бруталног пребијања инспектора Бракенрида, од стране насилне браће О’Шеј. Област око пристаништа је и даље опасна, будући да банде и даље харају у борби за моћи и убијају и уцењују локалне трговце. Упркос дугој веридби између Мердока и др Огден, њихово вјенчање бива одложено услед других важнијих догађаја. Доктор Огден и др Грејс удружују се са Маргарет Хејл и групом бораца за женска права, у борби за право да и жене имају могућност гласа, али завршавају у затвору, а браниће их Клара Брет Мартин – прва жена адвокат у британском царству. У овој сезони Мердок се удружује са чувеним адвокатом Батом Мастерсоном, у потрази за озлоглашеним пљачкашима банака – Бучом Кесидијем и Санденс Кидом, а открива и да је предмет дивљења одређених обожавалаца.
| Бр. еп. (укупно) | Бр. еп. (у сезони) | Наслов                         | Редитељ        | Сценариста                          | Премијера          | Гледаност у Канади (милиони) |
| --- | ------------------ | ------------------------------ | -------------- | ----------------------------------- | ------------------ | ---------------------------- |
| 97 | 1                  | На доковима (I дио)            | Лори Линд      | Питер Мичел                         | 6. октобар 2014.   | 0.94                         |
| Мердок истражује два случаја везана за пристаниште. Први случај је убиство локалног трговца, а други откриће тијела убијене жене на обали. У настојању да заведу ред, полиција шаље јаче снаге у то подручје и почиње се сукобљавати са радницима на доковима. У Четвртој полицијској станици ствари се мијењају након бруталног пребијања инспектора Бракенрида од стране насилне браће О`Шеј. Мердок сада има новог шефа, човјека чудних навика и понашања, а његово име је инспектор Хемиш Слорак. Инспектор Бракенрид се физички опоравио од премлаћивања, али не и психички. Након што су браћа О`Шеј, која су осумњичени за његово пребијање упала у његову кућу и пријетили његовој породици Бракенрид одлучује да се освети. Епизода се завршава међусобно супротстављеним странама које се спремају за обрачун. Са једне су полицајци са пендрецима са друге радници који спречавају хапшења осумњичених. У подзаплету др Огден и др Грејс удружују се са Маргарет Хејл и групом бораца за женска права, у борби за право гласа, али завршавају у затвору. |                    |                                |                |                                     |                    |                              |
| 98 | 2                  | На доковима (II дио)           | Лори Линд      | Питер Мичел                         | 13. октобар 2014.  | 1.03                         |
| Настављајући се на претходну епизоду, насиље на доковима се наставља, док су нападачи Бракенрида и даље на слободи. Након што радници нападају Мердока, Бракенрид га спашава у посљедњи час. Др Оден и др Грејс и друге ухапшене жене брани Клара Брет Мартин - прва жена адвокат у британском царству. |                    |                                |                |                                     |                    |                              |
| 99 | 3                  | Дани славе                     | Јаник Бисон    | Џордан Кристијансон и Питер Мичел   | 20. октобар 2014.  | 0.91                         |
| Када полицајци Хигинс и Џексон доводе осумњиченог који потеже пиштољ на боксерском мечу, Бракенрид је изненађен када схвата да су довели чувеног чувара закона Вилијама Барклија Мастерсона. Мердок се удружује са њим у потрази за познатим разбојницима за Бучом Кесидијем и Санденс Кид. У међувремену Џулија се супротставља Мердоковој жељи да се вјенча у цркви јер се то коси са њеним увјерењима. |                    |                                |                |                                     |                    |                              |
| 100 | 4                  | Мердоково вјенчање             | Саџ Саделенд   | Пол Ејткен                          | 3. новембар 2014.  | 1.36                         |
| Мердок и Џулија су коначно на прагу вјенчања, али њихова церемонија добија неочекивани обрт, услијед случаја убиства. |                    |                                |                |                                     |                    |                              |
| 101 | 5                  | Мердок осваја Менхетн          | Саџ Саделенд   | Сајмон Макнаб                       | 10. новембар 2014. | 1.01                         |
| Мердок и Џулија откривају завјеру против предсједника САД Тедија Рузвелта, током меденог мјесеца у Њујорку. У међувремену, Бракенрид и др Грејс истражују убиство у Торонту. |                    |                                |                |                                     |                    |                              |
| 102 | 6                  | Друштво Мердокових обожавалаца | Дебора Чоу     | Керол Хај                           | 17. новембар 2014. | N/A                          |
| Група посвећених обожавалаца Мердока инсценира убиство како би уживо гледали Мердок на дјелу, што одвраћа детектива од стварног случаја убиства. И док се Мердок бори са обожаваоцима Џулија разматра да се кандидује за политичку функцију, након сарадње са групом бораца за женска права. |                    |                                |                |                                     |                    |                              |
| 103 | 7                  | Оно што лежи покопано          | Дебора Чоу     | Пол Ејткен                          | 24. новембар 2014. | N/A                          |
| Након што су остаци полицајца убијеног 1881. пронађени у подруму станице, истрага Мердока тјера на сумњу у властите колеге. |                    |                                |                |                                     |                    |                              |
| 104 | 8                  | Висока волтажа                 | Кал Кунс       | Керол Хај                           | 1. децембар 2014.  | 1.32                         |
| Група угледних проналазача стиже у град због сајма иновација у Торонту. Након што један проналазач настрада од струјног удара, изазваног радом његовог проналаска сви докази упућују на сина Томаса Едисона. |                    |                                |                |                                     |                    |                              |
| 105 | 9                  | Комичари                       | Кал Кунс       | Џордан Кристијансон                 | 8. децембар 2014.  | 1.31                         |
| Током истраге убиства водвиљског комичара, Кребтри и Хигинс крећу на тајни задатак како би истражили и остале извођаче међу којима је и Вилијам Клод Филдс. |                    |                                |                |                                     |                    |                              |
| 106 | 10                 | Мердок и храм смрти            | Харви Кросленд | Пол Ејткен                          | 12. јануар 2015.   | 1.39                         |
| Мардок истражује смрт човека пронађеног у ријеци, и убрзо се нађе у потрази за чувеним Светим Гралом у храму, који наликује на Аја Софију. Али свако ко уђе у храм суочава се са скривеним смртоносним замкама. |                    |                                |                |                                     |                    |                              |
| 107 | 11                 | Сав тај сјај                   | Харви Кросленд | Лори Спринг                         | 19. јануар 2015.   | 1.45                         |
| Убиство геометра води Мердока и Кребтри у Сјеверни Онтарио током сребрне грознице. За то вријеме у Торонту, др Огден види потенцијал у сликарским вјештинама инспектора Бракенрида. Том Томсона у овој епизоди глуми Брок Морган. |                    |                                |                |                                     |                    |                              |
| 108 | 12                 | Ђаво носи корсет               | Еленаора Линдо | Мишел Ричи                          | 26. јануар 2015.   | 1.46                         |
| Мердок истражује убиство модела која је убијена током протеста против корсета. Историја сифражеткиње Лилиан Мос откривена је током процеса истраге. Она и др Грејс се зближавају. |                    |                                |                |                                     |                    |                              |
| 109 | 13                 | Неизљечиве                     | Еленаора Линдо | Питер Мичел                         | 9. фебруар 2015.   | N/A                          |
| Мердок и др Огден истражују чудно убиство у азилу гдје се налази група поремећених и насилник жена, укључујући Еву Пирс, госпођу Линд и Роуз Максвел. Једна од њих се заклела да ће се осветити др Огден. |                    |                                |                |                                     |                    |                              |
| 110 | 14                 | Проблем дјевојке из Торонта    | Питер Мичел    | Мишел Ричи                          | 16. фебруар 2015.  | 1.37                         |
| Нећак инспектора Бракенрида, Чарли, придружује се полицији. Када група женских лопова нападне локалну златару Мердок и Чарли истражују убиство вође ове банде. Да би помогле Мердоку др Грејс и Лилиан Мос се прерушавају и инфилтрирају се у банду. |                    |                                |                |                                     |                    |                              |
| 111 | 15                 | Бродолом                       | Дон Макбрирти  | Морин Џенингс                       | 23. фебруар 2015.  | 1.44                         |
| Убиство младе жене док се молила на гробу својих родитеља и каснији нестанак свештеника са којим је имала последњи контакт, спаја Мердока са језуитским свештеником који га је одгајао док је био дјечак. |                    |                                |                |                                     |                    |                              |
| 112 | 16                 | Кребтриманиа                   | Питер Мичел    | Сајмон Макнаб и Џордан Кристијансон | 16. март 2015.     | 1.26                         |
| Кребтри истражује смрт професионалног рвача. Након успјешно ријешеног случаја промовисан је у детектива. Бракенрид даје своју уштеђевину свом берберину, господину Чилтону, да би ускоро сазнао да је затворио радњу и нестао са новцем. Трезвењачка лига покушава да се додвори сифражеткињама нудећи да уколико дају подршку њиховом кандидату уврстиће њихов програм у своју политичку платформу, које оне на крају одбацују. |                    |                                |                |                                     |                    |                              |
| 113 | 17                 | Избори                         | Дон Макбрирти  | Мишел Ричи и Мери Педерсен          | 23. март 2015.     | 1.34                         |
| Мердок истражује убиство које, према агенту Теренсу Мајерсу, угрожава националну безбједност. У међувремену докторице Огден и Грејс покушавају да осигурај да избори буду поштени уз помоћ других дама и сифражеткиња. Њихов труд привукао је пажњу младе даме Агнес Макфејл. Кребтри запроси Едни Брукс, њен одговор је прекинуло појављивање њеног мужа за којег се сматрало да је покојни. |                    |                                |                |                                     |                    |                              |
| 114 | 18                 | Умјешни Детектив               | Дон Макачен    | Пол Ејткен и Керол Хај              | 30. март 2015.     | 1.41                         |
| Полиција истражује оно за шта верује да је "секвенцијални убица" који сакупља језиве трофеје од својих жртава. Мердок ће открити да је то заправо језиви облик коцкања и он постаје мета. Кребтри је заокупљен физичким злостављањем које је претрпјела његова Една Брукс од стране мужа који се недавно вратио. |                    |                                |                |                                     |                    |                              |

### Сезона 9 (2015–2016)
CBC Television је 4. марта 2015. је најавила девету сезону Мердокових мистерија Вилијам Шатнер најављен је 25. маја 2015. као гостујући глумац који ће се појавити у улози Марк Твена Специјална божићна епизода укључивала је наступе Еда Аснера, Брендана Којла, Кели Роуан и познатог водитеља ТВ вијести Питера Менсбриџа У 9 сезони приказане су, између осталих историјске личности Луси Мод Монтгомери и канадски премијер Вилфрид Лорије, а значајнију улогу у серији има глумица Мона Траоре као Ребека Џејмс, млада стажисткиња коју Џулија узима под своју заштиту. Ово је до сада остао један од најбоље оцјењених програма CBC Television, који је редовно пратило више од 1,4 милиона гледалаца.
| Бр. еп. (укупно) | Бр. еп. (у сезони) | Наслов                | Редитељ        | Сценариста                                       | Премијера          | Гледаност у Канади (милиони) |
| --- | ------------------ | --------------------- | -------------- | ------------------------------------------------ | ------------------ | ---------------------------- |
| 115 | 1                  | Nolo Contendere       | Ти Ви Пикак    | Питер Мичел и Пол Ејткен                         | 5. октобар 2015.   | 1.27                         |
| Кребтри пролази кроз тежак период, због убиства мужа насилника своје некадашње симпатије Едне Брукс. Мердок истражује рањавање затвореника који је можда повезан са његовим случајем. Након што се установи да су два случаја повезана Кребтри на крају бива ослобођен. |                    |                       |                |                                                  |                    |                              |
| 116 | 2                  | Марк(ирани) Твен      | Ти Ви Пикак    | Питер Мичел                                      | 12. октобар 2015.  | N/A                          |
| Мердок и његове колеге морају заштити писца Марк Твена након његовог контроверзног говора у Торонту. |                    |                       |                |                                                  |                    |                              |
| 117 | 3                  | Двоструки живот       | Гери Харви     | Џордан Кристијансон                              | 26. октобар 2015.  | 1.19                         |
| Сифражеткиња Лилиан Мос је убијена дан прије него што су она и др Грејс требали да оду за Лондон. Мердок истражује убиство младе поборнице женских права и схвата да ју је њена прошлост сустигла. |                    |                       |                |                                                  |                    |                              |
| 118 | 4                  | Обнажене даме         | Лори Линд      | Керол Хај                                        | 2. новембар 2015.  | 1.35                         |
| Голи кип у природној величини ствара огорчење јавности док се не открије да статуа скрива жртву убиства. Власник једине фабрике галванизације у Торонту, Џејмс Киркхам, првоосумњичени је док се не открије друга жртва и док се не установи да су жртве имале идентичан задњи оброк и да су омамљене седативом и убијене истим оружјем. Након што се пронађу још две жртве и установи се да су све проститутке, сумња пада на Алберта Драја, човјека који је осумњичен за убиство проститутки у оближњем Хамлитону, али је и он касније нађен мртав. |                    |                       |                |                                                  |                    |                              |
| 119 | 5                  | 24 сата до пропасти   | Гери Харви     | Пол Ејткен                                       | 9. новембар 2015.  | 1.30                         |
| У трци са временом Мердок мора да заустави тајни програм наоружавања који се, како се чини, налази у рукама терориста. Уколико им се не уплати 4 милиона долара њихова мета је Њујорк. Уколико дође до употребе оружја то би изазвало сукоб Канаде и САД са тешким посљедицама. У епизоди се спомиње научник Сванте Аренијус. |                    |                       |                |                                                  |                    |                              |
| 120 | 6                  | Локална опција        | Лори Линд      | Сајмон Макнаб                                    | 16. новембар 2015. | 1.27                         |
| Трезвењачки покрет заговара "Локалну опцију", закон којим се ограничава продаја алкохолних пића, у настојању да се сузбије лоше понашање у четврти Џанкшон у Торонту. Американка Кери Нејшн, која је била радикална чланица Трезвењачког покрета, позвана је у Торонто да подржи приједлог. На позив Маргарет, она одсједа у кући инспектора Бракенрида. Инспектор није одушевљен тим потезом јер је Маргарет увела забрану алкохола у кући док је гошћа ту. Од Четврте полицијске станице се тражи да контролише спровођење прохибиције, али да се укључи у истрагу убиства тровањем савјетника Артура Слајсона, заговорника трговине алкохолним пићем. Др Огден открива да на тијелу има модрица и неколико ситних удараца, али ништа што би био узрок смрти. Мора да провјери мождани едем и друге унутрашње повреде у мртвачници. |                    |                       |                |                                                  |                    |                              |
| 121 | 7                  | Љето '75              | Дон Макбрирти  | Мишел Ричи и Керол Хај                           | 23. новембар 2015. | 1.40                         |
| Винифред "Фреди" Пинк, приватни детектив из Монтреала и Мердокова пријатељица са камповања у дивљини у Алгонквин парку, помаже Мердоку да истражи убиство неколицине колега кампера који су повезани са тридесет година старим убиством којем су сви свједочили и због којег сада страхују за живот. |                    |                       |                |                                                  |                    |                              |
| 122 | 8                  | Снови из луле         | Дон Макбрирти  | Мишел Ричи                                       | 30. новембар 2015. | 1.24                         |
| Бајрон Сатон, студент азијских студија, пронађен је мртав у салону за пушење опијума у кући његовог професора Лоренса. Др Огден и Мердок откривају да је студент отрован, али не опијумом, а љубавни троугао је главни узрок. |                    |                       |                |                                                  |                    |                              |
| S01 | –                  | Срећан Мердоков божић | Мајкл Макгауан | Питер Мичел                                      | 21. децембар 2015. | 1.97                         |
| У сњежној ноћи прије Божића Мердок, др. Огден, инспектор Бракенрид и његова жена Маргарет, полицајци Кребтри и Хигинс присуствују забави у дому Макгауанових. Свако од њих има своје виђење како би требали да изгледају Божићни празници. Др Огден је драго што се Мердок све више загријава за прославу њиховог првог Божића у браку. Гости, међу којима су сирочад и пацијенти из болнице за болесну дјецу, могу уживати у представи Дјевојчица са шибицама, са младом Мери Пикфорд у главној улози. Али дјеца се највише веселе кад г. Ранкин (Брендан Којл) и домаћица гђа Милисент Макгауан (Кели Роуан) представе посебнога госта, Дједа Мраза. Нажалост, кад се застор подигне и открије домаћина, добротвора Алистера Макгауана у одијелу Дјед Мраза, он је мртав, а поклони за потребиту дјецу су украдени. Истражујући Макгауаново убиство Мердок открива да су покојни богаташ и његов бивши пословни партнер Сајрус Линч били заклети непријатељи. Полиција не може наћи главног сумњивца, али лако пронађе нестале поклоне - на улици их дијели човјек који тврди да је прави Деда Мраз (Ед Аснер). Хапсе га успркос протеста његове помоћнице Мери Пикфорд. Злочин код Бракенрида буди горке успомене на разочарања у дјетињству па он прекори полицајца Џексона (Кристијан Брун) јер је окитио станицу божићним украсима. Кребтри се дури јер су му се планови изјаловили и биће сам за празнике. Али кад се одједном појаве злочиначке силе које покушавају окаљати дух и добру вољу празника, Мердок схвати да не мора само ријешити страшан злочин, него и спасити Божић. |                    |                       |                |                                                  |                    |                              |
| 123 | 9                  | Одрастао на пљачкама  | Еленаора Линдо | Пол Ејткен                                       | 11. јануар 2016.   | 1.48                         |
| Чекајући да му одобре зајам у банци за његову аутоматизовану кућу током промоције отварања рачуна за дјецу, Мердок се затиче у сред пљачке банке која угрожава његову репутацију. Инспектор Бракенрид користи полицијски телеграф да уживо преноси фудбалску утакмицу у којој игра његов омиљени клуб Шефилд венздеј. Откривено је да је је један навијач Шефилда умјешан у пљачку. |                    |                       |                |                                                  |                    |                              |
| 124 | 10                 | Велико хлађење        | Еленаора Линдо | Џордан Кристијансон                              | 18. јануар 2016.   | 1.49                         |
| Капетан Жозеф-Елзар Бернијер је у Торонту покушавајући да обезбједи новац за своју експедицију на Сјеверни пол. Приликом презентације своје намјере, непознати човјек га оптужује за убиство научника Артура Пимблета, навигатора и љекара на Бернијеровим претходним путовањима. Бернијер је сачувао тијело Пимблета и вратио га у Канаду. Др Огден рехидрира тијело и установи да није преминуо од хипотермије како је било наведено. Мердок почиње да сумња да амбициозни истраживач Арктика и његова посада прикривају доказе, али је сумњив и шведски експедициони тим. |                    |                       |                |                                                  |                    |                              |
| 125 | 11                 | Случај Јипса          | Кал Кунс       | Сајмон Макнаб                                    | 28. јануар 2016.   | 1.41                         |
| Након што је голфер убијен, Мердок истражује случај тако што почиње да игра голф са Џорџом Лајоном упркос упозорењима Бракенрида да је голф проклетство. |                    |                       |                |                                                  |                    |                              |
| 126 | 12                 | Несрећан у љубави     | Кал Кунс       | Лори Спринг                                      | 1. фебруар 2016.   | 1.50                         |
| Након што старији младожења, Оливер Пим, гине од струјног удара на вјенчању које је испланирала Маргарет Бракенрид, Мердок почиње да сумња да је његова удовица крива за његову смрт. Томе доприноси и сазнање да су и њена четири претходна мужа умрла под неразјашњеним околностима. У међувремену, Кребтри среће и охрабрује Луси Мод Монтгомери док предаје на часу креативног писања. |                    |                       |                |                                                  |                    |                              |
| 127 | 13                 | Далтониста            | Лесли Хоуп     | Мери Педерсен                                    | 8. фебруар 2016.   | 1.49                         |
| Госпођица Џејмс проналази убијеног бијелца Френка Паркера, током његове посјете црначкој цркви. Нови начелник полиције притиска Мердока да се окриви и ухапси црнац прије него што је истрага и почела. |                    |                       |                |                                                  |                    |                              |
| 128 | 14                 | Дивље дијете          | Џил Картер     | Керол Хај                                        | 22. фебруар 2016.  | 1.42                         |
| Мердок води Четврту полицијску станицу током истраге убиства који је повезан са дјевојчицом одраслој у дивљини. Дјевојчица је нијема или можда има психичке посљедице од неког претходног убиства или од човјека који је води унаоколо и показује њено чудно понашање пред публиком у замјену за новац. Када се открије да Бракстонови нису били Роландови биолошки родитељи, др Огден ангажује Фреди Пинк да пронађе да пронађе праве родитеље дјетета, о коме води рачуна заједно са Мердоком. |                    |                       |                |                                                  |                    |                              |
| 129 | 15                 | Индустријски дом      | Харви Кросленд | Морин Џенингс                                    | 29. фебруар 2016.  | 1.50                         |
| Новинар је убијен док је истраживао причу о градској установи у којој сиромашни добијају храну и смјештај у замјену за обављање разних послова. Мердок одлази на тајни задатак да ријеши то убиство и открива да би шеф Пете полицијске станице могао бити умијешан у корупцију. Кребтри, Хигинс и Ребека Џејмс бивају жртве преваре у саобраћајној несрећи док покушавају да оду и пробају свој први банана сплит. |                    |                       |                |                                                  |                    |                              |
| 130 | 16                 | Дођавола!             | Харви Кросленд | Пол Ејткен                                       | 7. март 2016.      | 1.36                         |
| Мердок и Бракенрид покушавају да докажу корупцију у Петој полицијској станици. У том настојању Бракенриду је намјештено да заправо он узима мито. Да би се спасио од затвора, Бракенрид прихвата деградирање на ниво градског службеника. Припадници Четврте полицијске станице настављају да истражују корупцију, док начелник полиције Дејвис лично преузима контролу над овом станицом, а Бракенрид открива инкриминишуће доказе. Уз помоћ фонографа, Мердок и Бракенрид извлаче признање коловође и ослобађају сумње Бракенрида. |                    |                       |                |                                                  |                    |                              |
| 131 | 17                 | Из Бафала, с` љубављу | Питер Мичел    | Мишел Ричи                                       | 14. март 2016.     | 1.37                         |
| Мушкарац је убијен током наступа у Звезданој соби, злогласном бурлескном клубу. Мердок, др Огден и Бракенридд су изненађени када сазнају да је у публици био и Кребтри. Кребтри постаје повезан са Нином Блум, извођачицом док Мердок и инспектор Бракенрид путују у Бафало да открију идентитет жртве. |                    |                       |                |                                                  |                    |                              |
| 132 | 18                 | Долази стријелац      | Питер Мичел    | Питер Мичел, Сајмон Макнаб и Џордан Кристијансон | 21. март 2016.     | 1.54                         |
| Др Огден је упуцана у својој кући, а Мердок који се трудио да јој помогне је отет од стране старог непријатеља. |                    |                       |                |                                                  |                    |                              |

### Сезона 10 (2016–2017)
CBC Television је 31. марта 2016. је најавила десету сезону Мердокових мистерија, десет дана након што је окончана девета сезона. У прве двије епизоде као гост појављује се енглеска глумица Саманта Бонд у улози лејди Сузан Атерли.
| Бр. еп. (укупно) | Бр. еп. (у сезони) | Наслов                        | Редитељ          | Сценариста                                       | Премијера          | Гледаност у Канади (милиони) |
| --- | ------------------ | ----------------------------- | ---------------- | ------------------------------------------------ | ------------------ | ---------------------------- |
| 133 | 1                  | Велике ватрене лопте (I дио)  | Гери Харви       | Питер Мичел                                      | 10. октобар 2016.  | 1.40                         |
| Младе удаваче, које се удварају богатом господину, убијају једну по једну. У међувремену Џулија доживљава пост-трауматски стрес због скорашње могућности да настрада од руке Еве Пирс. Мердок сумња на то да су стари ривали можда одговорни за убиство удавача. |                    |                               |                  |                                                  |                    |                              |
| 134 | 2                  | Велике ватрене лопте (II дио) | Гери Харви       | Питер Мичел                                      | 17. октобар 2016.  | 1.41                         |
| Мердок се приближава убици младих удавача, а Џулија се суочава са својим демонима док велики пожар разара средиште Торонта. Епизода садржи стварне снимке пожара који су уклопљени у причу. |                    |                               |                  |                                                  |                    |                              |
| 135 | 3                  | Студија у ружичастом          | Норма Бејли      | Пол Ејткен                                       | 24. октобар 2016.  | 1.31                         |
| Мердок се поново среће са Фреди Пинк, другарицом из дјетињства која је постала приватни детектив, која тврди да је један од њених клијената убијен. Међутим, нестало тијело и докази који показују да Пинк зна више о случају него што говори. Мердок користи свој најновији проналазак како би сазнао истину. |                    |                               |                  |                                                  |                    |                              |
| 136 | 4                  | Измишљање убице               | Норма Бејли      | Сајмон Макнаб                                    | 31. октобар 2016.  | 1.30                         |
| Нови научни докази резултују ослобађањем човјека којег је Мердок, прије дванаест година, ухапсио због убиства. Иако Мердок и даље вјерује да је човјек крив, склоњен је из нове истраге. Детектив Вотс из Прве полицијске станице преузима случај. |                    |                               |                  |                                                  |                    |                              |
| 137 | 5                  | Горка пилула                  | Харви Кросленд   | Керол Хај                                        | 7. новембар 2016.  | 1.42                         |
| Мердок и Огден истражују случај тровања чувеног бизнисмена и заводника, а Ребека Џејмс има неке сумње поводом наводног самоубиства своје колегинице са факултета. |                    |                               |                  |                                                  |                    |                              |
| 138 | 6                  | Савиј га као Бракенрид        | Кал Кунс         | Мишел Ричи                                       | 14. новембар 2016. | 1.33                         |
| Мердок истражује необичну смрт фудбалера, а Бракенрид бива умјешан у квалификацију свог тима за Олимпијске игре. |                    |                               |                  |                                                  |                    |                              |
| 139 | 7                  | Осликане даме                 | Харви Кросленд   | Мери Педерсен                                    | 21. новембар 2016. | 1.34                         |
| Серијски убица почиње да убија мушкарце уз помоћ цијанида на кармину, а чини се да су сва убиства повезана са Кребтријевом дјевојком, Нином Блум. |                    |                               |                  |                                                  |                    |                              |
| 140 | 8                  | Викенд код Мердока            | Еленаора Линдо   | Џордан Кристијансон                              | 28. новембар 2016. | 1.30                         |
| Кључни свједоци против оптуженог убице убијају се један по један. Да би ухватио убицу, Мердок и Кребтри све чине да се чини да је посљедњи свједок још увијек жив како би лакше ухватили убицу. |                    |                               |                  |                                                  |                    |                              |
| 141 | 9                  | Занимљив момак                | Кал Кунс         | Питер Мичел и Сајмон Макнаб                      | 5. децембар 2016.  | 1.24                         |
| Развратни криминалац познат као Вребач изазива невоље у Торонту, а његови љубавни подухвати су довели до убиства. Џејмс Пендрик се враћа у град са управо створеним енергетским напитком који би могао бити кључ до вјечне младости. |                    |                               |                  |                                                  |                    |                              |
| – | S02                | Било једном на Мердоков божић | Ти Ви Пикак      | Мишел Ричи, Керол Хај и Пол Ејткен               | 12. децембар 2016. | 1.40                         |
| Иако је остало само четири дана до Божића, на улицама Торонта нема снијега, па ни празнично расположење није на висини. У Четврту полицијску станицу долазе двојица умишљених пословних људи са неувјерљивом причом о смјелој пљачки воза и лопову који жели украсти Божић. Мердок и Бракенрид могли би остати без посла уколико не ријеше брзо случај, па одмах крећу у акцију! Мердок је у почетку збуњен, али како се дешавају нове пљачке, он креће у потјеру широм града. Кребтри је увјерен да лопов опонаша његовог најновијег измишљеног јунака Џампинг Џека, а и Бракенрид прихвата ову необичну теорију. Међутим, низ пљачки наставља се и даље – на мети су поклони из Итoновог луксузног одјела – па Мердок и његов тим морају прихватити могућност да је Кребтријев лик заиста оживио. Истовремено Џексон и Хигинс удружују снаге како би у полицијску станицу унијели мало божићног духа. Полицајац Џексон покреће полицијски хор, али има свега неколико дана да распјеване полицајце доведе у ред па се обраћа Ребеки Џејмс. У међувремену, др Огден прогоне двоје дјеце са улице јер требају њезину помоћ. Замјенивши је за јунакињу из бајке, сњежну краљицу" одводе је без објашњења. Мердок мора да пронађе начин како да изведе још једно чудо и спаси Божић. |                    |                               |                  |                                                  |                    |                              |
| 142 | 10                 | Ђаво изнутра                  | Еленаора Линдо   | Пол Ејткен                                       | 9. јануар 2017.    | 1.40                         |
| Бракенрид напушта Четврту полицијску станицу како би се придружио Џејмсу Пендрику на путу у Панами како би пронашли напитак вјечне младости. У његовом одсуству, Мердок је именован за вршиоца дужности инспектора и мора се суочити са убицом који тврди да је опсједнут духом Мердоковог архинепријатеља, Џејмса Гилиса. |                    |                               |                  |                                                  |                    |                              |
| 143 | 11                 | Псећа мистерија               | Дон Макачен      | Лори Спринг                                      | 16. јануар 2017.   | 1.41                         |
| Пас богате жене убијен је непосредно прије изложбе расних паса. Мердок невољно прихвата случај након што му је лично наложио зет власнице пса - градоначелник. У међувремену, детектив Вотс се враћа и почиње да истражује слабу везу између неколико случајева несталих особа у посљедњих неколико година. Истражујући смрт пса Мердок открива нешто што није знао о себи - да је љубитељ куца. |                    |                               |                  |                                                  |                    |                              |
| 144 | 12                 | Нестао                        | Ренука Џејапалан | Морин Џенингс                                    | 23. јануар 2017.   | 1.41                         |
| Могући насљедник великог богатства чудесно се појављује, двадесет година након што је киднапован и проглашен мртвим. Мердок покушава да утврди да ли је човек заиста онај за кога се представља, али случај постаје још сложенији након проналаска два тијела. Детектив Вотс се враћа наставља истрагу несталих особа. |                    |                               |                  |                                                  |                    |                              |
| 145 | 13                 | Мердоков комшилук             | Џил Картер       | Керол Хај                                        | 6. фебруар 2017.   | 1.37                         |
| Када Мердок и Огден користе своје имање које се налази поред ријеке као мјесто за закопавање леша, са циљем истраживања начина на које се тело распада и форензичких вјежби. Након шест мјесеци, у потрази за мјестом гдје су леш закопали, пронађу неколико других тијела. Са друге стране, детектив Вотс тражи мистериозну жену која се чини кључном у његовом истраживању несталих особа. |                    |                               |                  |                                                  |                    |                              |
| 146 | 14                 | Од Мердока до вјечности       | Џил Картер       | Сајмон Макнаб                                    | 13. фебруар 2017.  | 1.35                         |
| Бракенрид се враћа из Панаме са вијешћу да је Џејмс Пендрик убијен. Још више је запањујућа чињеница да га је Пендриков напитак подмладио. Мердок патентира мистериозни напитак који враћа младост и почиње да продаје напитак ономе ко понуди највише. Шокиран Мердоковом незаинтересованошћу да ријеши Пендриково убиство, Кребтри започиње властиту истрагу. |                    |                               |                  |                                                  |                    |                              |
| 147 | 15                 | Ни у хаду нема бијеса         | Лесли Хоуп       | Мишел Ричи                                       | 20. фебруар 2017.  | 1.45                         |
| Случај несталих особа који истражује детектив Вотс долази до врхунца након што је једна од жена које је тражио настрада у бомбашком нападу. У истрази која је услиједила Вотс и Мердок откривају да су све нестале жене живјеле у комуни за злостављање или повријеђене жене гдје је мушкарцима забрањен приступ. Због тога Мердок тражи да се Фреди Пинк инфилтрира у групу. |                    |                               |                  |                                                  |                    |                              |
| 148 | 16                 | Господар Лавкрафт             | Лесли Хоуп       | Џордан Кристијансон                              | 27. фебруар 2017.  | 1.30                         |
| Када напуштеној згради пронађе тијело у поодмаклој фази распадања, Мердоков главни осумњичени је младић опсједнут смрћу по имену Хауард Филипс Лавкрафт. |                    |                               |                  |                                                  |                    |                              |
| 149 | 17                 | Муњевити точкови              | Питер Мичел      | Питер Мичел, Сајмон Макнаб и Џордан Кристијансон | 13. март 2017.     | 1.36                         |
| Мардок истражује смрт шампионке на котураљкама уводећи га у свијет агресивних и невјероватно такмичарских жена. У међувремену, госпођица Џејмс улази у трку на котураљкама са групом жена професионалаца које су је омаловажиле, а Кребтри се суочава са проблемима у вези. |                    |                               |                  |                                                  |                    |                              |
| 150 | 18                 | Паклена цијена                | Питер Мичел      | Питер Мичел                                      | 20. март 2017.     | 1.23                         |
| Мердок бјежи у подземље након што је постао главни осумњичени за убиство бурлескне плесачице која је пронађена мртва у његовом кревету. Док се Четврта полицијска станица буни увјерена у његову невиност, новоименовани начелник полиције Дејвис и корумпирани шеф Градског вијећа спроводе агресивну потрагу за несталим детективом. |                    |                               |                  |                                                  |                    |                              |

### Сезона 11 (2017–2018)
CBC Television је 13. марта 2016. је најавила једанаесту сезону Мердокових мистерија, која се састоји од 18 епизода и трећег двочасовног божићног специјала.
У овој сезони својим појављивањем враћају се историјске личности: Александер Грејам Бел, Теодор Рузвелт, Хелен Келер, Ана Саливан и др Вилијам Ослер. Дилан Нил репризирао је своју улогу као Џаспер Линеј, Мердоков полубрат, током божићног специјала, посљедњи пут је виђен у задњој епизоди друге сезоне.
Мона Траоре, која игра Ребеку Џејмс, напушта серију у другој епизоди, са гостујућом улогом у седамнаестој сезони.Шанис Бантон придружила се глумачкој екипи у четвртој епизоди у понављајућој улози као Вајолет Харт, студент медицине и нови Џулијин помоћник у мртвачници.
| Бр. еп. (укупно) | Бр. еп. (у сезони) | Наслов               | Редитељ        | Сценариста                               | Премијера           |
| --- | ------------------ | -------------------- | -------------- | ---------------------------------------- | ------------------- |
| 151 | 1                  | Дизање из пепела     | Дон Макачен    | Питер Мичел                              | 25. септембар 2017. |
| Мердок је у притвору под лажном оптужбом за убиство бурлескне плесачице. Полицајци Џексон и Кребтри наводно су убијени из засједе, Бракенрид је посљедњи пут виђен с пиштољем упереним у главу, а поткупљени политичари и њихови пријатељи отели су др Огден. Мердок из притвора мора доказати своју невиност у сарадњи сa детективом Вотсом који му потајно помаже да ријеши случај док је Четврта полицијска станица под контролом корумпираног градског вијећника. |                    |                      |                |                                          |                     |
| 152 | 2                  | Мистерија мерлота    | Дон Макачен    | Питер Мичел и Сајмон Макнаб              | 2. октобар 2017.    |
| Љубитељ вина и глава породице, Енрико Фиренцо, пада мртав током држања здравице на вјенчању свог сина након што је пријетио да ће открити превару у растућој канадској винарској индустрији. Детектив Вотс искориштава прилику да уведе трезвењака Мердока у свијет дегустације вина. У међувремену, госпођица Џејмс суочава се са расном дискриминацијом током конкурисања за посао. |                    |                      |                |                                          |                     |
| 153 | 3                  | 8 корака             | Лори Линд      | Пол Ејткен                               | 9. октобар 2017.    |
| Човјек је убијен током тамне вечере догађаја организованог у част Хелен Келер. Гости вечерају у мраку, како би искусили живот глувих и слепих, али хотелски детектив Ралф Фелоус тиме није импресиониран. Недуго након почетка саме вечере један од гостију за столом је убијен. Једини траг који Мердок има је звук осам корака који се чују на тајном снимку вечере који је направио, такође присутни, Александер Грејам Бел. |                    |                      |                |                                          |                     |
| 154 | 4                  | Канадски пацијент    | Лори Линд      | Сајмон Макнаб                            | 16. октобар 2017.   |
| Пацијент умире на операционом столу током јавне демонстрације опасне и контроверзне нове процедуре - трансплантација органа. Одбијајући да прихвати опште мишљење да је пацијент умро због његове грешке, водећи хирург постаје убијеђен да је његова опрема саботирана и обраћа се Мердоку за помоћ. |                    |                      |                |                                          |                     |
| 155 | 5                  | Др Ослер се каје     | Алисон Рид     | Ден Трота                                | 23. октобар 2017.   |
| Мердок и др Огден посјећују њеног некадашњег ментора др Вилијама Ослера. Ослер промовише свој став да све људе старије од шездесет треба еутанизирати хлороформом. Док ручају у хотелу Виндзор, изненада долази Арчи Дојл са тврдњом да је доктор убио његовог оца. |                    |                      |                |                                          |                     |
| 156 | 6                  | Улица Мердок бр. 21  | Харви Кросленд | Натали Гулед                             | 6. новембар 2017.   |
| Када синови индијског изасланика, браћа Вик и Сунли, нестану из интерната, њихови родитељи затраже помоћ Мердока и Бракенрида. Мердокову истрагу ометају њихови некооперативни другови из разреда. У нади да ће добити инсајдерске информације, шаље на тајни задатак полицајце Бракенрида и Кребтрија, који се представљају као студент, односно професор. |                    |                      |                |                                          |                     |
| 157 | 7                  | Несрећа              | Алисон Рид     | Мери Педерсен                            | 13. новембар 2017.  |
| Због саобраћајног судара Дилтон Дилберт (Дејвид Хјулет) је заглављен између кочије и моторног аутомобила, а др Огден открива да ће сваки покушај ослобађања завршити његовом смрћу. Докази да је аутомобил саботиран наводе Мердока да сумња да до несреће можда није дошло случајно, па креће да открије истину док Бракенрид тјеши умирућег Дилберта. |                    |                      |                |                                          |                     |
| 158 | 8                  | Бракенрид из будоара | Харви Кросленд | Питер Мичел                              | 4. децембар 2017.   |
| Мердок и др Огден се током камповања спотакну о леш сликара аматера. Мердокова истрага води га до групе сликара који сликају у природи недалеко од мјеста злочина. Али разговор са њима је бескористан. Бракенрид се као сликар инфилтрира у групу поново откривајући свој таленат за умјетност, привлачећи пажњу превртљиве мецене која од њега захтјева да је наслика голу. |                    |                      |                |                                          |                     |
| 159 | 9                  | Мртваци који говоре  | Еленаора Линдо | Лори Спринг                              | 11. децембар 2017.  |
| Након што двије читуље бивају објављене непосредно прије смрти дотичних особа, Мердок открива још потенцијалних жртава, које мора да упозори пре него што им се нешто деси. Међу списковима је и детектив Вотс. Када убица почне да убија људе наведене у читуљама, Мердок и Вотс покушавају да пронађу убицу пре него што поново нападне. |                    |                      |                |                                          |                     |
| – | S03                | Кући за празнике     | Гери Харви     | Питер Мичел и Сајмон Макнаб              | 18. децембар 2017.  |
| Мердок и Огден путују у Викторију, гдје желе провести божићне празнике са породицом Мердоковог полубрата, Џаспером Линејем. Али све се мијења након што Џаспер и његова супруга Дафни откажу Мердокову резервацију у луксузном хотелу па су присиљени одсјести код породице Линеј и њихових двију несташних ћерки, што доводи до правог хаоса, праћеног убиством археолога. Џаспер добија задатак да истражи сумњиве активности на локалитету древног насеља које истражују археолошкиња Меган Бирн и њезин партнер. Али на мјесту дешавања откривају да је њезин сарадник убијен. Истрага их одводи на пут кроз предивну природу Британске Колумбије те до сусрета са аутохтоним народима Сонгишима и Хајдима и њиховим спором око земље. Истовремено, Бракенрид, на наговор супруге Маргарет и богатог пара на свечаности у организацији једне финанцијске компаније, одлучује повјерити позамашни износ новца младом финанцијском чудотворцу Италијану Чарлију Понцију. Док очекују обећано удвостручење улагања, веселе се Божићу и немилице троше – али исход улагања није онакав каквом су се надали. због тога Бракенрид смишља превару у којој су учествовали Кребтри, Хигинс, Нина Блум и Рут Њусом како би га вратили. Кребтри и Хигинс добивају позив од својих партнерица Нине Блум и Рут Њусом да им се придруже у колиби породице Њусом у Вермонту на романтичном скијашком излету. Жељни пустоловине, полицајци – који немају појма о скијању – говоре дамама да су прави мајстори и страствени заљубљеници у тај спорт. Али кад сазнају да би се требали на дрвеним даскама обрушити низ планине, почну сумњати јесу ли добро одлучили. |                    |                      |                |                                          |                     |
| 160 | 10                 | F.L.A.S.H.!          | Еленаора Линдо | Пол Ејткен                               | 8. јануар 2018.     |
| Џејмс Пендрик се враћа у Торонто, тражи инвеститоре за свој најновији изум, за високобрзински вакумски воз. Након што је један од Пендрикових упосленика убијен, Мердок сумња да је можда шпијун који се бави индустријском шпијунажом за паробродску индустрију. |                    |                      |                |                                          |                     |
| 161 | 11                 | Изненађење на излету | Меган Фолоус   | Ден Трота                                | 15. јануар 2018.    |
| Мердок и др Огден одлазе на романтични излет у парку, током којег гледају утакмицу крикета. Аматерског играча крикета, током годишњег меча између "господе и професионалаца", убије палица која је експлодирала. Мердок сумња да је српски гроф у егзилу заправо био мета. Током истраге Бракенрид и Мердок имају увид на Хигинсов новопронађени живот у вишој класи. |                    |                      |                |                                          |                     |
| 162 | 12                 | Плач Маријин         | Меган Фолоус   | Ноел Жирар                               | 22. јануар 2018.    |
| Мердок и Огден посјећују његову цркву, како би присуствовали откривању анонимног поклона - статуе Дјевице Марије. Вјерници су запањени када на њеном лицу откривају крваве сузе. Накнадно откриће костура малог дјетета закопаног у порти цркве и очигледно самоубиство једног парохијана навели су Мердока и Вотса да посумњају да је чудо можда инсценирано како би се открио давно скривени злочин. Џулија је узнемирена недостатком осјећања госпођице Харт у мртвачници, и постаје још више забринута када лаже Мердока о својој вери. |                    |                      |                |                                          |                     |
| 163 | 13                 | Кребтри а ла карт    | Лесли Хоуп     | Сајмон Макнаб                            | 29. јануар 2018.    |
| Након што је иронични судија на куварском такмичењу отрован, Мердок треба да утврди да ли је тровање било намјерно. Кребтри се плаши за свој живот када се испостави да су и он и Маргарет Бракенрид такође појели сумњиво месо. |                    |                      |                |                                          |                     |
| 164 | 14                 | Велики бијели лос    | Лесли Хоуп     | Пол Ејткен и Грахам Клег                 | 5. фебруар 2018.    |
| Теодор Рузвелт ушуња се у Канаду да би уловио легендарног бијелог лоса. Теренс Мајерс тражи од Мердока помоћ у рјешавању наизглед неповезаног убиства у закључаној соби у Краљичином хотелу. Убијени човјек идентификован је као Гиљермо Бурго, нестали шпански обавјештајац. Др Огден открива да је он вјероватно погубљен. Мердок убрзо открива бизарну завјеру за убиство америчког предсједника, коју,како изгледа, води легендарни шпански убица Ел Ноће. |                    |                      |                |                                          |                     |
| 165 | 15                 | Мердок ШМердок       | Шерен Ли       | Лори Спринг и Роберт Ротенберг           | 26. фебруар 2018.   |
| Јевреј је убијен приликом прикупљања новца за јидишко позориште, током комедијашке тачке браће Харија и Ала Џолсона Током истраге детектив Вотс, посјећујући јеврејске домове, сазнаје о свом јеврејском поријеклу. |                    |                      |                |                                          |                     |
| 166 | 16                 | Игра краљева         | Питер Мичел    | Морин Џенингс                            | 5. март 2018.       |
| Мердок истражује убиство човјека који је убијен копљем, Езекијел, млади сведок овог злочина, тврди да је видео Анђела на коњу. Испостави се да је убиство руског шаховског мајстора извео неко обучен као пољски хусар што доводи до напетости између руских и пољских шахиста на шаховском турниру. Кребтри и Нина Блум одлазе на тајни задатак као шахисти и откривају да је убиство повезано са Шербецом - церемонијалним мачем пољских краљева за којег се мислило да је у посједу Руске Империје. |                    |                      |                |                                          |                     |
| 167 | 17                 | Падају сијенке       | Шерен Ли       | Мери Педерсен                            | 12. март 2018.      |
| Веза између Мердока и др Огден се распада након што је Џулија доживјела спонтани побачај што поново код Билијама изазива сумње у вези са њеним претходним абортусом. Ожалошћени пар се враћа на посао Јулија доживи спонтани побачај и поново се појављују Вилијамове претходне сумње у вези са Јулијиним побачајем. Ожалошћени пар одмах се враћа на посао. Мердок је изненађен када Нејт Дезмонд долази на његова врата, молећи за помоћ јер је оптужен за убиство човјека са којим се сукобио непосредно пред његову смрт. |                    |                      |                |                                          |                     |
| 168 | 18                 | Слободан пад         | Питер Мичел    | Сајмон Макнаб, Мери Педерсен и Ден Трота | 19. март 2018.      |
| Вјерујући да му је однос са Џулијом непоправљиво уништен, Мердок избјегава да се суочи са својим проблемима и избјегава долазак на посао. У кафани упознаје човјека и одлучује да му помогне да нађе своју несталу супругу. Случај пронађеног торзоа без удова оставља детективу Вотсу. Вајолет Харт се договара са инспектором Маквордијем да Џулију избаци са посла, сматрајући да је због побачаја неспособна да обавља своју дужност. Кребтри одлучује да запроси Нину, али је приморан да прихвати да желе различите ствари од живота након што је она прихватила посао у Паризу. Неспособни да помире своје разлике, њих двоје раскидају. У искреном и емотивном разговору два пријатеља Кребтри наводи Мердока да се помири са Џулијом. |                    |                      |                |                                          |                     |

### Сезона 12 (2018–2019)
Нових 18 епизода у оквиру дванаесте сезоне најављено је 11. марта 2018. За разлику од претходне три сезоне (9, 10, и 11), дванаеста сезона Мердокових мистерија није укључивала божићни специјал, умјесто тога направљена је епизода за Ноћ вјештица. Бивши канадски олимпијски репрезентативац у умјетничком клизању Елвис Стојко је имао гостујућу улогу појављујући се у 13 епизоди као бивши затвореник Сем Маршал, којег Мердок сумњичи за убиство. Повратничку улогу након девет година од посљедњег појављивања у 13. епизоди, 3. сезоне имао је Димитри Чеповетски као Никола Тесла. Колин Мохри репризирао је своју улогу из претходне сезоне као Ралф Фелоус, као и Патрик Макена са повратничком улогом инспектора Хемиша Слорака, задњи пут виђен у осмој сезони. Ову сезону је на CBC Television, у периоду од 24. септембра 2018. до 4. марта 2019. у просјеку гледало 1.1 милион гледалаца у Канади. Ovation је дванаесту сезону за гледаоце у САД 20. априла 2019, први пут под оригиналним именом "Мердокове мистерије"
| Бр. еп. (укупно) | Бр. еп. (у сезони) | Наслов                             | Редитељ            | Сценариста                    | Премијера           |
| --- | ------------------ | ---------------------------------- | ------------------ | ----------------------------- | ------------------- |
| 169 | 1                  | Мердокова мистериозна вила         | Гери Харви         | Питер Мичел                   | 24. септембар 2018. |
| Забава је прекинута када се човјек скува до те мере да експлодира у Мардоковом прототипу микроталасне пећи која је величине ормара. Рајт постаје осумњичени када се установи да је жртва архитекта и његов ривал. Упркос томе што је званично задржала своју позицију патолога, Џулија се вратила на медицински факултет да би студирала хирургију, остављајући Вајолет Харт да свакодневно води мртвачницу. Вајолет ово користи да појача своје покушаје да преузме мртвачницу. Хигинс напушта полицијски посао након сукоба са Бракенридом.                                                                                            |                    |                                    |                    |                               |                     |
| 170 | 2                  | Операција: Убиство                 | Харви Кросленд     | Мери Педерсен                 | 1. октобар 2018.    |
| Када Џулијин пацијент умре након рутинске операције, она одбија да прихвати да је то посљедица њене грешке и постаје опсједнута идејом да је ријеч о убиству. Иако невољно, Мердок на њено инсистирање прихвата да истражи случај, и њих двоје ускоро откривају необичан образац смрти да су сви умрли били алкохоличари. Кребтри се кратко удвара Флоренс Најтингејл Грејам, која се школује за медицинску сестру. Он је подстиче да продаје крему за лице коју је сама осмислила; пошто се крема почела продавати, она одлучује да је продаје под именом Елизабет Арден и да се пресели у Њујорк како би унаприједила своје пословање. |                    |                                    |                    |                               |                     |
| 171 | 3                  | Велико дебело вјенчање у Мимику    | Гери Харви         | Сајмон Макнаб                 | 8. октобар 2018.    |
| Ексцентрична породица Њусом окупља се на вјенчању Хенрија Хигинса и Рут Њусом; које убрзо испада из колосијека због родбине која неодобрава вјенчање, љубоморних удварача и госта који стално покушава да убије Хигинса. Мердокова истрага открива да су Њусоми банкротирали, а Бракенрид поново запошљава Хигинса. Кребтри је уцијењен од куме, Ефи Њусоме, која га присиљава да јој помогне да украде породично наслијеђе. Притом привлачи пажњу пожудне дјеверуше. |                    |                                    |                    |                               |                     |
| 172 | 4                  | Мердок без граница                 | Харви Кросленд     | Ден Трота                     | 15. октобар 2018.   |
| Доношењем имигрантског закона 1906. године у Канади долази до масовне депортације криминалних, незапослених и болесних миграната. Бракенрид крши правила и помаже грчком столару да избјегне протјеривање, одлука му се враћа као бумеранг након што тај Грк постане главни осумњичени за убиство имигрантског службеника у Торонту. Серија ксенофобних чланака Луси Чери подстиче насиље над локалном грчком заједницом, због чега Мердок сумња да се грчки мигранти намјерно сатанизују као дио веће завјере. |                    |                                    |                    |                               |                     |
| 173 | 5                  | Шпијун који је волио Мердока       | Алисон Рид         | Сајмон Макнаб                 | 22. октобар 2018.   |
| Канада је изабрана као неутрално тло за потписивање уговора Тројне антанте, што може бити осујећено јер је француски дипломата потписник убијен. Због могуће њемачке инвазије, која се као пријетња надвила над Европом Теренс Мајерс приморава Мердока да преузме улогу мртвог француског дипломате у очајничком покушају да спријечи свјетски рат. Али политичке и сексуалне интриге додатно компликују ствари. |                    |                                    |                    |                               |                     |
| 174 | 6                  | Господине. Господине? Господине!!! | Крејг Дејвид Валас | Питер Мичел                   | 29. октобар 2018.   |
| Мердок истражује астрономски феномен који снажно утјече на понашање његових колега и има озбиљне посљедице по Торонто. Испоставља се да је ријеч о ванземаљцима чија је намјера да униште људску расу, а Кребтри постаје посљедња нада човјечанства за спас. |                    |                                    |                    |                               |                     |
| 175 | 7                  | Чувар браће                        | Крејг Дејвид Валас | Пол Ејткен                    | 5. новембар 2018.   |
| Када је садистички злочинац, који је мучио и убио усвојеног брата детектива Вотса, ослобођен и пуштен из затвора, Вотс га убија. Упркос тврдњама о самоодбрани, неслагања у Вотсовој изјави наводе Мердока да посумња да је Вотс узео правду у своје руке и убио га да би осветио братову смрт. Кребтри запошљава Хигинса као механичара приправника у својој аутомеханичарској радионици. |                    |                                    |                    |                               |                     |
| 176 | 8                  | Дављење у новцу                    | Алисон Рид         | Ноел Жирар                    | 12. новембар 2018.  |
| Када је богати пар, из високог друштва, пронађен утопљен у базену, све личи двоструко самоубиство, Мердок почиње да сумња на то да је у питању убиство. Откриће да се ћерка преминулог пара недавно удала за британског аристократу наводи Мардока да сумња у војводу који је презирао породицу што је удајом жељела да стекне племство. Кребтри је добија тужбу због саобраћајне несреће која је изазвана Хигинсовим лошим поправком. Он се сукобљава са адвокатом тужиоца - Ефи Њусом. |                    |                                    |                    |                               |                     |
| 177 | 9                  | Тајне и лажи                       | Лесли Хоуп         | Питер Мичел                   | 26. новембар 2018.  |
| Инспектор Бракенрид одлази у Сент Марис да помогне својој бившој дјевојци Сари Џонстон. По доласку сазнаје да је прије две деценије добио дијете, дјевојчицу Номи, из романсе са Саром, које је сада нестало. Док инспектор трага за својом несталом ћерком, Џон Бракенрид постаје све забринутији за његову сигурност и креће у потрагу за њим. Открива очеву прошлост и своју полусестру. По доласку у Торонто Маргарет избацује инспектора из куће. |                    |                                    |                    |                               |                     |
| 178 | 10                 | Пирати Великих језера              | Лесли Хоуп         | Ден Трота                     | 7. јануар 2019.     |
| Италијански детектив Флавио Пупаци из Напуља замоли Мердока да истражи случај, након што се благо украдено из напуљског музеја кријумчари у Торонту. Након што је један од лопова пронађен мртав, Кребтри одлази на тајни задатак представљајући се као богати колекционар антиквитета да би пронашао убицу. Покушавајући да са Хигинса растерети мало од финансијских потешкоћа као помоћна сестра. Вјерујући да је његов брак готов, инспектор Бракенрид се опрашта од Џона и заувијек напушта дом. |                    |                                    |                    |                               |                     |
| 179 | 11                 | Анабела Пепељуга                   | Шерен Ли           | Пол Ејткен                    | 14. јануар 2019.    |
| Жена, која је осуђена за убиство маћехе сјекиром, успијева да побјегне полицајцима Кребтрију и Џону Бракенриду током транспорта. Она се враћа у родни град са намјером да се освети свима онима који су помогли да буде осуђена. Детектив Вотс помаже да се поново ухвати. Мердок и Огден су разочарани након што полицијски приручник, у којем се приказују најновија достигнућа на пољу полицијске истраге, не спомене ни једну од њихових научних иновација. Уз подршку издавача они почињу да пишу књигу на ту тему. |                    |                                    |                    |                               |                     |
| 180 | 12                 | Шесторица најбољих                 | Шерен Ли           | Лори Спринг                   | 21. јануар 2019.    |
| Мердоку се враћају ружне успомене из дјетињства, док истражује смрт сирочета које је било ученик истог језуитског свештеника који је предавао и њему. |                    |                                    |                    |                               |                     |
| 181 | 13                 | Мердок и невидљиви човјек          | Мина Шам           | Пол Ејткен                    | 28. јануар 2019.    |
| Проналазач Никола Тесла помаже Мердоку да истражи смрт човјека који је експериментисао са невидљивошћу. |                    |                                    |                    |                               |                     |
| 182 | 14                 | Очеви гријеси                      | Мина Шам           | Сајмон Макнаб                 | 4. фебруар 2019.    |
| Мердок открива неке шокантне детаље, након што човек губи живот у подметнутом пожару. |                    |                                    |                    |                               |                     |
| 183 | 15                 | Минут до убиства                   | Марс Хородиски     | Морин Џенингс                 | 11. фебруар 2019.   |
| Када човек страда од струјног удара током такмичења у куцању, са Кребтријем и Луиз Чери, Мердок сумња на то да је мета у ствари био репортер. |                    |                                    |                    |                               |                     |
| 184 | 16                 | Приручник за убиства               | Ворен Сонода       | Пол Ејткен и Роберт Ротенберг | 18. фебруар 2019.   |
| Након објављивања Мердокове и Џулијне књиге, почиње да се дешава читава серија убистава која опонаша догађаје из књиге. |                    |                                    |                    |                               |                     |
| 185 | 17                 | Тама прије свитања (I дио)         | Питер Мичел        | Мери Педерсен                 | 25. фебруар 2019.   |
| Мердок тражи унапређење, а на мјесту гдје се пуши опијум убијен је полицајац приликом рације коју је водио детектив Вотс. |                    |                                    |                    |                               |                     |
| 186 | 18                 | Тама прије свитања (II дио)        | Питер Мичел        | Сајмон Макнаб                 | 4. март 2019.       |
| Мердок сумња на то да инспектор Макворди намјешта убиство Џону, па Бракенрид креће да се обрачунава са корумпираним полицајцем. |                    |                                    |                    |                               |                     |

### Сезона 13 (2019–2020)
CBC Television је 25. марта 2019. је најавила тринаесту сезону Мердокових мистерија, која се састоји од 18 епизода. Премијера ове сезоне била је 16. септембра 2019. Приказивање у САД започело је 25. децембра 2019. на Acorn TV Двјестота епизода Мердокових мистерија прослављена је са Лизом Нортон, Џоном Тенчом, Димитријем Чеповетским, Дејвидом Шторхом и Питером Стебингсом, који су обновили своје улоге као Ема Голдман, Александер Грејам Бел, Никола Тесла, Томас Едисон и Џејмс Пендрик. Колм Фиоре је имао гостујуће понављање у овој сезони као давно изгубљени отац Џорџа Кребтрија - Џорџ Кребтри старији. Ову епизоду режирао је Јаник Бисон.
У 13. сезони серија и даље прати приватни и професионални живот детектива Вилијама Мердока, др. Џулије Огден, инспектора Томаса Бракенрида, полицајаца Џорџа Кребтрија и Хенрија Хигинса-Њусома, као и детектива Левелина Вотса (Данијел Маслани) док се хватају у коштац с највећим мистеријама Торонта, од озбиљних и историјских, до комичних и необичних. Мердок и даље задивљује вјештом детекцијом коју му олакшавају бројне иновације и проналасци, попут направе која мјери црте лица и успоређује их с постојећим полицијским досијеима. Нажалост, његова сумња у начин на који је Вајолет Харт постала мртвозорник и неповјерење у њене мотиве и даље изазива сукобе. Наоружана амбицијом она би могла бити доиста гадан непријатељ Мердоку и др. Огден. Као појачање у станицу долази и специјалног агента Роберт Паркер (Марк Сениор), Афроамериканац и бивши Пинкертонов детектив који се први пут појавио као осумњичени у случају убиства синдикалиста да би на крају помогао у рјешавању злочина.
| Бр. еп. (укупно) | Бр. еп. (у сезони) | Наслов                        | Редитељ            | Сценариста                                        | Премијера           |
| --- | ------------------ | ----------------------------- | ------------------ | ------------------------------------------------- | ------------------- |
| 187 | 1                  | Изазивачи невоља              | Харви Кросленд     | Питер Мичел                                       | 16. септембар 2019. |
| Мердок истражује експлозију на скупу суфражеткиња на којему су судјеловале др. Талбот (Клер Гуз) и Џулија, која резултује смрћу једног човјека. Ефие Њусом охрабрује Џорџа да однесе своју књигу издавачу, иако сумња у њен успех. |                    |                               |                    |                                                   |                     |
| 188 | 2                  | Лоши новчићи                  | Харви Кросленд     | Питер Мичел                                       | 23. септембар 2019. |
| Тoком синдикалних протеста у луци, један је радник убијен. Мердок тражи од Роберта Паркера, да ухвати човјека који је можда видио пуцњаву, али учешће Пинкертоновог детектива открива да је прошли злочин мотив тренутних догађаја. Бракенрид се нађе под притиском управника луке Сесила Венса (Џорџ Масхул) и његовог пријатеља Лионела Армстронга (Мајкл Роудс) који траже већу заштиту полиције. У болници, Џулија се налази у тешкој ситуацији када колега направи озбиљну грешку у операцији.                            |                    |                               |                    |                                                   |                     |
| 189 | 3                  | Заувијек млад                 | Шерен Ли           | Пол Ејткен                                        | 30. септембар 2019. |
| Мердок истражује бизарно убиство младе жене која је нестала деценију раније, а није остарила ни дана.. |                    |                               |                    |                                                   |                     |
| 190 | 4                  | Раскалашени отац              | Јаник Бисон        | Сајмон Макнаб                                     | 14. октобар 2019.   |
| Смрт на скупу инвеститора води Кребтрија до оца којег никад није упознао. А Мердок сумња у њега. |                    |                               |                    |                                                   |                     |
| 191 | 5                  | Мердок и уклета пећина        | Марс Хородиски     | Ноел Жирар                                        | 28. октобар 2019.   |
| Мердок, Огден, Хигинс и Рут крећу на камповање. Али кад стигну на полазну тачку, мјештани у сеоској трговини одвраћају их од излета нејасним изговорима. Авантура у шуми претвара се у причу страве и ужаса кад их почне вребати звијер која је већ убила двојицу. |                    |                               |                    |                                                   |                     |
| 192 | 6                  | Фатална филателија            | Шерен Ли           | Мери Педерсен                                     | 4. новембар 2019.   |
| Кребтри и Паркер долазе на позив у вези са забавом у приватној кући. Кад их виде, гости, сами мушкарци, разбјеже се. На спрату пронађу тијело домаћина Овена Пакстона који је убијен. Док Мердок, Бракенрид и Вотс истражују убиство, откривају да је убијени, страствени скупљач ријетких и вриједних марака, имао хомосексуалне склоности. Мердок се пита да ли је узрок убиства био заљубљени љубавник или његова збирка марака.                                                                                            |                    |                               |                    |                                                   |                     |
| 193 | 7                  | Проблематични Торонто         | Шерен Ли           | Ден Трота                                         | 11. новембар 2019.  |
| Како би повећао приходе Хигинс ради на црно као таксист и превози пијанце, хулигане и, како се чини, једног мртваца. Мердок и Бракенрид жртву идентификују као Била Бруклеса, играча билијара и варалицу са много непријатеља. Вајолет Харт процјењује да га је вјеројатно отровао неки други путник. Каснија убиства наводе Мардока да посумња да су повезани са старим случајем. |                    |                               |                    |                                                   |                     |
| 194 | 8                  | Посљедња завјеса              | Мина Шам           | Сајмон Макнаб                                     | 18. новембар 2019.  |
| Опорављен након тешког рањавања Џон Бракенрид је кренуо у нову, глумачку каријеру. Сјајно је одиграо лукавог детектива у народном позоришту пред Мердоком, др Огден, г. и гђом Бракенрид, Кребтријем и Вотсом. Али након што је у сцени са пуцњавом убијена глумица, позоришна истрага постаје права. |                    |                               |                    |                                                   |                     |
| 195 | 9                  | Смртоносна доза               | Мина Шам           | Мери Педерсен                                     | 25. новембар 2019.  |
| Др Огден сумња да је младу жену која је у тешком стању након пада с балкона неко гурнуо. Док Мердок истражује њену породицу, сазнаје да Џејн наводно болује од хистерије. То потврђује и њен вјереник Сајлас Гетлер (Џон Флеминг)... |                    |                               |                    |                                                   |                     |
| 196 | 10                 | Паркер у ражи                 | Марс Хородиски     | Ден Трота                                         | 6. јануар 2020.     |
| Породица произвођача раженог вискија је брутално убијена осим сина. Мердок позове др Огден да испита јединог преживјелог свједока. Џејкоб Квинкенон (Шон Долан) у шоку је након што је видио убиство породице и није у стању рећи много детаља. Осумњичени указују на локалног рекеташа, двадесетогодишег помоћника у дестилерији и револвераша. Специјални агент, Паркер, одлази на тајни задатак, у нади да ће ухватити убицу(е).                                                                                            |                    |                               |                    |                                                   |                     |
| 197 | 11                 | Слијепо загледани у будућност | Харви Кросленд     | Пол Ејткен, Ноел Жирар, Мери Педерсен и Ден Трота | 13. јануар 2020.    |
| Џејмс Пендрик доводи највеће умове и њихова достигнућа на симпозијум у хотел у Торонту, иако не може да присуствује. Неки од присутних мистериозно нестају (Никола Тесла и Марија Кири), убрзо након што су наручили услугу у соби. Овде није питање ко је то учинио него како је учињено. |                    |                               |                    |                                                   |                     |
| 198 | 12                 | Лов на лисице                 | Крејг Дејвид Валас | Сајмон Макнаб                                     | 20. јануар 2020.    |
| Инспектор Бракенрид и његова супруга позвани су у лов на лисице на имању Бернарда Хелмсвордија (Грејам Катбертсон). Пси су нањушили нешто али умјесто лисице пронашли су тијело мушкарца у свјежем, плитком, гробу. Мердок утврђује да је мушкарац, комшија, убијен прије почетка лова. Осумњичени су ловци на лисице, породица домаћина, група активиста за животиње и, наравно, батлер! У међувремену, Џулија затиче свог комшију како се понаша сумњиво, а његову жену данима није виђена, након што је у он пуцао по ноћи! |                    |                               |                    |                                                   |                     |
| 199 | 13                 | Убиј комшију                  | Крејг Дејвид Валас | Мери Педерсен и Ноел Жирар                        | 27. јануар 2020.    |
| Након што је Реј Хакаби, мрзовољни Мердоков комшија, пронађен мртав, слиједи још непријатности. Честе свађе у прошлости и све бројнији осуђујући докази упућују на то да је убојица Мердок. Његове колеге се труде да докажу његову невиност. |                    |                               |                    |                                                   |                     |
| 200 | 14                 | Ригидна тишина                | Шамим Сариф        | Морин Џенингс                                     | 3. фебруар 2020.    |
| Мердок и др Огден путују у казнионицу у Кингстону на молбу бившег начелника полиције Џајлса, како би истражили сумњиво затворско самоубиство. Будући да је затвореник умро у његовој смјени, замјеник управника Келер сарађује само дјеломично. |                    |                               |                    |                                                   |                     |
| 201 | 15                 | Суђење Теренсу Мајерсу        | Гери Харви         | Пол Ејткен                                        | 10. фебруар 2020.   |
| На тајном суђењу Мердок, Џулија и Бракенрид морају свједочити против Теренса Мајерса. Осрамоћени бивши владин агент оптужен је да је покушао отровати премијера Вилфрида Лорија питом, што он сматра неутемељеним и бесмисленим. |                    |                               |                    |                                                   |                     |
| 202 | 16                 | У женском друштву             | Гери Харви         | Лори Спринг                                       | 17. фебруар 2020.   |
| Власник фризерског салона убијен је изван Мердокове јурисдикције. Џулија, Ефи Њусом и Луиз Чери покушавају да ријеше убиство. |                    |                               |                    |                                                   |                     |
| 203 | 17                 | Ствари из прошлости           | Питер Мичел        | Сајмон Макнаб и Питер Мичел                       | 24. фебруар 2020.   |
| Након убиства преваранта у уличици иза зграда, Вајолет Харт у мртвачници посјећује Џон Ликолн, њен сумњиви познаник из прошлости, тражећи услуге сада али очекује услуге и у наредном периоду. Мердок, који већ сумња у њено поштење, све је забринутији да нешто није у реду и да је она повезана с убиством. Огден кокетира са опасношћу, а Кребтри је отет. |                    |                               |                    |                                                   |                     |
| 204 | 18                 | Будућност није написана       | Питер Мичел        | Сајмон Макнаб и Питер Мичел                       | 2. март 2020.       |
| Након убиства специјалног агента Паркера у Четвртој полицијској станици влада суморно расположење. Бракенрид сматра да је Паркер умро зато што га је он био присиљен отпустити па се заклиње на освету. Мердок је за убиство оптужио Вајолет Харт и намјерава доказати њену кривицу за тај и друге злочине. Али будући да нема конкретне доказе, него само индиције, њен адвокат Ефие Њусом захтијева пуштање из притвора. Кребтри је још увијек таоц, а Вотсова будућност је у опасности.                                     |                    |                               |                    |                                                   |                     |

### Сезона 14 (2021)
Четрнаеста сезона серије "Мердокове мистерије" најављена је 12. маја 2020. Због проблема изазваних пандемијом ковида 19 ова сезона има 11 епизода. Ovation је, у САД, 14. сезону емитовао 20. фебруара 2021., а Acorn TV, 2. априла 2021. Ове сезоне се враћају Питер Келеган, Питер Стебингс и Метју Бенет у улози Теренса Мајерса, Џејмса Пендрика и Алана Клега, са Јаником Бисоном који режира прве двије епизоде од укупно једанаест епизода.
На почетку 14. сезоне детектив Мердок наставља свој иновативни детективски рад уз несебичну подршку супруге, свестране др. Џулије Огден, чак и након што га истрага одведе до члана породице за којег није знао. Брак инспектора Бракенрида је опет је на проби, а вези полицајца Кребтрија са Ефи пријети потенцијално опасан уљез. Није лако ни полицајцу Хигинса јер је Рут трудна. Тајна љубав детектива Вотса наилази на неодобравање, а јавна веза Вајолет Харт с богатим плејбојем изазива саблазан. У новој сезони Мердок упознаје Чарлија Чаплина, Стена Лорела и Бастера Китона.
| Бр. еп. (укупно) | Бр. еп. (у сезони) | Наслов                      | Редитељ      | Сценариста | Премијера         |
| --- | ------------------ | --------------------------- | ------------ | --- | ----------------- |
| 205 | 1                  | Мердок и скитница           | Јаник Бисон  | Сајмон Макнаб                                                                                                   | 4. јануар 2021.   |
| Неко је убијен у водвиљској заједници. Мердок сумња да је права мета Чарли Чаплин. Током истраге сусреће и комичаре Бастера Китона и Стена Лорела.                                                                                           |                    |                             |              | |                   |
| 206 | 2                  | Грубо и падање              | Јаник Бисон  | Питер Мичел | 11. јануар 2021.  |
| Бракенридов млађи син, Боби, оптужен је за убиство, а инспектор одбија да му Мердок и Вотс помогну да га ослободи кривице... |                    |                             |              | |                   |
| 207 | 3                  | Шифра М за Мердока          | Гери Харви   | Пол Ејткен | 18. јануар 2021.  |
| Агент канадске владе Теренс Мајерс обавјештава Мердока да је његовог пријатеља, научника/предузетника Џејмса Пендрика, отео амерички агент Алан Клег након важног открића.                                                                   |                    |                             |              | |                   |
| 208 | 4                  | Ударна вриједност           | Руба Нада    | Морин Џенингс                                                                                                   | 25. јануар 2021.  |
| На универзитетском кампусу пронађен је младић који је страдао од струјног удара. Рјешавајући случај Мердок открива контроверзно истраживање на универзитету...                                                                               |                    |                             |              | |                   |
| 209 | 5                  | Чекирано убиство            | Мина Шам     | Ноел Жирар | 1. фебруар 2021.  |
| Мердоков и Џулијин романтични викенд претвара се у истрагу јер је убијен гост пансиона у којем се одмарају. У међувремену, у станици, полицајци Хигинс и Кребтри истражују обезглављивање младе жене.                                        |                    |                             |              | |                   |
| 210 | 6                  | Министарство врлине         | Мина Шам     | Кристина Реј | 8. фебруар 2021.  |
| Након самоубиства блуднице Мердок посумња у убиство и криминалне послове повезане с уговореним браковима... |                    |                             |              | |                   |
| 211 | 7                  | Мердокова соба за бјекство  | Ворен Сонода | Пол Ејткен | 15. фебруар 2021. |
| Заробљени у собама с компликованим замкама, Мердок, Џулија, Бракенрид и Кребтри морају побјећи или их чека страшна смрт. У међувремену детектив Вотс и Луиз Чери истражују убиство од прије годину дана које је повезано са Ралфом Фелоусом. |                    |                             |              | |                   |
| 212 | 8                  | Доминион Нови јужни Мимико  | Руба Нада    | Сајмон Макнаб                                                                                                   | 22. фебруар 2021. |
| Мердок и Вотс су позвани на старо имање Њусомових, гдје је Руперт Њусом прогласио цијело подручје сувереном земљом и тражи од њих двојице да помогну у рјешавању убиства.                                                                    |                    |                             |              | |                   |
| 213 | 9                  | Калибар .38 Мердок специјал | Шерон Луиз   | Сајмон Макнаб и Калих Бахус                                                                                     | 1. март 2021.     |
| Мердокова истрага убиства у наркоманској јазбини испреплеће се с Бракенридовом потрагом за Номиним пријатељем... |                    |                             |              | |                   |
| 214 | 10                 | Све је уништено (I дио)     | Питер Мичел  | Питер Мичел (прича), Пол Ејткен, Сајмон Макнаб, Ноел Жирар, Кристина Реј и Калих Бахус (прилагођено телевизији) | 8. март 2021.     |
| Кад пронађу тијело жене растопљено у бурету лужине, Мердок се плаши да је жену из његове прошлости ухватила злочиначка организација... |                    |                             |              | |                   |
| 215 | 11                 | Све је уништено (II дио)    | Питер Мичел  | Питер Мичел (прича), Пол Ејткен, Сајмон Макнаб, Ноел Жирар, Кристина Реј и Калих Бахус (прилагођено телевизији) | 15. март 2021.    |
| Док се опоравља од открића да има малог сина, Мердок покушава осветити убиство Ане Фалфорд... |                    |                             |              | |                   |

### Сезона 15 (2021-2022)
CBC Television је, 2. јуна 2021. званично најавила 15. сезону Мердокових мистерија, која се састоји од 24 епизоде. Премијерно је приказана на CBC Television 13. септембра 2021. Ова сезона има посебне епизоде за Ноћ вјештица и Божић. Најављен је и повратак ликова Теренса Мајерса и бившег начелника полиције Персивала Џајлса. Продукцију серије радио је Shaftesbury Films у сарадњи са CBC Television, TV Studio Global Entertainment и UKTV. Снимање је почело у мају 2021. Серија је снимана на локацијама у спомен парку Вудлон, Гвелфу, Кингстону и Питербору. Због пандемије ковида 19 снимање је вршено уз све мјере предострожности, а на самом сетовима вршено је тестирање и по неколико пута дневно. 
Поред стандарне глумачке, своје улоге су обновили Питер Келеган (Теренса Мајерс), Сара Свајр (тумачи два лика - луде сетре Ернест), Алекс Пакстон-Бизли (Фреди Пинк), Клер Маконел (Ефи Њусом). Као гостујуће звијезде ту су глумци Питер Шинкода и Зоји Дојл, Морган Дејвид Џоунс и Сабрина Грдевич. Мању камео улогу имао је тренер Торонто Репторса, Ник Нерс који се појављује у 16. епизоди ове сезоне под називом Чудесна игра. који глуми помоћника у свлачионици. Занимљиво је да у једном тренутку Нерс сугерише Мердоку да своју кошаркашку екипу назове Репторси.
У 15. сезони детектив Мердок путује у Монтреал гдје се нада да ће пронаћи и заштитити свог сина Харија од банде Црна рука. Бракенридов син Боби је побјегао из затвора и налази се у бјекству након убиства у Кингстон Пену; Кребтри се налази у компромитујућој ситуацији док настоји да ослободи Ефи од њених отмичара; Вајолет Харт истражује занимљив начин опхођења са својим старијим супругом; и Вотс, још увек уплетен у незакониту аферу, наилази на потпуно нова мистериозна убиства. Мердок ће присуствовати и неким историјским догађајима попут оснивања Националног удружења за напредак обојених људи.
| Бр. еп. (укупно) | Бр. еп. (у сезони) | Наслов                                   | Редитељ            | Сценариста | Премијера           |
| --- | ------------------ | ---------------------------------------- | ------------------ | --- | ------------------- |
| 216 | 1                  | Ствари које радимо због љубави, (I дио)  | Ти Ви Пикак        | Питер Мичел | 13. септембар 2021. |
| Детектив Мердок креће у потрагу за својим сином (потомка за кога је скоро сазнао) Харија до Монтреала. Поред тога што је открио да има сина, сазнао је да је и његова бивша љубав Ана Фалфорд (која је и Харијева мајка), заправо жива. Ана је лажирала сопствену смрт да би побјегла од немилосрдне злочиначке организације Црна рука. По доласку у Монтреал, Мердок долази у контакт са младим полицајцем који је уједно и његов обожавалац. Они крећу у потрагу за Харијем и Аном, са истим жаром који је Мердок имао са својим најближим сарадником полицајцем Кребтријем, чак је у једном моменту инстиктивно узвикнуо: "Шта имаш, Џорџ?". Мердок успијева да пронађе Харија. Нажалост Мердок и Хари су заробљени заједно са Мердоковом пријатељицом из дјетињства Фреди Пинком. Од ње је Мердок затражио помоћ прије свог доласка у Монтреал, а она му открива да је она помогла Анино бјекство. Након што су убице из организације Црна Рука ухватиле њу и Харија, Фреди смишља план за бјекство који укључује и Мердока који треба да им се придружи у заробљеништву. Она претпоставља, и то са правом, да их само Мердок може ослободити што он и успијева уз помоћ сина Харија. Фреди Пинк истиче да су мушкарци из породице Мердок сјајан тим. У међувремену, у Торонту, Џорџ Кребтри је пао у канџе потпуно лудих сестара Ернест, Амелије и Дороти (обе улоге тумачи глумица Сара Свајр). Оне приморавају Кребтрија да се ожени са Амелијом пријетећи му да ће оставити Ефи у заробљеништву. Из страха за Ефи, Кребтри пристаје да се ожени Амелијом у замјену сестре Ернест требају да пусте Ефи на слободу. Непосредно пред одлазак у цркву Кребтри моли Хигинса за помоћ. Др Огден се вратила у болницу. Њен претпостављени, др Форбс, даје јој задатак да оперише пацијента, богатог донатора, који има тумор на мозгу. у почетку, Огден протествује због процедуре, признајући да се ту мало шта може урадити осим да се ублажи нелагода. Али након разговора са супругом пацијента, она операцији приступа са више ентузијазма. Инспектор Бракенрид се носи са посљедицама које носи бјекство његовог сина Бобија из затвора. Боби је побјегао, након што је у тучи са другим затвореником завршио у затворској амбуланти. И док су Бобијеве повреде лаке што му омогућује бјекство из затвора његов противник је услијед повреда преминуо. Бракенрид унајмљује пар бивших криминалаца да пронађу Бобија, што оно успјешно раде. Извјештавају га да се Боби, у возу за Торонто, хвалио да је убио човјека. Госпођа Вајолет Карамајкл се бави својим браком са богаташем Артуром Кармајклом који је у кризи. У жељи да му се освети због третмана према њој, коју план да на основу састављених правних докумената пренесе огромне количине богатства њеног мужа на њу, а затим легално врати своје девојачко презиме Харт. Детектив Вотс истражује смрт и прерану кремацију младе Јапанке. Њени родитељи, Хакури и Јуа Накамура, криве мужа Џека Ларкина за којег тврде да дје жртву злостављао. Муж тврди да је невин за њену смрт а алиби му је његова љубавница. Како Вотс није открио довољно доказа није у могућност да задржи у притвору Ларкина. Убрзо након што је пуштен из притвора Ларкин умире. |                    |                                          |                    | |                     |
| 217 | 2                  | Ствари које радимо због љубави, (II дио) | Ти Ви Пикак        | Питер Мичел | 27. септембар 2021. |
| Да би спасио своју бившу љубав и свог сина, Мердок склапа ризичан договор са сљедбеником Црне руке. Фреди Пинк прати Ану Фалфорд и њеног сина Харија у Енглеску, да би што безбједније стигли на одредиште. Полицајац Џорџ Кребтри, сада ожењен Амелијом Ернст, објашњава своју невољу његовој трауматизованој девојци Ефи Њусом. Џорџ предлаже да изађу како би своју нову жену представио свијету. Амелија и Џорџ излазе у пратњи Ефи и Дороти. Након што су ушли у Четврту полицијску станицу, Дороти препознаје полицајца Хенрија Хигинса као свештеника који је вјенчао Џорџа и Амелију и бјежи док је Амелија ухваћена и ухапшена. У међувремену, инспектор Бракенрид и детектив Вотс истражује убиство Џека Ларкина. Сумња пада на Хакури и Јуа Накамура, који су окривили Ларкина да је наводно убио њихову ћерку Минори, и њиховог сина Кеиџија. Бракенрид одлучује да да изјаву за новине у којој говори да су све троје Накамура криви, не би ли извукао Минори за коју сматра да је жива. Докази сугеришу да би то могла бити истина посебно након што мртвозорник Вајолет Харт уз помоћ др Огден открије да су закопане кости за коју су родитељи Минори тврдили да су њене заправо свињске. Испоставља се да је Минори заправо жива и да је она сама убила Џека Ларкина након што је претрпела физичко и психичко злостављање. Бракенрид ипак пријављује убиство уз препоруку да се буде попустљив према Минори. Др Огден је након ризичне операције, која је у почетку дјеловала да је прошла добро, изгубила пацијента којег жали. Госпођица Харт, која је раније везала свог мужа Артура Карамајкла за софу, нуди му промјену коју он прихвата. Бивши криминалци Фероу и Болом које је инспектор Бракенрид унајмио да пронађу његовог сина се састају са њим и саопштавају му да су пронашли његовог сина. Умјесто да пође до свог сина Бобија он га оставља да се брине сам за себе, а Фероу и Болу исплаћује награду. |                    |                                          |                    | |                     |
| 218 | 3                  | Потјера                                  | Јаник Бисон        | Пол Ејткен | 4. октобар 2021.    |
| Бивши начелник полиције Џајлса бјежи из затвора. |                    |                                          |                    | |                     |
| 219 | 4                  | Крв на прузи                             | Јаник Бисон        | Ноел Жирар | 11. октобар 2021.   |
| Када им воз искочи из шина, др Огден и инспектор Бракенрид сумњају да је у питању саботажа да би се сакрило убиство. |                    |                                          |                    | |                     |
| 220 | 5                  | Љубав или новац                          | Шерон Луиз         | Ноел Жирар | 18. октобар 2021.   |
| Мердок истражује убиство даме, а Кребтријева тетка је главни осумњичени. |                    |                                          |                    | |                     |
| 221 | 6                  | Знам шта сте радили прошле јесени        | Крејг Дејвид Валас | Сајмон Макнаб | 25. октобар 2021.   |
| На Ноћ вјештица, Мердок прогања убицу обученог као кловн који терорише младе парове. |                    |                                          |                    | |                     |
| 222 | 7                  | Непоправљива др Огден                    | Крејг Дејвид Валас | Кристина Реј | 1. новембар 2021.   |
| Да би ријешио смрт затвореника, Мердок шаље др Огден на тајни задатак у женски поправни дом. |                    |                                          |                    | |                     |
| 223 | 8                  | Мердок зна најбоље                       | Дон Маккатчен      | Сајмон Макнаб | 8. новембар 2021.   |
| Док истражују убод ножем, Мердок и Бракенрид нехотице откривају скривени цивилни живот шпијуна Теренса Мајерса. |                    |                                          |                    | |                     |
| 224 | 9                  | Дама која нестаје                        | Шерон Луиз         | Сајмон Макнаб | 15. новембар 2021.  |
| Мердок започиње истрагу након што је Хигинс нестао док је истраживао киднаповање своје снахе. |                    |                                          |                    | |                     |
| 225 | 10                 | Исцртан крвљу                            | Дон Маккатчен      | Калих Бахус | 22. новембар 2021.  |
| Мердок сумња да је убиство опаког, сатиричног карикатуристе повезано са градском политиком. |                    |                                          |                    | |                     |
| 226 | 11                 | Ноћ прије Божића                         | Лори Линд          | Пол Ејткен | 29. новембар 2021.  |
| Божић дектектива Мердока и друштва на идиличном сеоском имању постаје потенцијално смртоносан. |                    |                                          |                    | |                     |
| 227 | 12                 | Има нешто у вези Мери                    | Дон Сороколит-Берк | Калих Бахус; Керол Хај; Ниша Кан | 3. јануар 2022.     |
| Мeрдок истражује сумњиву смрт позоришног менаџера након одласка Мери Пикфорд. |                    |                                          |                    | |                     |
| 228 | 13                 | Мердок на каучу                          | Еленаора Линдо     | Пол Ејткен; Сајмон Макнаб | 10. јануар 2022.    |
| Када детектив Мердок истражује мистериозну смрт колеге Зигмунда Фројда, од њега добија неочекивану психоанализу. |                    |                                          |                    | |                     |
| 229 | 14                 | Вјештице из Источног Јорка               | Боседе Вилијамс    | Кристина Реј | 17. јануар 2022.    |
| Мердок је ухапсио човјека који је покушао да убије жену за коју је тврдио да је вјештица. Убрзо након тога он мистериозно умире у притвору. |                    |                                          |                    | |                     |
| 230 | 15                 | Ровхајд Ралф                             | Боседе Вилијамс    | Питер Мичел | 24. јануар 2022.    |
| Мердоков син Хари је из интерната дошао да посјети др Огден и Мердока, које отима осветољубиви непријатељ. |                    |                                          |                    | |                     |
| 231 | 16                 | Чудесна игра                             | Кет Хусткик        | Морин Џенингс | 31. јануар 2022.    |
| Добротворна кошаркашка утакмица постаје суморна за Мердока и његове колеге након што је убијен пријатељ проналазача игре. |                    |                                          |                    | |                     |
| 232 | 17                 | Крвна лоза                               | Рама Рау           | Калих Бахус | 21. фебруар 2022.   |
| Вајолет Харт истражује погибију демонстранта на протесту за права црнаца. |                    |                                          |                    | |                     |
| 233 | 18                 | Патриотске игре                          | Џенифер Љао        | Сајмон Макнаб и Џенифер Ли | 28. фебруар 2022.   |
| Мердок истражује убиство јапанског шпијуна пронађеног у подруму једне корејске породице. |                    |                                          |                    | |                     |
| 234 | 19                 | Брате, можеш ли поштиједети злочин       | Јури Јакубив       | Ниша Кан | 7. март 2022.       |
| Мeрдок сумња да је неко у кампу скитница опљачкао и убио младу жену. |                    |                                          |                    | |                     |
| 235 | 20                 | Пендриков планетарни салон               | Џенифер Љао        | Пол Ејткен | 14. март 2022.      |
| Мердок истражује након што је убиство пренијето преко новог изума Џејмса Пендрика. |                    |                                          |                    | |                     |
| 236 | 21                 | Ђавоља музика                            | Тајрон Томи        | Андреа Скот | 21. март 2022.      |
| Мердок истражује убиство музичара чија је смрт описана у блуз пјесми. |                    |                                          |                    | |                     |
| 237 | 22                 | Слатка Амелија                           | Елзбет Макал       | Моли Клејтон и Питер Мичел | 28. март 2022.      |
| Након што се ментално поремећена отмичарка Џорџа Кребтрија, Амелија, преда, он се припрема за невоље. |                    |                                          |                    | |                     |
| 238 | 23                 | Плати гајдаша                            | Питер Мичел        | Прича: Пол Ејткен; Сајмон Макнаб; Ноел Жирар; Кристина Реј; Калих Бахус Прилагођено телевизији: Сајмон Макнаб; Ноел Жирар; Кристина Реј; Калих Бахус  | 4. април 2022.      |
| Опасност се приближава након што је убијен Мердоков двојник. Мердок мора да пронађе убицу, прије него што он пронађе њега. |                    |                                          |                    | |                     |
| 239 | 24                 | Блиски сусрети                           | Питер Мичел        | Прича: Пол Ејткен; Сајмон Макнаб; Ноел Жирар; Кристина Реј; Калих Бахус Прилагођено телевизији : Сајмон Макнаб; Ноел Жирар; Кристина Реј; Калих Бахус | 11. април 2022.     |
| Док се скрива са својом породицом, Мердок покушава да открије ко је убица. |                    |                                          |                    | |                     |

### Сезона 16 (2022–2023)
Шеснаеста сезона серије Мердокове мистерије, која се састоји од 24 епизоде званично је најављена 1. јуна 2022. У овој сезони јубиларна 250 епизода је снимана у црно-бијелој техници. Џеси Лаверкомб је поновио улогу Џека Вокера у дводијелној премијери сезоне. Јаник Бисон је режирао трећу и четврту епизоду. У трећој епизоди се појављују три позната књижевника: Радјард Киплинг, Луси Муд Монтгомери и Идит Вортон. У петој епизоди појављују се Вилијам С. Харли и Артур Дејвидсон након што им други проналазач краде идеје за мотоцикле. Брајан Пол, Питер Келеган, Џон Тенч и Метју Бенет поновили су своје улоге премијера Вилфрида Лорија, Теренса Мајерса, Александера Грејама Бела и Алана Клега, при чему је ово последње појављивање Бенета. Такође ово је завршна сезона за Џејмса Грејема као Артура Кармајкла. Канадски спринтер и шестоструки освајач олимпијских медаља Анде де Грас појављује се у серији (уједно је то и његово прво појављивање као глумца) у улози продавача који се хвали да умије брзо да трчи. У четрнаестој епизоди Питер Стебингс се појављује у својој улози Џејмса Пендрика заједно са канадским астронаутом Крисом Хедфилдом који глуми стручњака за ракете у предвечерје Халејеве комете.
| Бр. еп. (укупно) | Бр. еп. (у сезони) | Наслов                                       | Редитељ            | Сценариста                  | Премијера           |
| --- | ------------------ | -------------------------------------------- | ------------------ | --------------------------- | ------------------- |
| 240 | 1                  | Понекад се враћају, први дио                 | Гари Харви         | Питер Мичел                 | 12. септембар 2022. |
| Кребтри одустаје од својих брачних планова након пророчанства. Мердок истражује бизарно убиство двојице гробара. |                    |                                              |                    |                             |                     |
| 241 | 2                  | Понекад се враћају, други дио                | Гари Харви         | Питер Мичел                 | 19. септембар 2022. |
| Кад Мердок посумња да Вајолет Харт лаже о очевој смрти и да се догађа нешто мутно, запажања др. Огден о њезину лукавом понашању поткрепљују његове тврдње. |                    |                                              |                    |                             |                     |
| 242 | 3                  | Права ствар                                  | Јаник Бисон        | Дерек Шрајер                | 26. септембар 2022. |
| Након убиства писца на књижевном скупу, под Мердокову лупу долазе Радјард Киплинг, Луси Муд Монтгомери и Идит Вортон. |                    |                                              |                    |                             |                     |
| 243 | 4                  | Обећавајуће младе даме                       | Јаник Бисон        | Ноел Жирар                  | 3. октобар 2022.    |
| Бурлескна представа у салону Вајолет Харт коју изводи Нина Блум, Кребтријева бивша дјевојка, одушевљава публику. Хигинс и остали полицајци желе јој присуствовати. Али кад у близини пронађу убијеног госта, истрага доведе до неочекиваног поновног окупљања.                                                              |                    |                                              |                    |                             |                     |
| 244 | 5                  | Мотоциклиста у провалијији                   | Џејсон Фурукава    | Сајмон Макнаб               | 10. октобар 2022.   |
| Мердок сумња на злочин кад се љубитељ мотоцикала стрмоглави у смрт с литице приликом демонстрацијске вожње свог супербрзог возила. Његову истрагу помажу механичари Вилијам Харли и Артур Дејвидсон. |                    |                                              |                    |                             |                     |
| 245 | 6                  | Чисте руке                                   | Ерик Макормак      | Андреја Скот                | 17. октобар 2022.   |
| Подучавајући на сеоској клиници, др. Огден је изненађена кад онамо доведу и оставе тешко озлијеђеног човјека који умре, но Мердок утврђује да је узрок озљеда од ударца тупим предметом. Док истражују убиство у затвореној менонитској колонији, Мердок и др Огден облаче се у обичну одјећу и иду на тајни задатак.       |                    |                                              |                    |                             |                     |
| 246 | 7                  | Мердок и пробијање звучног зида              | Дон Сороколит-Берк | Пол Ејткен                  | 24. октобар 2022.   |
| Неколико сати пре тајне посјете предсједника Тафта, Теренс Мејерс уплиће Мердока у експеримент који је пошао по злу. Пријављена је сумњива смрт, свједок спомиње необичне визије, а Џулија прима бројне пацијенте који тврде да су видјели духове.                                                                          |                    |                                              |                    |                             |                     |
| 247 | 8                  | Још увијек знам шта сте радили прошле јесени | Дон Сороколит-Берк | Сајмон Макнаб               | 31. октобар 2022.   |
| Годину дана након 'тинејџерских' убистава од стране кловна убице, бестселер Луиз Чери о том догађају екранизован је, а Џулија је присутна на сету снимања гдје се упознаје с поступком. Мердок истражује брутално убиство глумице убијене пред камером током снимања овог филма.                                            |                    |                                              |                    |                             |                     |
| 248 | 9                  | Медени месец у Хемпширу                      | Лори Линд          | Дерек Шрајер                | 7. новембар 2022.   |
| Кребтри и Ефи на меденом мјесецу у Енглеској, да нису добили обећану хотелску собу. Надајући се да ће госте у сусједној соби наговорити на замјену, проналазе мушкарца на кревету, и то мртвог. Мердок истражује очигледно самоубиство.                                                                                     |                    |                                              |                    |                             |                     |
| 249 | 10                 | Смртоносни замах                             | Лори Линд          | Калих Бахус                 | 14. новембар 2022.  |
| Јутро након што је др. Огден судјеловала на атлетском митингу најавивши планове да женски тим одведе на Олимпијске игре 1912. у Стокхолму, тренер проналази једног од атлетичара мртвог на терену. Мердок истражује убиство врхунског спортисте који је прободен копљем, док Вајолет Харт и Артур планирају смрт њеног оца. |                    |                                              |                    |                             |                     |
| 250 | 11                 | Мртав по доласку                             | Елзбет Макал       | Питер Мичел                 | 21. новембар 2022.  |
| Изненадна смрт кључног свједока оставља Мердока физички несређеног. |                    |                                              |                    |                             |                     |
| 251 | 12                 | Порцеланска статуа                           | Елзбет Макал       | Сајмон Макнаб               | 2. јануар 2023.     |
| Хигинс тражи Вотсову помоћ након што је забрљао курирску испоруку статуе коња за неке веома опасне и насилне људе. |                    |                                              |                    |                             |                     |
| 252 | 13                 | Освета чини човјека                          | Јури Јакубив       | Андреја Скот                | 9. јануар 2023.     |
| Мердок мора да докаже Бракенридову невиност када му осветољубиви непријатељ намјешта убиство. |                    |                                              |                    |                             |                     |
| 253 | 14                 | Мердок на крају свијета                      | Џејсон Клут        | Пол Ејткен                  | 16. јануар 2023.    |
| Мердок истражује убиство пророка у предвечерје Халејеве комете. |                    |                                              |                    |                             |                     |
| 254 | 15                 | Разбијање редова                             | Глорија Ким        | Џули Лејси                  | 23. јануар 2023.    |
| Мердок сумња на малверзације и убиство у очигледном дављењу војног регрута. |                    |                                              |                    |                             |                     |
| 255 | 16                 | Сметња која се може избјећи                  | Морина Џенингс     | Глорија Ким                 | 6. фебруар 2023.    |
| Мердока у једној уличици у ћошак сатјера бивши пријатељ из логора за дрвосјече Лео О`Рурк. Управо пуштен на слободу након 32-годишње робије због убиства, Лео тражи од Мердока да докаже његову невиност. |                    |                                              |                    |                             |                     |
| 256 | 17                 | Балада о џентлмену Џонсу                     | Naben Ruthnum      | Рама Рау                    | 13. фебруар 2023.   |
| Мердок сумња да су мета убице скитнице и ангажује Вотса да оде на тајни задат у скитнички камп са Кребтријем. |                    |                                              |                    |                             |                     |
| 257 | 18                 | Врлина и порок                               | Кејти Боланд       | Кристина Реј                | 20. фебруар 2023.   |
| Мердок истражује убиство угледног трговца умјетнинама који је имао илегалну продају порнографских цртежа. |                    |                                              |                    |                             |                     |
| 258 | 19                 | Шта се десило са Ебигејл Прескот             | Џенифер Љао        | Калих Бахус                 | 27. фебруар 2023.   |
| Да би доказао невиност др Огден у вези смрти одборникове жене, Мердок осветнички прогони политичара. |                    |                                              |                    |                             |                     |
| 259 | 20                 | Само слаткиши                                | Џенифер Љао        | Ноел Жирар                  | 6. март 2023.       |
| Скоро ослобођен кривице, Огден је умијешана у убиство управника. |                    |                                              |                    |                             |                     |
| 260 | 21                 | Убиство у Ф-дуру                             | Гари Харви         | Ноел Жирар                  | 20. март 2023.      |
| Када је директор нове симфоније у Торонту убијен, Мердок сумња да су одговорни љубоморни музичари. |                    |                                              |                    |                             |                     |
| 261 | 22                 | Мириси и сензибилитет                        | Гари Харви         | Џени Ли                     | 27. март 2023.      |
| Кребтри и Ефи присуствују скандалозном вјенчању припадника високог друштва Патрика Бранча и умјетничког модела Анђеле Хол, кад се невјеста изненада сруши и премине током церемоније. Мердок сумња да је отрована њеним парфемом.                                                                                           |                    |                                              |                    |                             |                     |
| 262 | 23                 | Дуги опроштај, први дио                      | Питер Мичел        | Сајмон Макнаб и Калих Бахус | 3. април 2023.      |
| Мердокову истрагу убиства полицајца омете уплитање Бракенридова претјерано ревносног замјеника. |                    |                                              |                    |                             |                     |
| 263 | 24                 | Дуги опроштај, Други дио                     | Питер Мичел        | Питер Мичел и Ноел Жирар    | 10. април 2023.     |
| Мердок је вратио своју значку згађен упитном тактиком и прекомјерним овластима инспектора Едвардса, који је замијенио Бракенрида. Истодобно, Вотс чами у ћелији, штрајкајући глађу. |                    |                                              |                    |                             |                     |

### Сезона 17 (2023–2024)
ЦБЦ је 1. јуна 2023, објавио њихов јесењи распоред, који је укључивао седамнаесту сезону Мердокових мистерија са двадесет четири епизоде.
Кристен Томсон игра сликарку Емили Кар, која је осумњичена за убиство, у трећој епизоди. Пета епизода је годишњи специјал за Ноћ вјештица, у којем Џулија сања да се Џејмс Гилис (којег глуми Мајкл Ситер) вратио. Девета епизода је традиционална божићна епизода, која укључује параду. Једанаеста епизода бавила се Хајлендским играма по сценарију Морин Џенингс, са гостујућим глумцима Р. Х. Томпсон и Јаном д. Кларком који глуме Шкоте из различитих кланова. Обојица су глумила у серији Пут за Авонли. У тринаестој епизоди се враћају Колм Фиор као Џорџ Кребтри Старији и Сара Свајр као Дороти Ернст. Канадска ауторка Маргарет Атвуд гостује као Лорен Квинел, орнитолог аматер у петнаестој епизоди. Тед Атертон, гостује у шеснаестој епизоди као проповедник Џими Вајлд, који је играо заједно са Јаником Бисоном у две ТВ серије. Питер Келеган се враћа у седамнаестој епизоди, као Теренс Мајерс, након што се кандидат за премијера, Роберт Борден, нашао у опасности. Келганова супруга, Лија Пинсент, понавља своју улогу шведске шпијунке и супруге Теренса Мајера, Лауре Солнер. Двадесет друга епизода је први мјузикл у серији.
| Бр. еп. (укупно) | Бр. еп. (у сезони) | Наслов                       | Редитељ        | Сценариста                | Премијера          |
| --- | ------------------ | ---------------------------- | -------------- | ------------------------- | ------------------ |
| 264 | 1                  | Уради праву ствар, први дио  | Лори Линд      | Питер Мичел               | 2. октобар 2023.   |
| Након што су Мeрдок и др Огден киднаповани, новоименованом инспектору Кребтрију први посао је да их пронађе.                                  |                    |                              |                |                           |                    |
| 265 | 2                  | Уради праву ствар, други дио | Лори Линд      | Питер Мичел               | 9. октобар 2023.   |
| Не слажући се око око ослобађања убице и да би спасили своју ћерку, Мердок и Огден отимају јавну личност да би се суочили са правдом.         |                    |                              |                |                           |                    |
| 266 | 3                  | Мердок и Мона Лиза           | Глорија Ким    | Ноел Жирар                | 16. октобар 2023.  |
| Када осумњичени за крађу Мона Лизе буде убијен, Мердокова истрага води до умјетнице Емили Кар.                                                |                    |                              |                |                           |                    |
| 267 | 4                  | Дно бурета                   | Јури Јакубив   | Кристина Реј              | 23. октобар 2023.  |
| Мердок сумња да је убиство мушкарца у бару са остригама повезан са бившим случајем проститутки које су продате у брак.                        |                    |                              |                |                           |                    |
| 268 | 5                  | Станица ужаса                | Јаник Бисон    | Сајмон Макнаб             | 30. октобар 2023.  |
| Након што је пожељела механичку гатару, Џулија Огден се спушта у кућу ужаса у којој је жив психопата Џејмс Гилис                              |                    |                              |                |                           |                    |
| 269 | 6                  | Смрт због просвјетљења       | Глорија Ким    | Кери Ференц               | 6. новембар 2023.  |
| Огден, Вотс и Ефи присуствују медитацијском одмору који води харизматични вођа када други гост мистериозно умире.                             |                    |                              |                |                           |                    |
| 270 | 7                  | Кул милион                   | Гари Харви     | Сајмон Макнаб             | 13. новембар 2023. |
| Неколико дана прије велике коњске трке, Мердок истражује намјерно убиство шампионског коња шампиона који је био фаворит за победу.            |                    |                              |                |                           |                    |
| 271 | 8                  | Колиба у шуми                | Шерон Луис     | Калих Бахус               | 20. новембар 2023. |
| У шуми, Огден, Харт, Ефи и Чери наилазе на групу дјевојака авантуристкиња, а њиховог вођу је убио лудак.                                      |                    |                              |                |                           |                    |
| 272 | 9                  | Божићна листа                | Кејти Боланд   | Калих Бахус и Питер Мичел | 27. новембар 2023. |
| 273 | 10                 | Комшилук госпође Кребтри     | Кејти Боланд   | Џени Ли                   | 1. јануар 2024.    |
| Мердок истражује убиство власника локалне грађевинске компаније које се десило у берберници.                                                  |                    |                              |                |                           |                    |
| 274 | 11                 | Тежак догађај                | Елинор Линдо   | Морин Џенингс             | 8. јануар 2024.    |
| Мердокова истрага о убиству шкотске плесачице на Хајлендским играма открива стара ривалства кланова.                                          |                    |                              |                |                           |                    |
| 275 | 12                 | Точак лоше среће             | Елинор Линдо   | Андреја Скот              | 15. јануар 2024.   |
| Након што је уз тијело пронађено у уличици пронађена и тарот карта смрти, Мердок посумња да је злочин повезан с једним оспораваним догађајем. |                    |                              |                |                           |                    |
| 276 | 13                 | Воз за нигдје                | Елзабет Маккол | Салима Наваз              | 22. јануар 2024.   |
| Када Кребтри путује на сјевер како би пронашао свог одбјеглог оца, проналази мртвог полицајца и заједницу људи који су одбачени од друштва.   |                    |                              |                |                           |                    |
| 277 | 14                 | Мирис узбуне                 | Гари Харви     | Кери Ференц               | 29. јануар 2024.   |
| Када Мердок истражује бизарну смрт научника, чини се да је оружје можда био рој пчела.                                                        |                    |                              |                |                           |                    |
| 278 | 15                 | Мердок и благо Лиме          | Казхмир Дауни  | Ноел Жирар                | 5. фебруар 2024.   |
| Након што је с Мердоком отишао на сјевер у потрази за златом Инка и убицом, Вотс је отет.                                                     |                    |                              |                |                           |                    |
| 279 | 16                 | Свештеник Џими Вајлд         | Крејг Волас    | Питер Мичел               | 12. фебруар 2024.  |
| Мердок сумња да је изненадна смрт човјека приликом читања јеванђеља повезана са ватреним шарлатанским проповједником и часном сестром.        |                    |                              |                |                           |                    |
| 280 | 17                 | Фантастични господин Фокс    | Џејсон Клут    | Џејсон Вајтинг            | 19. фебруар 2024.  |
| Мердок помаже Теренсу Мајерсу у истрази над водећим кандидатом за премијера, након убиства његовог отпуштеног сарадника.                      |                    |                              |                |                           |                    |
| 281 | 18                 | Дух у ноћи                   | Лори Линд      | Кристина Реј              | 26. фебруар 2024.  |
| Мердок истражује убиство у близини гробља, а изјаве свједока наводе да је убица крвава женска утвара.                                         |                    |                              |                |                           |                    |
| 282 | 19                 | Изненађујућа веза            | Џенифер Љао    | Кери Ференц               | 4. март 2024.      |
| Када се у њеној новоотвореној женској болници појави мистериозна болест, др Одген је принуђена да је стави у карантин.                        |                    |                              |                |                           |                    |
| 283 | 20                 | Крвава рапсодија             | Елзабет Маккол | Кристина Реј              | 11. март 2024.     |
| Мердок истражује убиство композитора у успону док Бракенрид проналази нови хоби - виолончело.                                                 |                    |                              |                |                           |                    |
| 284 | 21                 | Убиство у студентском дому   | Џенифер Љао    | Џули Лејси                | 18. март 2024.     |
| Жена је убијена ножем у својој соби у студентском дому, а Кребтри и Вотс сумњају да је починитељ други студент.                               |                    |                              |                |                           |                    |
| 285 | 22                 | Зашто сви пјевају?           | Лори Линд      | Пол Ејткен                | 25. март 2024.     |
| Након пуцњаве, Мердок пада у кому и завршава у паралелном музичком свемиру у којем сви пјевају и гдје мора ријешити злочин.                   |                    |                              |                |                           |                    |
| 286 | 23                 | Дим који улази у очи         | Питер Мичел    | Џени Ли и Салима Наваз    | 1. април 2024.     |
| Човјек је убијен у кафанској тучи у Старбрајту Лаунџу, а Мердоков осумњичени је други детектив.                                               |                    |                              |                |                           |                    |
| 287 | 24                 | За веће добро                | Питер Мичел    | Ноел Жирар                | 8. април 2024.     |
| Након унапређења, Мердок надзире случај истакнутог медицинског научника који је можда лажирао властиту смрт.                                  |                    |                              |                |                           |                    |

### Сезона 18 (2024–2025)
Дана 22. маја 2024, CBC Television је најавио осамнаесту сезону Мердокових мистерија са двадесет две епизоде. Наредног дана Јаник Бисон је објавио да је 18. сезона у претпродукцији и да ускоро почиње снимање. CBC Television је 21. августа најавио датуме својих премијера. Мердокове мистерије прво су емитоване на платформи CBC Gem, а недјељу дана касније и на CBC Television. По први пут прва епизода је емитована истог датума и у САД и у Канади. Од краја јануара 2025. емитоване епизоде су доступне и на мрежи и на телевизији, како у Канади тако и у САД. У овој сезони емитована је и 300. епизода са сценама снимљеним у Клубу планинске пастрмке Каледон (Caledon Mountain Trout Club) у Каледону које представљају Енглеску. У 300 епизоди као гостујуће звијезде појављују се пјевачица и глумица Аквила као џез пјевачица Јудора Надо, Дебра Јео из Торонто стара (Toronto Star), Донал Лоуг и Ерик Озборн. По први пут откако се серија емитује у Хелен Џој није дио главне глумачке екипе. Њен лик се налази у Енглеској и у серију се враћа у тристотој епизоди. Глумачкој екипи се придружио Пол Сун-Хјунг Ли као инспектор Алберт Чои. Премијера сезоне довела је до повратка Питера Келегана као Теренса Мајерса, којем је то деветнаесто појављивање Сиобан Марфи се вратила као Рут Њусом, која се није појавила од петнаесте сезоне. Своје улоге обновили су Томас Крејг као инспектор Томас Бракенрид, Данијел Маслани као детектив Левелин Вотс, Лаклан Мердок као полицајац Хенри Хигинс-Њусом, Арвен Хамфриз као Маргарет Бракенрид, Клер Маконел као краљевски тужилац Ефи Њусом-Кребтри и Шанис Бантон као главни мртвозорник Вајолет Харт. Десета епизода је представила првог службеника за морал у Торонту Мери Шо коју глуми Ребека Лидијард, која је такође ту улогу глумила у серији Мистерије Френки Дрејк. Као гости појављују се Елејн Луи оснивачица LaineyGossip, инди поп музичарка Адалин (Шона Бизли) и такмичарка 20. сезоне Америчког идола Николина Бозо.
| Бр. еп. (укупно) | Бр. еп. (у сезони) | Наслов                       | Редитељ            | Сценариста    | Премијера           |
| --- | ------------------ | ---------------------------- | ------------------ | ------------- | ------------------- |
| 288 | 1                  | Нови регрут                  | Крејг Дејвид Волас | Питер Мичел   | 30. септембар 2024. |
| Мердок и Кребтри уживају у реконструкцији Рата из 1812., све док њихов колега који глуми војник не буде убијен.                                                                    |                    |                              |                    |               |                     |
| 289 | 2                  | Само је Мердок у згради      | Кејти Боланд       | Сајмон Макнаб | 7. октобар 2024.    |
| Мердок, сматрајући да је његов дом превише миран и празан, сели се у стамбену зграду у којој необични комшија инсистира да детектив помогне у истрази очигледног убиства у згради. |                    |                              |                    |               |                     |
| 290 | 3                  | Шта Дикенс?!                 | Јаник Бисон        | Салима Наваз  | 14. октобар 2024.   |
| Кребтри и Ефијева организују прославу рођендана Чарлса Дикенса која је прекинута након што је водитељ мистериозно умро.                                                            |                    |                              |                    |               |                     |
| 291 | 4                  | Дај ми склониште             | Кејти Боланд       | Џени Ли       | 21. октобар 2024.   |
| Мердок, Вотс и Чои истражују смрт књиговође, који је живио у новом радничком дому, од предозирања.                                                                                 |                    |                              |                    |               |                     |
| 292 | 5                  | Старлета је рођена           | Двејн Крајтон      | Сајмон Макнаб | 4. новембар 2024.   |
| Мердок сумња на претјерано ревносног обожаватеља, након што је човјек погинуо у експлозији бомбе која је била намјењена младој старлети Рут Хигинс-Њусом.                          |                    |                              |                    |               |                     |
| 293 | 6                  | Мердокова веза               | Винифред Џонг      | Ноел Жирар    | 11. новембар 2024.  |
| Мердок истражује случај у којем је ријетка лобања украдена, а заинтересовани купац убијен.                                                                                         |                    |                              |                    |               |                     |
| 294 | 7                  | Мјера мојих снова            | Елзбет Макал       | Питер Мичел   | 18. новембар 2024.  |
| На Бадње вече, Мердок и Чои истражују нестанак проблематичног пијанца. |                    |                              |                    |               |                     |
| 295 | 8                  | Добродошли у рај             | Елзбет Макал       | Кристина Реј; | 6. јануар 2025.     |
| Након што се пронађе поље пуно тијела у фази распадања, Мердок се плаши да би убица могао да убија мушкарце из других етничких заједница.                                          |                    |                              |                    |               |                     |
| 296 | 9                  | Када се гума сретне са путем | Лори Линд          | Кери Ференц   | 13. јануар 2025.    |
| Мердок истражује сумњиву смрт радника који је водио штрајк у фабрици гуме. |                    |                              |                    |               |                     |
| 297 | 10                 | Људи који су продали свијет  | Елинор Линдо       | Питер Мичел   | 20. јануар 2025.    |
| Мердок и Огден славе годишњицу брака у Лондону у Енглеској. Њихов поновни сусрет поремећен је смрћу госта у једној енглеској гостионици.                                           |                    |                              |                    |               |                     |
| 298 | 11                 | Бомба                        | Елинор Линдо       | Ноел Жирар    | 27. јануар 2025.    |
| Мердок, Огден и Сузана за длаку избјегну експлозије бомбе. |                    |                              |                    |               |                     |
| 299 | 12                 | Звијезда Мандалаја           | TBA                | TBA           | 3. фебруар 2025.    |
| Напори Мердока и Вотса да заштите непроцјењиви рубин осујетили су одлучни лопови.                                                                                                  |                    |                              |                    |               |                     |
| 300 | 13                 | Погрешни човјек              | TBA                | TBA           | 10. фебруар 2025.   |
| 301 | 14                 | Најприкладније убиство       | TBA                | TBA           | 17. фебруар 2025.   |
| 302 | 15                 | TBA                          | TBA                | TBA           | TBA                 |
| 303 | 16                 | TBA                          | TBA                | TBA           | TBA                 |
| 304 | 17                 | TBA                          | TBA                | TBA           | TBA                 |
| 305 | 18                 | TBA                          | TBA                | TBA           | TBA                 |
| 306 | 19                 | TBA                          | TBA                | TBA           | TBA                 |
| 307 | 20                 | TBA                          | TBA                | TBA           | TBA                 |
| 308 | 21                 | TBA                          | TBA                | TBA           | TBA                 |
| 309 | 22                 | TBA                          | TBA                | TBA           | TBA                 |

## Вебизоде
Осим редовне серије, у оквиру Мердокових мистерија настало је и неколико краткотрајних веб серија. Мердокове мистерије: Проклетство изгубљених фараона дебитовала је 2011. на citytv.com. Серија је мијешала анимацију и живу акцију да би приказала причу у којој Кребтри, др Огден и инспектор Бракенрид буду приморани да се боре са мумијама које покушавају да убију краљицу Викторију. Тема ове вебсерије је интегрисана у редовну серију, у оквиру главног заплета серије, јер Кребтри као славољубиви писац проводи већи дио сезоне радећи на рукопису свог фантастичног романа "Проклетство изгубљених фараона". Ова веб серија добила је номинације за најбољи дигитални програм: за фикцију на Еми наградама 2012; пројекат за више платформи, за фикцију на Свјетском медијском фестивалу Банф 2012. и пројекат за више платформи, за фикцију на 1. Канадској филмској награди.
Мердоков ефекат, веб серија за сезону 2012. говорила је о заплетима насталим услијед путовања кроз вријеме. Наиме, Вилијам Мердок се изненада нашао у 21. вијеку и мора да ријеши случај са језивим паралелама на случај који је истраживао у времену из кога долази.
Кошмар у Краљичиној улици, веб серија из 2013. приказује интерактивну причу у којој је гледалац позван да ријеши случај тако што ће пратити трагове из сваке вебизоде. Ова серија је такође освојила номинацију за најбољи пројекат за више платформи, за фикцију на 2. Канадској филмској награди.

### Проклетство изгубљених фараона
| Бр. еп. | Наслов                                       | Редитељ  | Сценариста | Премијера        |
| ------- | -------------------------------------------- | -------- | ---------- | ---------------- |
| 1       | Нестали леш                                  | Кал Кунс | Патрик Тар | 7. јун 2011.     |
| 2       | Траг хијероглифа                             | Кал Кунс | Патрик Тар | 14. јун 2011.    |
| 3       | Дуга рука злочина                            | Кал Кунс | Патрик Тар | 21. јун 2011.    |
| 4       | Изгубљени сапутници и нови пријатељи         | Кал Кунс | Патрик Тар | 28. јун 2011.    |
| 5       | Напад скарабеја                              | Кал Кунс | Патрик Тар | 6. јул 2011.     |
| 6       | Енигма лобање                                | Кал Кунс | Патрик Тар | 13. јул 2011.    |
| 7       | Нежељено изненађење                          | Кал Кунс | Патрик Тар | 20. јул 2011.    |
| 8       | О немогућим бјекствима и радосним окупљањима | Кал Кунс | Патрик Тар | 27. јул 2011.    |
| 9       | Несрећни преокрет                            | Кал Кунс | Патрик Тар | 3. август 2011.  |
| 10      | Кључ спасења                                 | Кал Кунс | Патрик Тар | 10. август 2011. |
| 11      | Њено величанство последња нада               | Кал Кунс | Патрик Тар | 17. август 2011. |
| 12      | Последње упориште царства                    | Кал Кунс | Патрик Тар | 24. август 2011. |
| 13      | Скромни хероји и последње авантуре           | Кал Кунс | Патрик Тар | 31. август 2011. |

### Мердоков ефекат
| Бр. еп. | Наслов    | Редитељ   | Сценариста | Премијера     |
| ------- | --------- | --------- | ---------- | ------------- |
| 1       | Епизода 1 | Лори Линд | Мишел Ричи | 24. мај 2012. |
| 2       | Епизода 2 | Лори Линд | Мишел Ричи | 28. мај 2012. |
| 3       | Епизода 3 | Лори Линд | Мишел Ричи | 31. мај 2012. |
| 4       | Епизода 4 | Лори Линд | Мишел Ричи | 1. јун 2012.  |
| 5       | Епизода 5 | Лори Линд | Мишел Ричи | 6. јун 2012.  |
| 6       | Епизода 6 | Лори Линд | Мишел Ричи | 12. јун 2012. |

### Кошмар у Краљичиној улици
| Бр. еп. | Наслов                              | Редитељ   | Сценариста | Премијера         |
| ------- | ----------------------------------- | --------- | ---------- | ----------------- |
| 1       | Прво поглавље: Мртви професор       | Лори Линд | Мишел Ричи | 4. фебруар 2013.  |
| 2       | Друго поглавље: Крвави код          | Лори Линд | Мишел Ричи | 11. фебруар 2013. |
| 3       | Треће поглавље: шифре и сомнологија | Лори Линд | Мишел Ричи | 25. фебруар 2013. |
| 4       | Интерлуде                           | Лори Линд | Мишел Ричи | 4. март 2013.     |
| 5       | Четврто поглавље: Музика лудила     | Лори Линд | Мишел Ричи | 4. март 2013.     |
| 6       | Пето поглавље: Ишчезли полицајац    | Лори Линд | Мишел Ричи | 11. март 2013.    |
| 7       | Шесто поглавље: Столица             | Лори Линд | Мишел Ричи | 18. март 2013.    |
| 8       | Епилог                              | Лори Линд | Мишел Ричи | 25. март 2013.    |

### Паклени уређај
| Бр. еп. | Наслов             | Редитељ   | Сценариста                                            | Премијера       |
| ------- | ------------------ | --------- | ----------------------------------------------------- | --------------- |
| 1       | Смрт на стази      | Лори Линд | Мишел Ричи, Фергус Хејвуд, Рајан Крејтон и Мајк Еванс | 8. април 2015.  |
| 2       | Збуњујући развој   | Лори Линд | Мишел Ричи, Фергус Хејвуд, Рајан Крејтон и Мајк Еванс | 15. април 2015. |
| 3       | Тренутак нестајања | Лори Линд | Мишел Ричи, Фергус Хејвуд, Рајан Крејтон и Мајк Еванс | 22. април 2015. |
| 4       | Невоља се спрема   | Лори Линд | Мишел Ричи, Фергус Хејвуд, Рајан Крејтон и Мајк Еванс | 29. април 2015. |
| 5       | Чај за кога?       | Лори Линд | Мишел Ричи, Фергус Хејвуд, Рајан Крејтон и Мајк Еванс | 6. мај 2015.    |
| 6       | Краљевска афера    | Лори Линд | Мишел Ричи, Фергус Хејвуд, Рајан Крејтон и Мајк Еванс | 13. мај 2015.   |

### Изван времена
Изван времен је веб серија од 20 дијелова смјештена непосредно након епизоде 10. сезоне Мердокове мистерије. Приказивана је од 17. јануара до 24. марта 2017. године. 

Полицајци Хенри Хигинс и  Огастус "Слагер" Џексон дежурају у Четвртој полицијској станици. Након што Џексон доведе човјека који је ухапшен када је проваљивао у фабрику у улици Пауер, тврдећи да треба да заустави атентат путовањем кроз вријеме. Након што се његове тврдње испоставе као тачне, а Ребека Џејмс буде пренијета у будућност, они морају да се утркују са временом да је спасу Ребеку, уз помоћ извјесног владиног агента.
| Бр. еп. | Наслов     | Редитељ        | Сценариста    | Премијера         |
| ------- | ---------- | -------------- | ------------- | ----------------- |
| 1       | Епизода 1  | Марс Хородиски | Мери Педерсен | 17. јануар 2017.  |
| 2       | Епизода 2  | Марс Хородиски | Мери Педерсен | 20. јануар 2017.  |
| 3       | Епизода 3  | Марс Хородиски | Мери Педерсен | 24. јануар 2017.  |
| 4       | Епизода 4  | Марс Хородиски | Мери Педерсен | 27. јануар 2017.  |
| 5       | Епизода 5  | Марс Хородиски | Мери Педерсен | 31. јануар 2017.  |
| 6       | Епизода 6  | Марс Хородиски | Мери Педерсен | 3. фебруар 2017.  |
| 7       | Епизода 7  | Марс Хородиски | Мери Педерсен | 7. фебруар 2017.  |
| 8       | Епизода 8  | Марс Хородиски | Мери Педерсен | 10. фебруар 2017. |
| 9       | Епизода 9  | Марс Хородиски | Мери Педерсен | 14. фебруар 2017. |
| 10      | Епизода 10 | Марс Хородиски | Мери Педерсен | 17. фебруар 2017. |
| 11      | Епизода 11 | Марс Хородиски | Мери Педерсен | 21. фебруар 2017. |
| 12      | Епизода 12 | Марс Хородиски | Мери Педерсен | 24. фебруар 2017. |
| 13      | Епизода 13 | Марс Хородиски | Мери Педерсен | 28. фебруар 2017. |
| 14      | Епизода 14 | Марс Хородиски | Мери Педерсен | 3. март 2017.     |
| 15      | Епизода 15 | Марс Хородиски | Мери Педерсен | 7. март 2017.     |
| 16      | Епизода 16 | Марс Хородиски | Мери Педерсен | 10. март 2017.    |
| 17      | Епизода 17 | Марс Хородиски | Мери Педерсен | 14. март 2017.    |
| 18      | Епизода 18 | Марс Хородиски | Мери Педерсен | 17. март 2017.    |
| 19      | Епизода 19 | Марс Хородиски | Мери Педерсен | 21. март 2017.    |
| 20      | Епизода 20 | Марс Хородиски | Мери Педерсен | 24. март 2017.    |

### Књига о Џексону
| Бр. еп. | Наслов    | Редитељ    | Сценариста | Премијера         |
| --- | --------- | ---------- | ---------- | ----------------- |
| 1 | Епизода 1 | Алисон Рид | Ноел Жирар | 12. фебруар 2018. |
| Мистериозна жена позива Мердока да јој помогне у случају на којем је полицајац Џексон радио непосредно пред смрт.          |           |            |            |                   |
| 2 | Епизода 2 | Алисон Рид | Ноел Жирар | 12. фебруар 2018. |
| Док истражује Глоријин случај, Мердок открива да је Џексон радио по тајном коду који је сам смислио.                       |           |            |            |                   |
| 3 | Епизода 3 | Алисон Рид | Ноел Жирар | 12. фебруар 2018. |
| Мердок открива зашто је Џексон држао случај у тајности, док сви остали покушавају дешифрују тајне кодове из његове свеске. |           |            |            |                   |
| 4 | Епизода 4 | Алисон Рид | Ноел Жирар | 12. фебруар 2018. |
| Глорија се брани од оптужби док Ватс тражи одговоре.                                                                       |           |            |            |                   |
| 5 | Епизода 5 | Алисон Рид | Ноел Жирар | 12. фебруар 2018. |
| Мердок разоткрива случај, кад схвати да је Вотсов живот у опасности.                                                       |           |            |            |                   |
| 6 | Епизода 6 | Алисон Рид | Ноел Жирар | 12. фебруар 2018. |
| Пошто је случај решен, сви одају почаст свом драгом пријатељу, полицајцу Џексону.                                          |           |            |            |                   |

## Подкаст
Након 14 сезона приказивања на екрану, фанови Мердокових мистерија добили су прилику да авантуре детектива Вилијама Мердока доживе кроз нови медији.
Shaftesbury Films су заједно са Audible Original одлучили су да Мердокове мистерије прошире на подкаст и стварају Тајне дневнике детектива Мердока. Наратор је Јаник Бисон, односно сам детектив Мердок, који завирује у своје детективске дневнике и пружа слушаоцима дубљи увид у мисли и осјећања током најзначајнијих случајева, али кроз неке од најважнијих догађаја у његовом животу.
Подкаст се састоји од десет дијелова.

### Тајни дневници детектива Мердока
| Бр. еп. | Наслов                            | Премијера       |
| --- | --------------------------------- | --------------- |
| 1 | Зов дивљине                       | 4. јануар 201.  |
| Након што се љубав његовог живота удала за другог, Мердок напушта Торонто - и полицијски посао - и одлази за Јукон. Увучен у истрагу убиства, схвата да његови дани детектива још нису иза њега. А, како открива на страницама његовог тајног дневника, ни његова осећања према Џулији.                  |                                   |                 |
| 2 | Нас двоје                         | 4. јануар 2021. |
| Након што је Џулија изгубила бебу због побачаја, Мердок се окреће свом дневнику како би прошао кроз њихове разлике и размишљао о животу оца који му је до сада био ускраћен. |                                   |                 |
| 3 | Ева Пирс                          | 4. јануар 2021. |
| Дан након што је Ева Пирс убијена од стране др Огден, детектив у свом дневнику присјећа колико су му се пута путеви укрштали са љубоморном и заводљивом и њему приврженом Евом. И преиспитујући своју могућу кривицу у крвавом исходу.                                                                   |                                   |                 |
| 4 | Син мог оца                       | 4. јануар 2021. |
| Смрт Мердоковог оца буди болна сећања. Док у свом дневнику пролази кроз компликовани однос са својим оцем, он схвата да је тренутак жртвовања његовог оца, можда спасио његову душу. |                                   |                 |
| 5 | Најзанимљивији човек у Торонту    | 4. јануар 2021. |
| У овом дијелу Мердок се присјећа многих авантура које је имао са пријатељем и проналазачем Џејмсом Пендриком. |                                   |                 |
| 6 | Два пута спознаје                 | 4. јануар 2021. |
| Мардок се одувек борио са дуализмом у свом карактеру: истовремено посвећен и вјери и науци. Он у својој млекари пише догађаје у свом животу - чуда, абортус, однос са свештенством - који су оспорили његову способност да уравнотежи ова два начина сазнања.                                            |                                   |                 |
| 7 | Шта си ти, Џорџе?                 | 4. јануар 2021. |
| Мердоков пријатељ, полицајац Џорџ Кребтри, оптужен је за убиство. И док покушава да спасе свог пријатеља он размишља о деценији њихових авантура, и бијесу који осјећа гледајући како невин човјек може лако да буде лажно оптужен                                                                       |                                   |                 |
| 8 | Клизави камен истине              | 4. јануар 2021. |
| Током истраге привидног самоубиства у затвору, Мердок открива ривалство између католичких и протестантских затвореника. У свом дневнику разматра како је бити католичка мањина у оранжистичком Онтарију и како у таквом угњетавачком окружењу одржати своју вјеру.                                       |                                   |                 |
| 9 | Талентовани господин Гилис        | 4. јануар 2021. |
| Најбрилијантнији злочиначки ум, са којим се Мердок сукобио, јесте ум младог мајстора злочина Џејмс Гилис. Ишчекујући смртну казну за Гилиса, Мердок у свом дневнику пише о природи зла. |                                   |                 |
| 10 | Демократска република Мердоконија | 4. јануар 2021. |
| Њусомови! Мердоку је увијек било тешко да се дружи са Роџером Њусомом и другим Њусомима из Мимика. Сада су отишли предалеко прогласивши своју републику! Док Мердок у свом дневнику препричава бројне сусрете са иритантном породицом Њусом, истовремено машта како би могла изгледати његова република. |                                   |                 |